# Финляндия

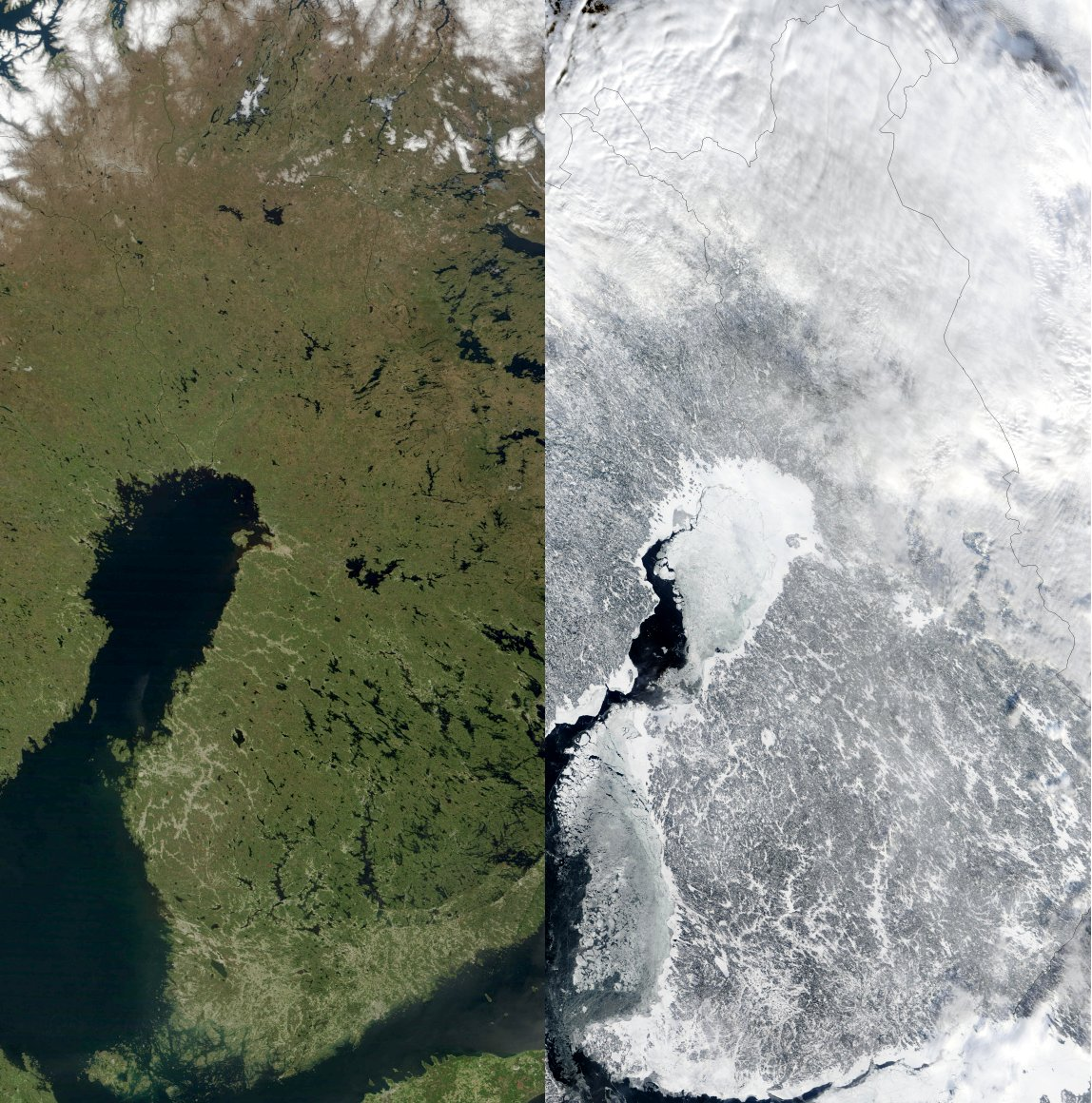
Финляндия (снимки из космоса летом слева и зимой справа)

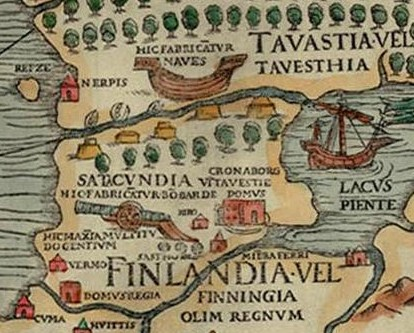
Финляндия на средневековой карте

Финля́ндия (фин. Suomi МФА: [ˈsuo̯mi]о файле, швед. Finland МФА: [ˈfɪ̌nland]о файле), официальное название — Финля́ндская Респу́блика (фин. Suomen tasavalta, швед. Republiken Finland, произношение на обоих языкахо файле) — государство в Северной Европе на восточном побережье Балтийского моря. На востоке граничит с Россией, на севере — с Норвегией, на западе — со Швецией. На юге ближайшим соседом является Эстония к югу от Финского залива.
Столица и крупнейший город Финляндии — Хельсинки, другие крупные города — Эспоо, Тампере, Вантаа, Оулу, Турку, Йювяскюля, Лахти, Куопио, Пори, Коувола и Йоэнсуу.
Финляндия, по состоянию на 1 марта 2023 года, — относительно малонаселённая страна с населением в 5 568 637 человек, сосредоточенным в основном в южных и центральных частях страны. Конституция Финляндии определяет финский и шведский языки как национальные языки. В конце 2022 года говорящие на финском языке составляли 85,9 % населения (4 778 891 чел.), говорящие на шведском языке — 5,2 % населения (287 052 чел.), а говорящие на саамских языках — 0,04 % населения (2035 чел.). Говорящие на других языках составляли 8,9 % (495 992 чел.) населения.
Парламентская республика. 20 июня 2023 года премьер-министром назначен Петтери Орпо. С 1 марта 2024 года пост президента занимает Александр Стубб, победивший на президентских выборах 2024 года.
С 6 декабря 1917 года является независимым государством (в 2017 году отмечалось 100-летие независимости страны). Финляндия является членом Северного паспортного союза (с 1952), Организации Объединённых Наций (с 1955), Северного совета (с 1956), Европейского союза (с 1995), Шенгенского соглашения (с 1996) и НАТО (с 2023).
Во «Всемирном докладе о счастье 2018», опубликованном ООН, Финляндия заняла первое место. В последующие 5 лет Финляндия также была признана самой счастливой страной в мире. В 2010 году страна была на первом месте в списке «Лучшие страны мира» (англ. The world's best countries) по версии журнала Newsweek, а также является третьей в рейтинге равноправия полов. С 2011 по 2014 годы американский фонд «Fund for Peace» оценивал Финляндию как «самую стабильную страну мира».

## Этимология
Название страны в русском и многих других языках происходит от шведского Finland («земля охотников» — от древнескандинавского fin «охотник», и шведского land — «земля, страна»). В Саге об Инглингах (XIII век), написанной на древнеисландском языке, упоминается топоним Finnland.
Финское название страны — Suomi. Впервые оно упоминается на страницах новгородских летописей в форме Сумь (с начала XII века).
Существует несколько версий происхождения этого названия:
- предполагается, что некогда существовала местность под названием Suomaa (фин. suo «болото», maa «земля»; дословно: «земля болот»[18]), и переселенцы из этой области перенесли название своей родины в юго-западную Финляндию, которая стала называться Suomi;
- ещё одна версия гласит, что Suomi — искажённое «саами» — самоназвание народа, жившего здесь до прихода финских племён;
- также существует версия, что финское самоназвание suomi имеет эстонское происхождение (от эст. soo — «болото»)[19].

## Физико-географическая характеристика

### Географическое положение

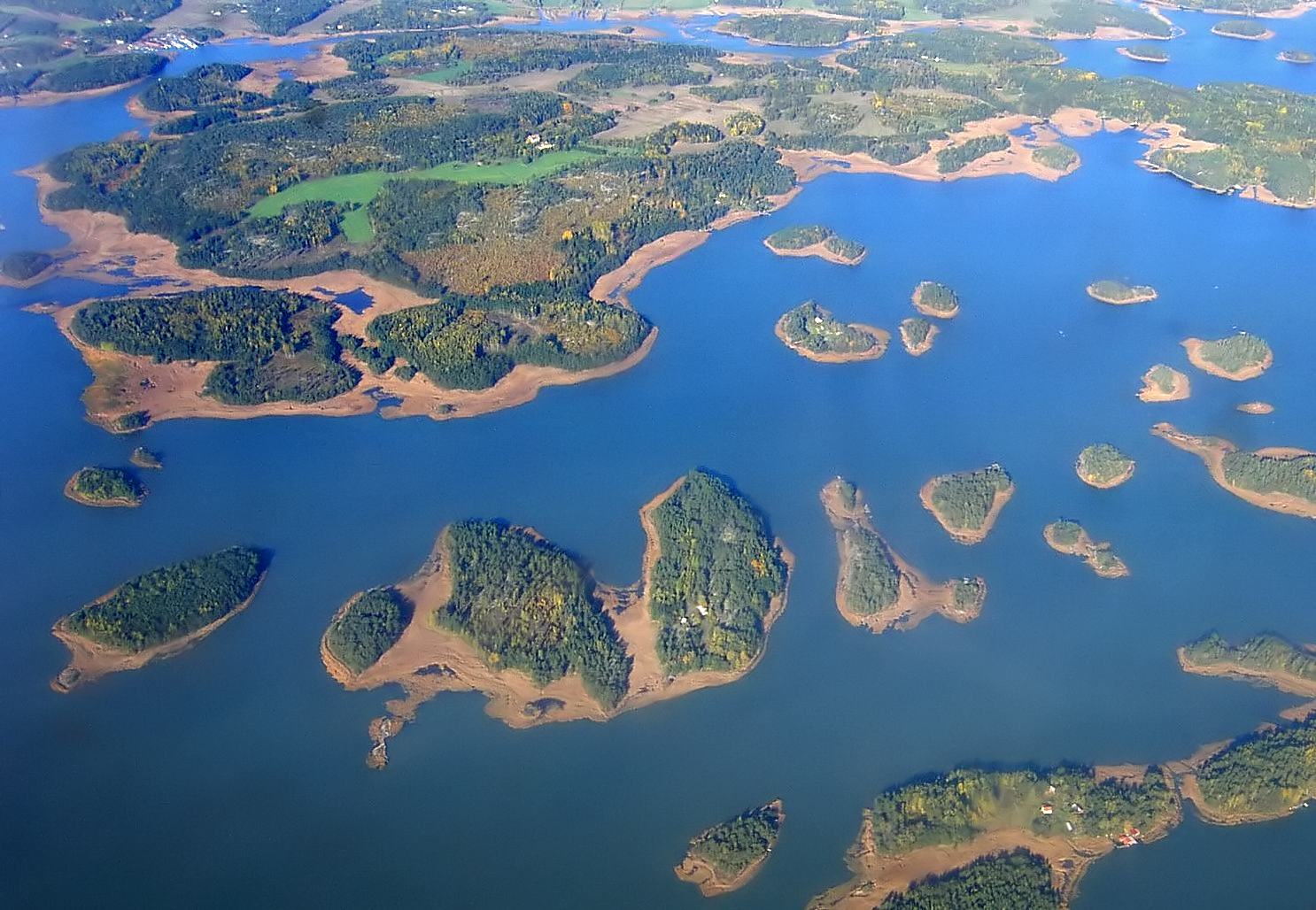
Шхеры близ Наантали

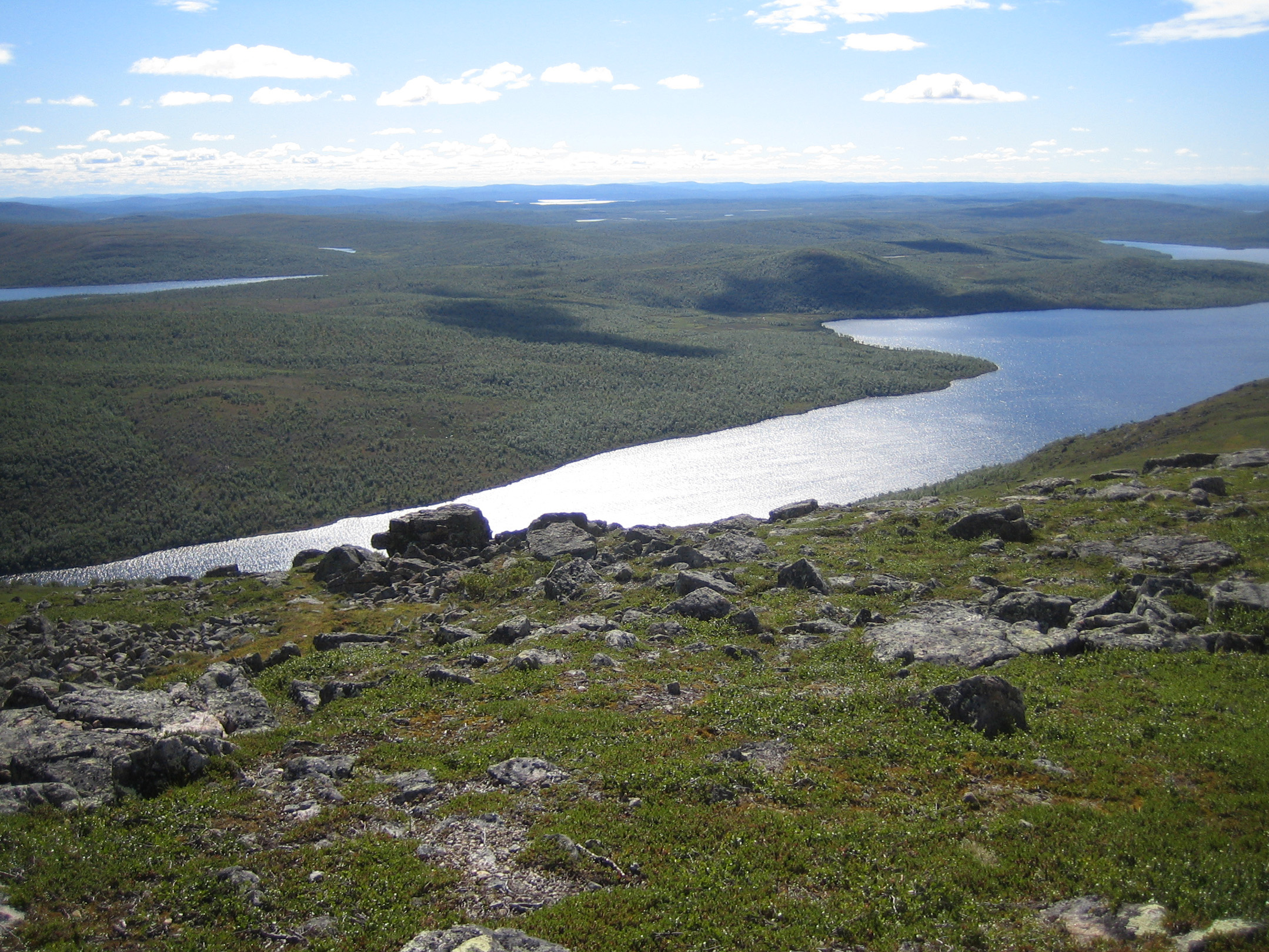
Тундра близ Инари

Финляндия расположена на севере Европы, значительная часть её территории находится за Северным полярным кругом (25 %). На суше граничит со Швецией (586 км), Норвегией (716 км) и Россией (1265 км), морская граница с Эстонией проходит по Финскому заливу, со Швецией — по некоторым местам Ботнического залива Балтийского моря.
Длина внешней береговой линии (без учёта извилистости) равна 1100 км. Длина береговой линии (без островов) составляет 46 000 км. В прибрежной зоне располагается почти 81 000 островов (размером более 100 м²).
Страна делится на три основных географических региона:
1. Прибрежные низменности тянутся вдоль Финского и Ботнического заливов, вдоль берегов которых расположены тысячи скалистых островов; основные архипелаги — Аландские острова и архипелаг Турку. На юго-западном побережье сильно расчленённый берег перерастает в крупнейший в Финляндии архипелаг — Архипелаговое море — с множеством островов различной величины.
2. Район озёр — внутреннее плато к югу от центра страны с густыми лесами и с большим количеством озёр, болот и топей.
3. Северные верховья, большая часть которых расположена за Северным полярным кругом. Отличаются довольно бедными почвами. Для Лапландии также характерны скалистые горы и небольшие возвышенности. Там же, в западной части Лапландии, находится высшая точка Финляндии (1324 метра над уровнем моря) — она расположена на склоне сопки Халти. Вопреки распространённому заблуждению, эта точка не является вершиной сопки (вершина Халти имеет высоту 1365 м и находится на территории Норвегии). Ранее в справочниках в качестве самой высокой точки Финляндии указывалась величина 1328 м; позже было определено, что склон Халти, имеющий такую высоту, тоже находится на территории Норвегии, высшая же точка на финском склоне находится на высоте 1324 м[21].

### Часовой пояс
До появления железных дорог в Финляндии не было единого времени. С началом строительства в 1868 году железнодорожного сообщения Санкт-Петербург — Гельсингфорс (движение открывал лично император Александр II 12 сентября 1870 года), к западу от станции Кайпиайнен (близ Коувола) действовало хельсинкское время, а к востоку — петербургское (разница составляла 20 минут). В 1888 году император Александр III своим указом ввёл хельсинкское время на всех железных дорогах Великого княжества Финляндского.
В 1921 году Финляндия ввела поясное время. В настоящее время вся территория страны находится в часовом поясе, обозначаемом по международному стандарту как UTC+2 — Восточноевропейское время (EET). Смещение от UTC составляет +2:00 (стандартное время) и +3:00 (летнее время) — в стране действует сезонный перевод часов. Время в Финляндии отличается от московского времени на −1 час в зимний период и совпадает в летний. Такое же время, как в Финляндии, применяют страны Балтии — Латвия, Литва, Эстония; оно отличается от среднеевропейского времени на +1 час.
В 1942 году на короткий период в стране впервые было введено летнее время, а с 1981 года перевод часов на летнее время в Финляндии стал производиться регулярно. С 1996 года переход на летнее время осуществляется в последнее воскресенье марта (переводом часов на 1 час вперёд), а обратный переход — в последнее воскресенье октября (на 1 час назад). Отмена перехода на летнее время не находит в Финляндии широкой поддержки.
Начиная с 2002 года, согласно директиве Европейского союза (2000/84/EC), в Финляндии, как и в остальных странах союза, переход на летнее время осуществляется в час ночи по Гринвичу.

### Климат

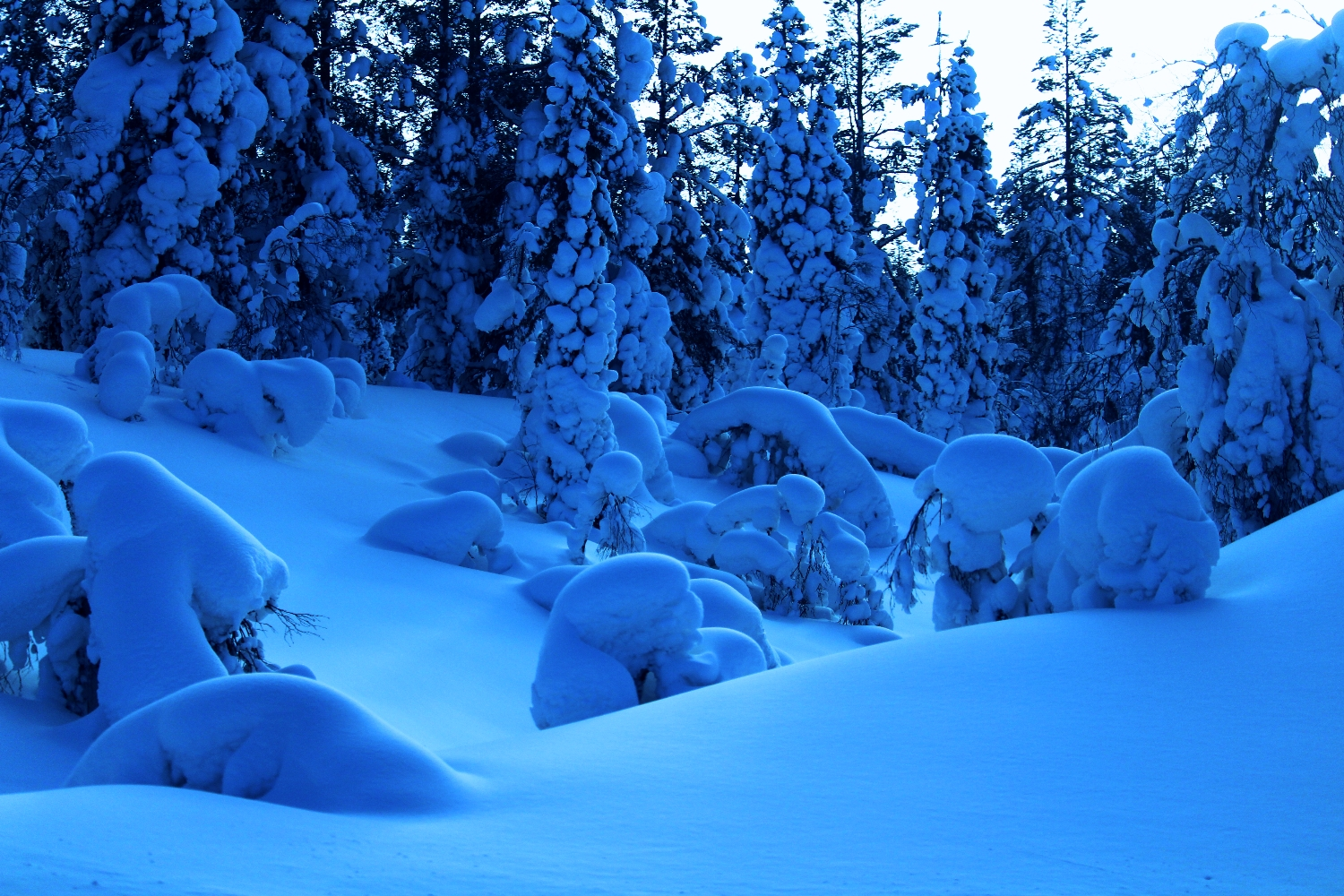
Зимний лес в Лапландии

Финляндия имеет умеренный климат, переходный от морского к континентальному, в зависимости от случайного направления воздушных потоков. Расположение к юго-востоку от Гольфстрима влияет на климат Финляндии и повышает температуру финской зимы — она выше по сравнению с другими регионами той же широтной зоны. Повышение температуры из-за Гольфстрима составляет около 6-11 °C.
В течение года в стране преобладают западные ветры с частыми циклонами. Согласно данным исследования, проведённого Университетом Восточной Финляндии и Метеорологическим институтом, за последние 166 лет рост температуры в Финляндии в среднем составил 2,3 градуса.
Зимы умеренно холодные. Несмотря на то, что в северной части страны в зимний период господствует полярная ночь (в Утсйоки её продолжительность составляет два месяца), в южных районах солнце светит от 48 (зима 1987/88) до 195 часов (зима 1996/97).
Количество осадков в Финляндии сильно варьируется в зависимости от части страны. Наименьшее количество осадков выпадает в Лапландии и на побережье Остроботнии, где их годовое количество составляет около 40 см. На количество осадков на побережье Остроботнии влияют метели. Наиболее влажно в восточной и юго-восточной Финляндии, где годовое количество осадков составляет около 70 см. На юго-западном и южном побережьях также выпадает около 70 см осадков в год. Самый влажный месяц в Южной Финляндии — август, когда среднее количество осадков составляет около 70 мм. В южной части Финляндии, в отличие от северных районов, самое влажное время продолжается далеко осенью, а не только в августе. В то время как в ноябре в округе Оулу и Лапландии уже достаточно сухо, в южной Финляндии обычно выпадает в среднем 70 мм осадков. Дожди могут образовываться в Финляндии по-разному. Наиболее типичными являются конвекционные осадки в виде проливных дождей и гроз из-за испарения с почвы и растительности летом, фронтальные осадки, вызванные разницей температур при столкновении холодных и тёплых воздушных масс, и осадки с низким атлантическим давлением, большая часть которых идёт в виде мороси.
Толщина снежного покрова в конце декабря в среднем составляет на севере страны — 40 см, в центральных регионах — около 30 см и на юге страны — 10 см. Самыми снежными были декабри 1915, 1965, 1973, 1980, 1981 и 2010 годов. Согласно данным Метеоцентра Финляндии, среднее число летних дней, отмеченных осадками в виде града — 40, а в 2010 году в Састамала зафиксировано выпадение градин 8 см в диаметре.
Средняя температура февраля на юге Финляндии — −6 °C, в Лапландии — −14 °C. В июле, соответственно, — +17 на юге и до +14 на севере. Среднестатистическое количество жарких дней июня (с температурой от +25,1 до +30 °C, которая считается границей жары для Финляндии) — 8 дней. Самыми жаркими (38 дней подряд с температурой выше +25,1 °C) были 1973 и 2014 годы. 2020 год стал самым тёплым в Финляндии за всю историю метеорологических измерений.
Самая низкая температура на территории Финляндии (по данным на 14 февраля 2011 года) наблюдалась 28 января 1999 года в общине Киттиля (Лаппи): −51,5 °C, самая высокая — 29 июля 2010 года в общине Липери (Северная Карелия): +37,2 °C.

### Геологическое строение

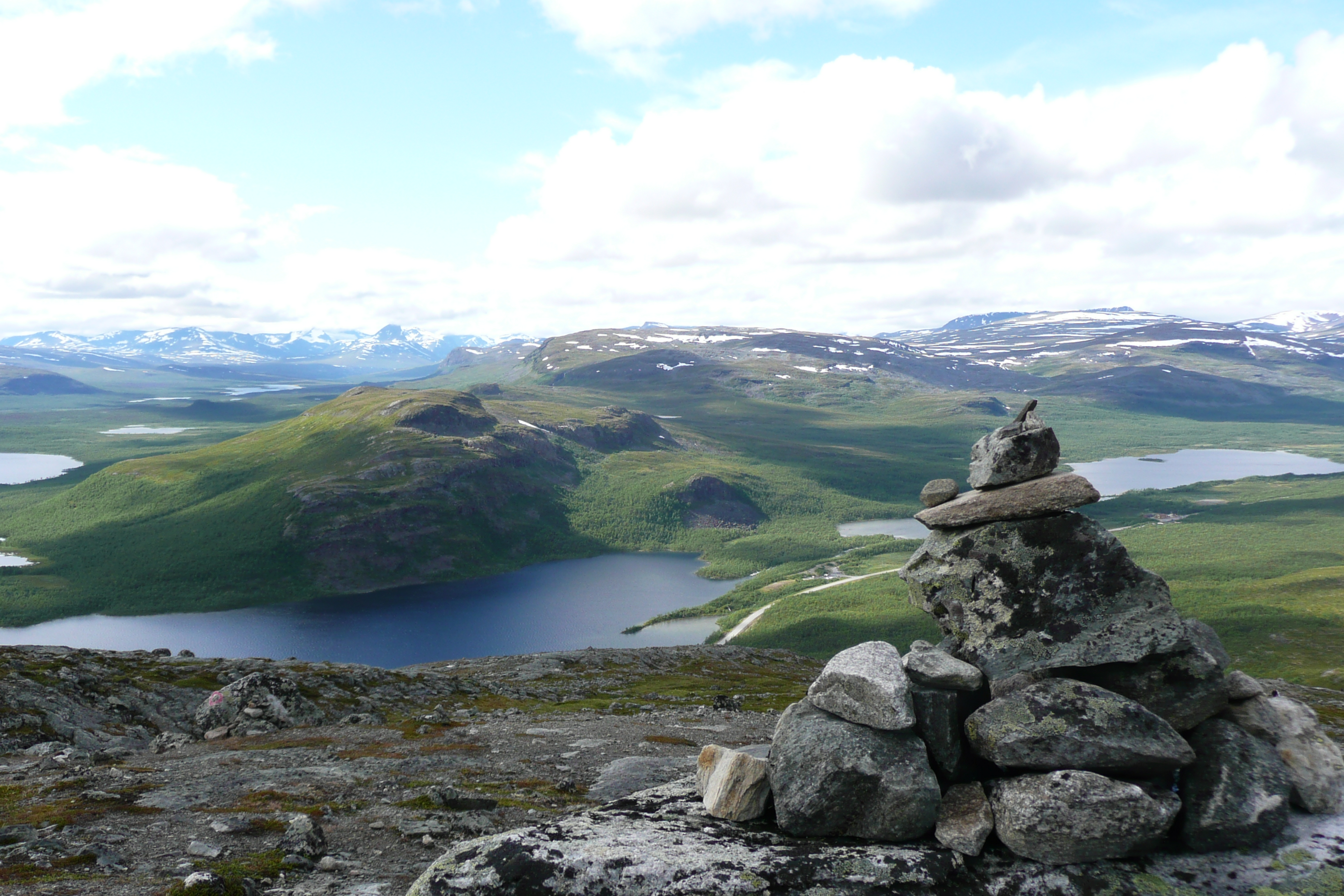
Вид на заповедник Малла с сопки Саана (Энонтекиё, Лаппи)

Большая часть Финляндии расположена в низменности, но на северо-востоке некоторые горы достигают высоты более чем 1000 метров. Высшая точка страны — склон горы (фьельд) Халти (1324 м), расположенная в Лаппи в Скандинавских горах, недалеко от границы с Норвегией.
Финляндия расположена на древнем (1,4—3 млрд лет) гранитном кристаллическом щите, простирающимся под всей Скандинавией и Кольским полуостровом. Балтийское море и Ботнический залив также находятся на этом щите, и являются по сути озером, которое формировалось во время ледникового периода. Толщина льда достигала 3 км, что вызвало прогиб земной коры до 1 км. После схода ледника начался обратный процесс, который продолжается в настоящее время. Скорость подъёма максимальна на севере Ботнического залива — около 90 см за столетие. Местами сохранились стальные кольца, вдавленные в гранит, которые служат доказательством уровня моря и находятся в сотнях метров от побережья.
Согласно существующим оценкам, при сходе ледников в среднем было «содрано» около 7 метров коренной породы, в настоящее время 3 % территории страны — открытый гранит и 11 % скрыто под слоем грунта менее 1 метра толщиной. Большая часть коренной породы скрыта образовавшимися осадками до нескольких десятков метров толщиной. Следы ледника заметны, например, по сложной системе озёр и по огромным валунам, встречающимся по всей стране. 52 % коренной породы — это различные сорта гранита, 22 % — смешанные породы, 9 % — слоистые породы, 8 % — диабазы, 4 % — кварцы и пески, 4 % — гранулиты, 0,1 % — известняки (самые древние в Европе).
Ежегодно в стране фиксируется от десяти до двадцати слабых подземных толчков. Землетрясения магнитудой выше четырёх баллов по шкале Рихтера отмечались в Торнио в 1898 году и в северной части Ботнического залива 20 марта 2016 года.

### Гидрография
Почти все реки Финляндии впадают в Балтийское море, исключения — небольшое количество рек на севере страны, которые впадают в Северный Ледовитый океан.
В Финляндии, которую часто называют «страной тысяч озёр», насчитывается около 190 000 озёр, занимающих 9 % её площади. Обычно озёра изобилуют многочисленными заливами, полуостровами и островами, соединены между собой протоками и образуют разветвлённые озёрные системы. Преобладают небольшие озёра со средними глубинами 5—20 м. Однако в пределах Озёрного плато, расположенного в центральной Финляндии, имеются достаточно крупные и глубокие водоёмы. Так, глубина озера Пяййянне достигает 93 метров. Самое обширное озеро страны — Сайма, расположенное на юго-востоке страны. Севернее Озёрного плато находится крупное озеро Оулуярви, а на севере провинции Лаппи — большое озеро Инариярви.

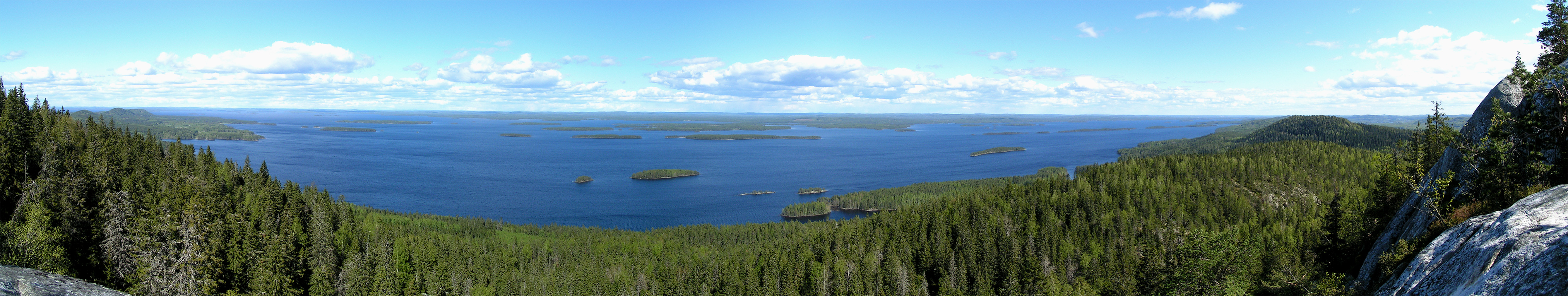
Вид на озеро Пиелинен с холма в национальном парке Коли

Количество рек в Финляндии доходит до 2000. Они изобилуют порогами и водопадами. Бо́льшая часть рек имеет небольшую протяжённость и соединяют озёра между собой или текут из озёр в море. Самые большие реки — Кемийоки, Оулуйоки и Торнионйоки — протекают на севере. Река Кемийоки имеет наиболее разветвлённую сеть притоков.
Также в стране имеется 36 каналов с 48 шлюзами. Каналы в основном небольшие и соединяют реки и озёра страны, иногда в обход водопадов. Наибольшее значение имеет Сайменский канал, частично проходящий по Ленинградской области и связывающий озеро Сайма с Финским заливом.
30 % территории страны — болотистая местность.

### Флора и фауна
На июнь 2015 года в стране насчитывается 39 национальных парков (справа можно ознакомиться с их местоположением на карте Финляндии) — территорий, на которых обитают редкие или ценные виды животных и/или растений, имеются особенности ландшафта, встречаются уникальные природные объекты. Их общая площадь превышает восемь тысяч квадратных километров. Исходя из «права каждого человека на природу», определяемому финляндским законодательством (фин. Jokamiehenoikeus), любой человек может свободно беспрепятственно находиться на территории национальных парков. К слову, Национальный парк архипелага Финляндии наряду с национальным парком Оуланка внесён в список европейской организации по защите парков PAN Parks.
Однако охота на охранных территориях категорически запрещена и преследуется законом, а разведение костров в национальных парках разрешено только в специально отведённых для этого местах. Кроме того, на данных территориях нельзя производить рубку деревьев и мусорить. Зачастую в национальных парках имеются специальные площадки для ночлега, а в некоторых могут даже сдаваться дома в аренду.
Среди развлечений в национальных парках Финляндии представлены гребля на каноэ, сплавление на байдарках по речным порогам, походы на снегоступах. Проложено большое количество велосипедных горных маршрутов, а также маршрутов для езды на снегокатах. Широко распространены альпинизм и катание на лыжах.
Кроме того, «право каждого на природу» определяет то, что каждый может свободно перемещаться по любым территориям, кроме культивируемых сельскохозяйственных угодий и земель, непосредственно примыкающих к жилым домам. Если нет прямой угрозы для жизни, то есть при температуре выше нуля, запрещается пользование открытым огнём (разведение костров) без разрешения владельца земли. Газовые горелки и другие подобные нагревательные приборы к открытому огню не относятся. По всей территории Финляндии имеются т. н. «убежища» (фин. laavu), где, как правило, имеется навес от дождя, костровище и бывают также дрова для разведения костра.
С 2012 года (в первое воскресенье августа) в стране проходит ежегодный день открытых садов, в ходе которого все желающие могут ознакомиться с достижениями растениеводства как в государственных, так и частных хозяйствах. 31 августа в стране отмечается День финской природы.

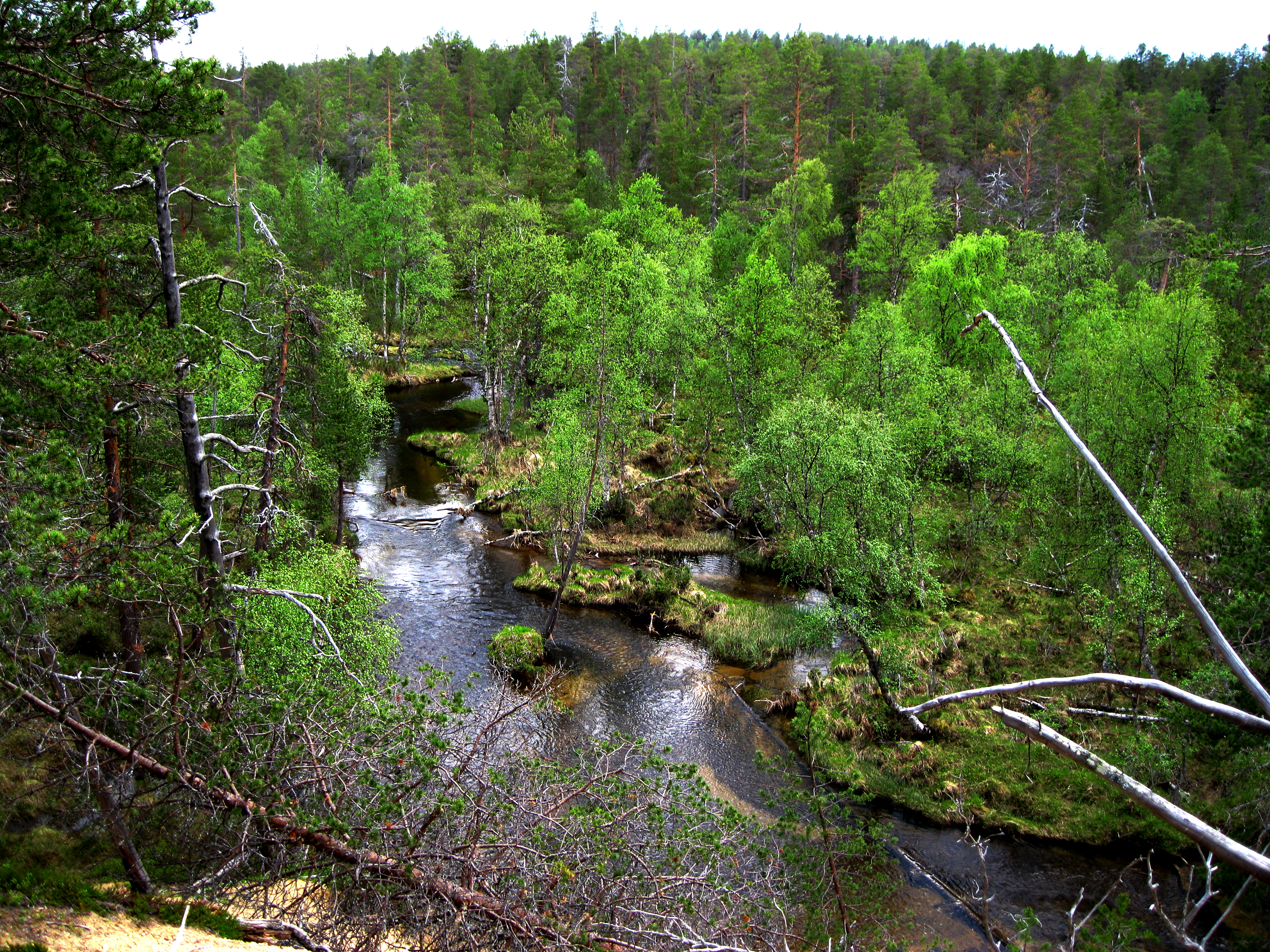
Пейзаж заповедника Цармитунтури
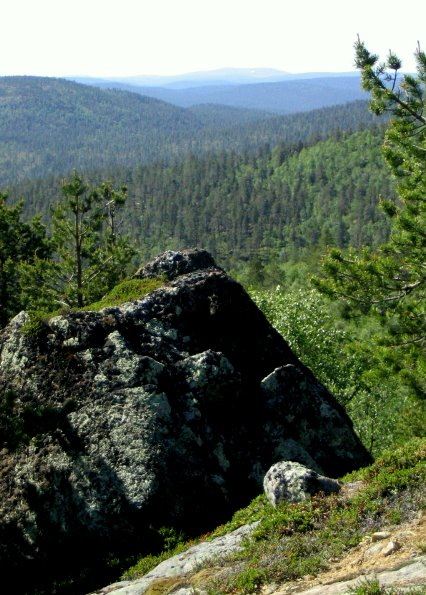
Пейзаж заповедника Хаммастунтури
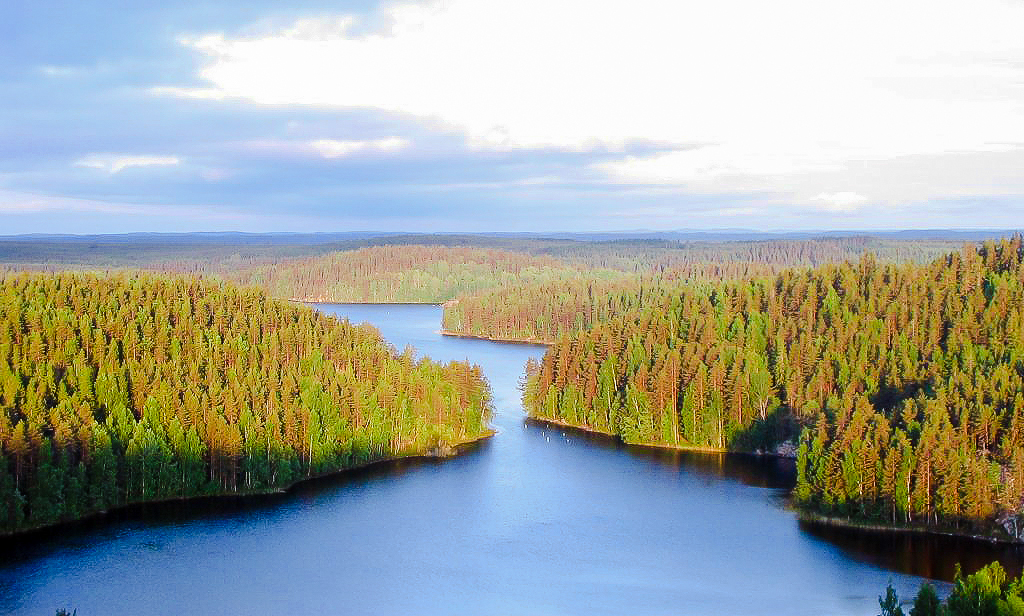
Ландшафт национального парка Реповеси
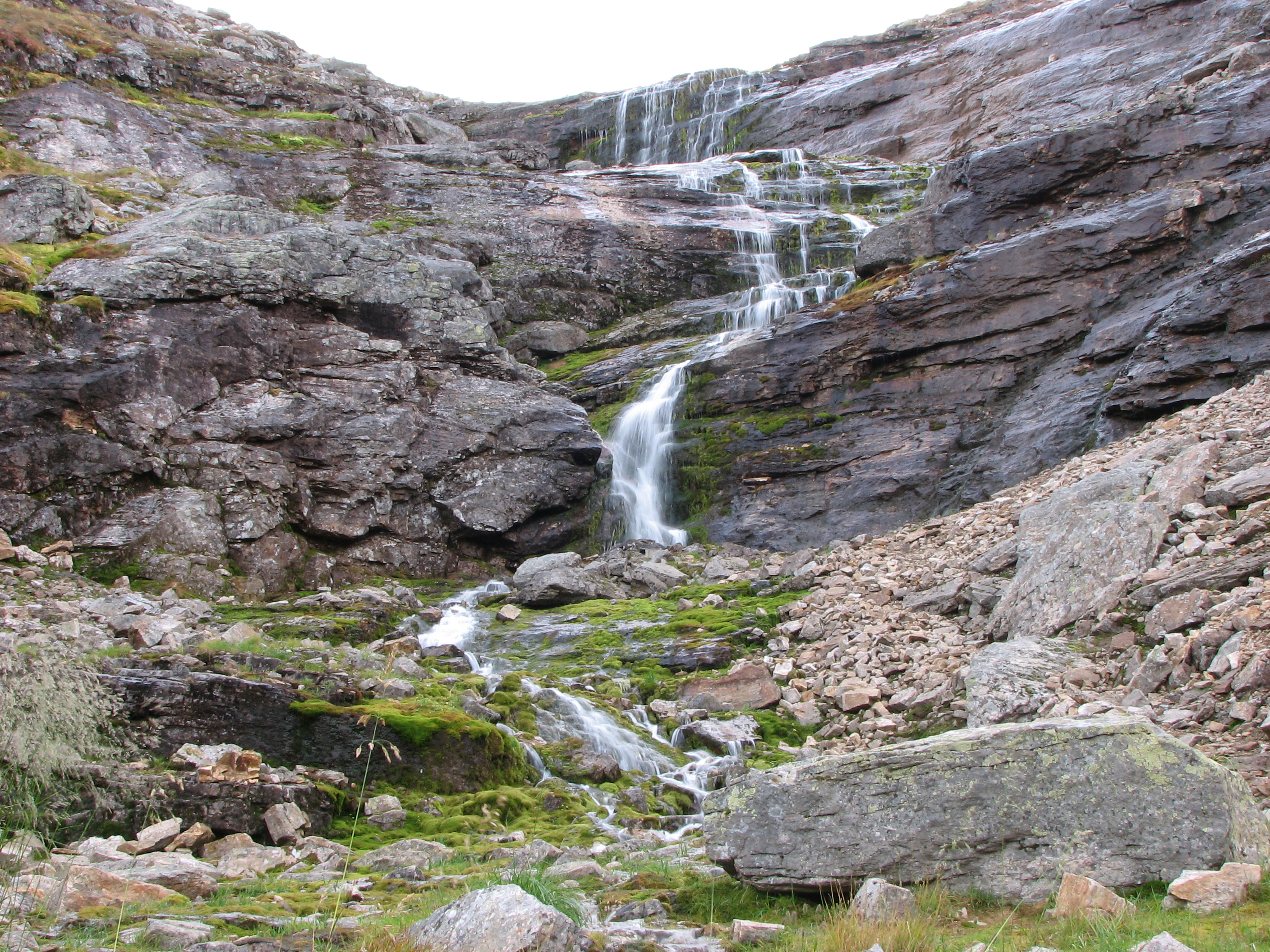
Водопад в национальном парке Урхо Кекконен

#### Флора
См. также: Растения Финляндии, внесённые в список МСОП
При продвижении с юга Финляндии на север ландшафты морского побережья с огромным числом мелких островов и скал сменяются густыми хвойными (большей частью сосновыми) лесами, покрывающими центральную часть страны. Общая площадь лесов составляет 20 млн гектаров (около 60 % территории страны). Леса богаты черникой, малиной, брусникой, клюквой, а также грибами — белыми, боровиками, подосиновиками, лисичками, вороночниками рожковидными и другими. Отдельные годы бывают урожайными для гриба мацутакэ. На севере находятся почти лишённые древесной растительности сопки Лапландии, поросшие зарослями морошки. В связи с потеплением климата, на юге Финляндии всё большее распространение получают как местные широколиственные породы (клён, липа, дуб), так и интродуценты в некоторых случаях. К примеру, есть вероятность более широкого расселения бука в прибрежных районах южной Финляндии.
Среди весенних первоцветов распространены мать-и-мачеха, печёночница благородная и другие.
Ряд инвазивных видов растений таких как: борщевик Мантегацци, недотрога железистая, люпин многолистный и ряд других угрожают биологическому многообразию финской природы.

#### Фауна
Символом Финляндии является лебедь-кликун (на ноябрь 2012 года их насчитывалось 55—60 тысяч особей). Среди пернатых распространены также гаги, серые цапли, крохали, хохлатые чернети, нырки, озёрные и серебристые чайки, рябинники, зяблики, белые трясогузки, чибисы, полевые жаворонки, скворцы, серые журавли, тундряные куропатки. Ряд хищных видов птиц (скопа и др.) относятся к числу редких. Глобальное потепление влияет на птиц и приводит к тому, что меняется территория их распространения, а также время гнездования и миграции. Водоплавающие птицы всё чаще зимуют в Финляндии, многие виды осенью остаются в стране всё дольше. Каждый третий вид птиц в Финляндии находится под угрозой вымирания (многие виды куликов и уток). Общество орнитологов-любителей BirdLife Suomi, а также мероприятие EuroBirdwatch, проводимое осенью, привлекают внимание людей к осенней миграции и защите редких птиц.
Единственным эндемиком среди млекопитающих в Финляндии является сайменская нерпа, находящаяся под угрозой исчезновения (на 2013 год насчитывалось около 300 особей). Также на грани исчезновения находятся песцы, росомахи, евразийские волки (на 2017 год около 150—180 особей, объединённых в 8 семей (также 11 семей мигрируют между Финляндией и Россией), ночницы Наттерера, лесные нетопыри и лесные хорьки. Популяции обыкновенного бобра, европейского бурого медведя (на 2014 год около 1,5 тысячи особей), обыкновенной рыси, орланов-белохвостов и обыкновенной летяги к 2015 году восстановили своё поголовье и были исключены из разряда редких видов.
Популяция европейских лосей составляет около 73 тысяч голов. В 2013 году отмечалось снижение общего поголовья северных оленей.
Из пресмыкающихся распространена обыкновенная гадюка; из ракообразных — речной и интродукционный американский сигнальный раки, имеющие внутри страны промысловое значение.

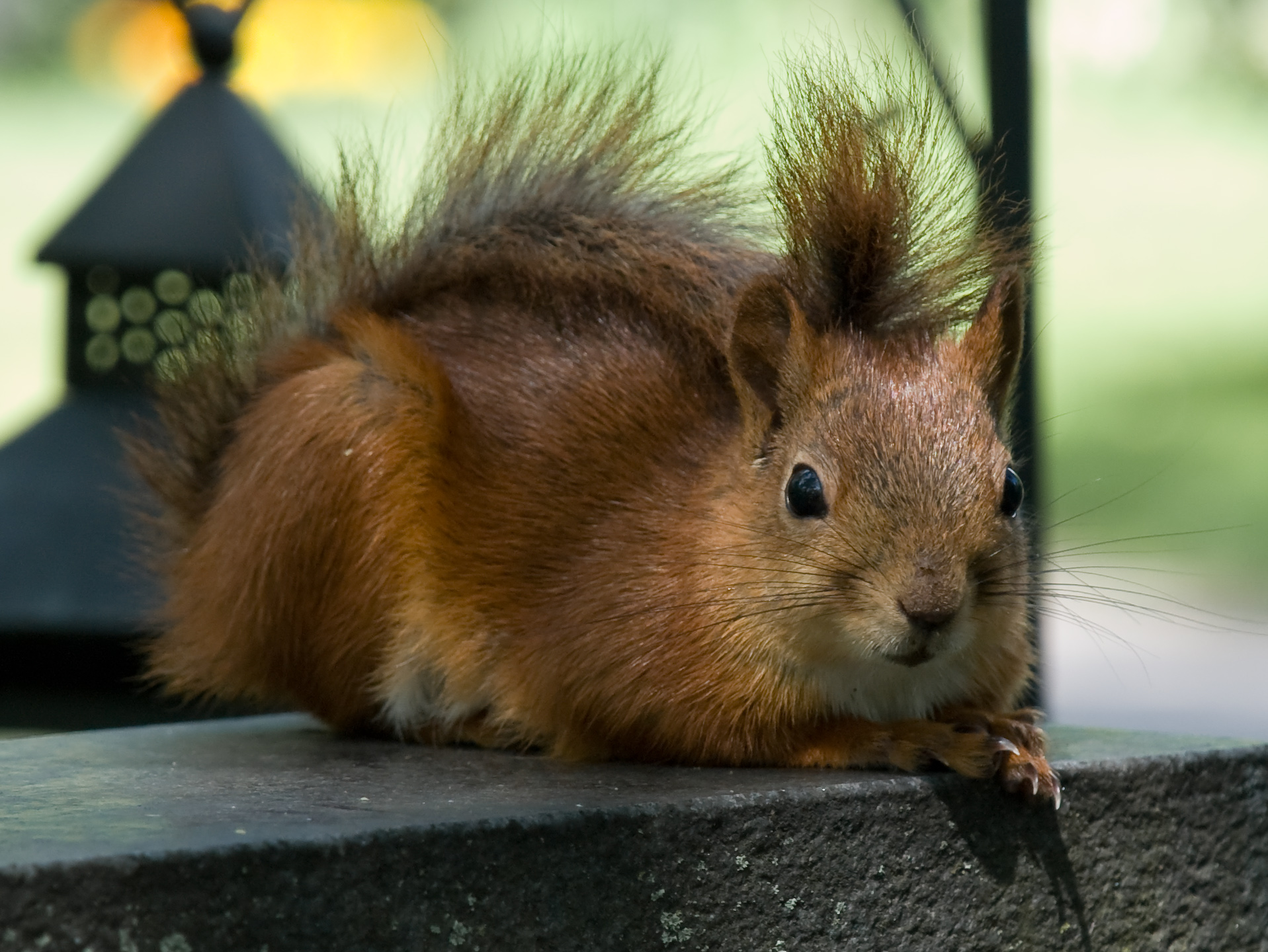
Обыкновенная белка в Турку
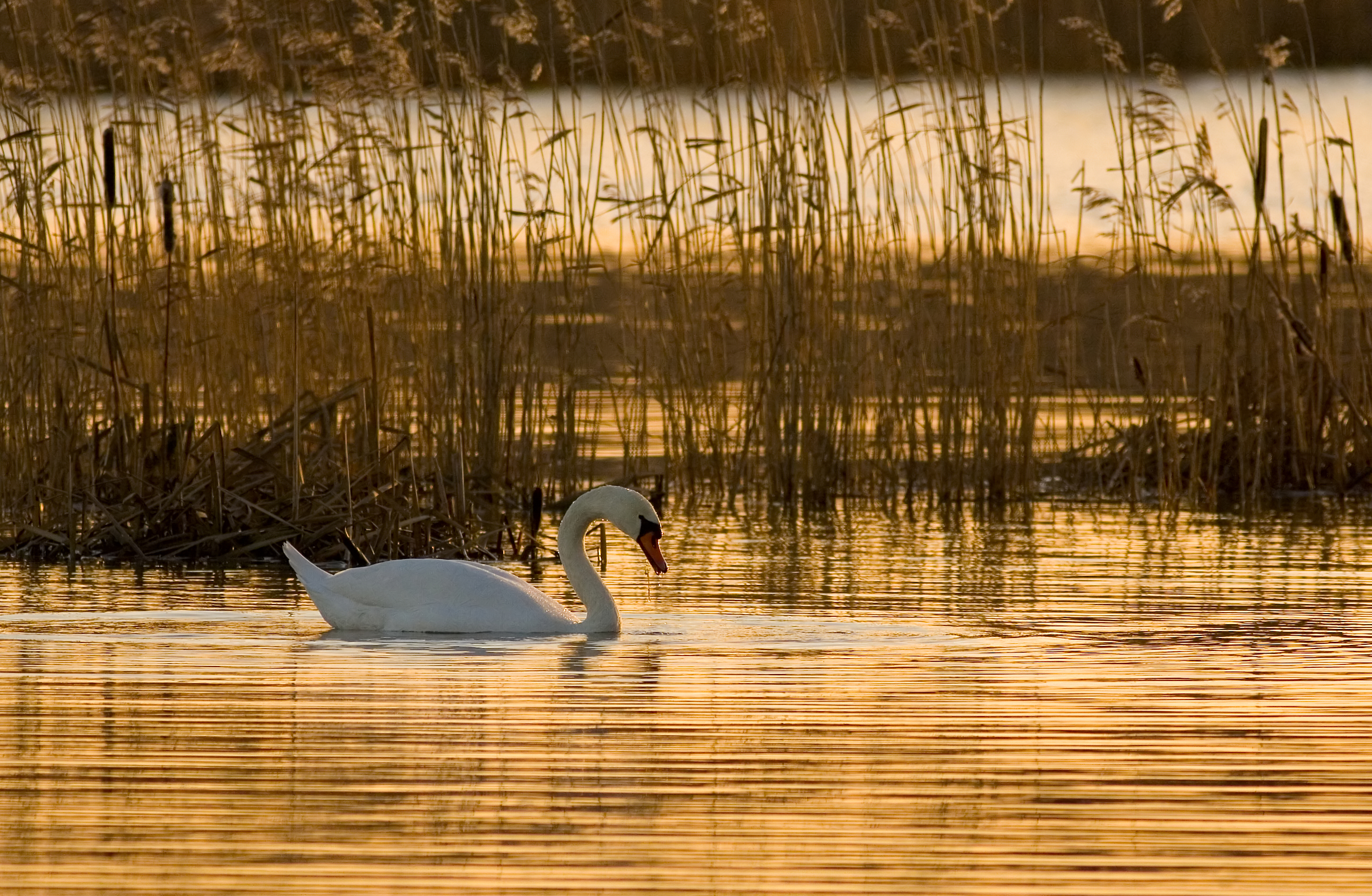
Лебедь-шипун в Хельсинки
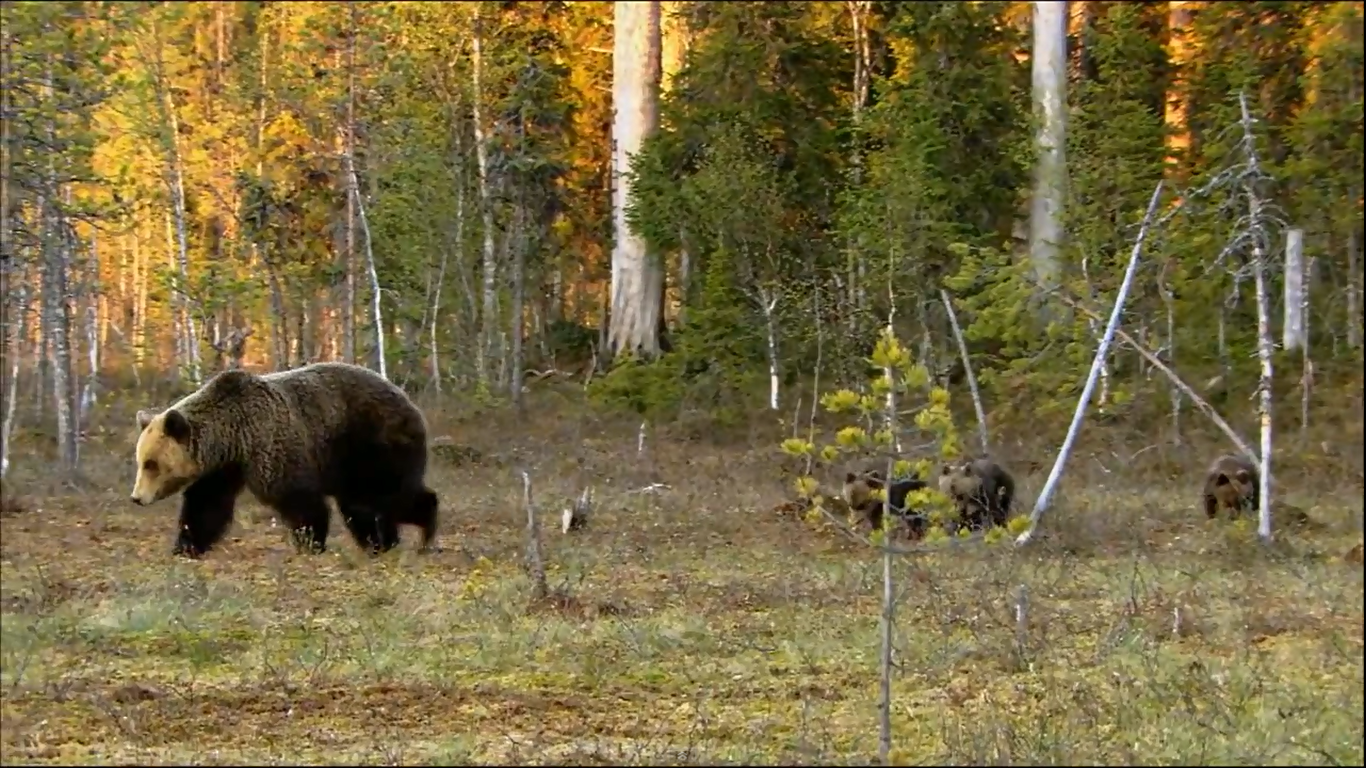
Европейский бурый медведь
Северные олени в финской Лапландии зимой

Водоёмы богаты корюшкой, плотвой, ряпушкой и другими видами рыб. 2010-е годы отмечены появлением на территории Финляндии ряда инвазивных пород животных — слизней Arion vulgaris, американской норки; рыб — серебряного карася, бычка-кругляка, белопёрого пескаря (озеро Сайма), «русского лосося» (в 2013 году в реке Тенойоки). Отмечается, что обыкновенные ежи, дикие кролики, обыкновенные белки и обыкновенные лисицы стали привычными обитателями финских городов. Замечено появление в городских парках и лесозонах Хельсинки гнездовий охраняемой обыкновенной летяги.
Департамент пищевой безопасности Evira ежегодно проводит весеннюю вакцинацию диких хищных млекопитающих в приграничных с Финляндией территориях, с целью воспрепятствовать проникновению заболеваний на территорию страны.
С 2013 года учреждена должность Уполномоченного по делам животных в компетенцию которого входит: улучшение благосостояния животных в финском обществе, внесение инициатив и предложений, а также комментирование вопросов, касающиеся прав животных. Закон обязывает граждан страны сообщать о находящихся в беде животных.

### Экология

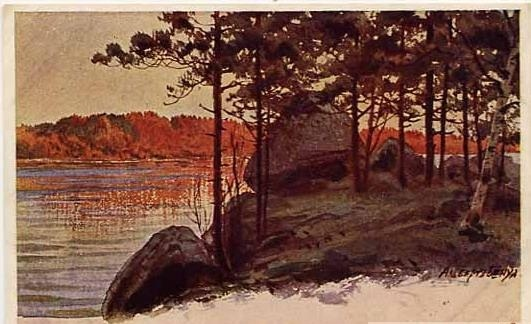
Худ. Альберт Бенуа. Уголок Финляндии

Финляндия относится к странам с самым лучшим состоянием окружающей среды. Рассматривается вопрос об ужесточении формулировок в уголовном кодексе в области экологических преступлений.
Одними из актуальных экологических проблем в стране являются вопросы подкисления почвы и потепления атмосферы из-за воздействия природных видов топлива. Эти проблемы признаны международными, и их решением Финляндия занимается вместе с другими странами Европейского союза. Так, согласно постановлению ЕС о снижении выбросов парниковых газов в атмосферу к 2030 году на 40 % от уровня 1990 года, Финляндия намерена снизить выбросы до 50 %.

## История

### Древнейшая история

#### Каменный век (9000—1700 до н. э.)

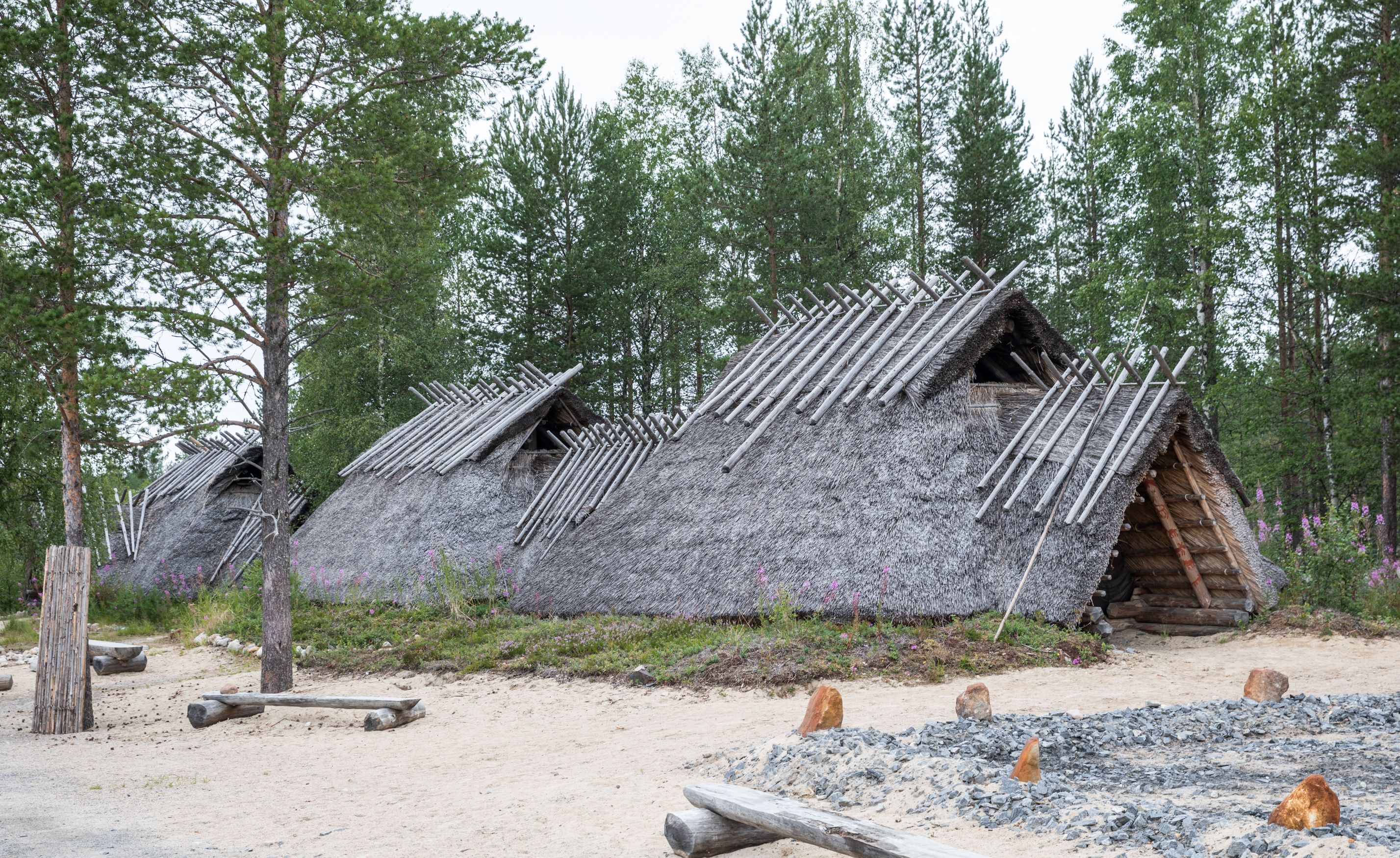
Реставрация жилищ каменного века в Кириккикескусе в Оулу

Первые люди прибыли в Финляндию около 8850—8400 годов до н. э. с юга и юго-востока. Это произошло к концу ледникового периода, во времена Иольдиевого моря. Они принадлежали к комбинации так называемых культур Кунда, Бутово и Веретье, которые простирались от Прибалтики до Онежского озера. В то же время люди прибыли в северную Финляндию вдоль растаявшего норвежского побережья.
По окончании мезолита Финляндия в 5200 году до н. э. уже принадлежала к ареалу культуры ямочно-гребенчатой керамики, простиравшемуся от Ботнического залива до Урала.

#### Бронзовый век (1700—500 до н. э.)
В бронзовом веке связи жителей внутренних районов в основном осуществлялись со Средней Волгой и Уралом. Общины были небольшими, и, судя по археологическим находкам, в них не нашлось следов разделения труда и социальной сегрегации или иерархии. На всём побережье могло быть как минимум несколько сотен жителей. В середине бронзового века, однако, численность населения могла составлять несколько тысяч человек. В то время было построено большинство курганов эпохи бронзы; в Финляндии в общей сложности известно около 10 000 курганов.
В начале бронзового века Сейминско-турбинский феномен принёс первые бронзовые предметы — в основном, бронзовые топоры, — в Западную и Центральную Финляндию и Лапландию; возможно, там появилось и новое население. Одновременно с распространением сейминских топоров и использованием текстильной керамики в Финляндии распространились финно-угорские языки.
Производство бронзы пришло в Финляндию с двух направлений. Первым было западное побережье Скандинавии (вместе с новым методом захоронения), вторым — восток, откуда бронзовые изделия распространились во внутренние и северные районы страны. Финское производство бронзовых топоров началось около 1300 года до нашей эры, с топоров типа Маанинга и Акозино-Мелар. Бронза для изготовления предметов завозилась из Поволжья и южной Скандинавии.

#### Железный век (500 до н. э. — 1200/1300)
Первые изделия из железа появились на территории Финляндии в 800—400 годах до н. э. Следы использования железа находили на побережье с 5 века до нашей эры.
В железном веке сельское хозяйство и животноводство стали более распространёнными, однако рыбная ловля всё ещё была важна. Сельское хозяйство обычно увеличивает население; во времена Вендельского периода и Эпохи викингов — особенно в южных частях страны, — численность населения выросла, поселения появились в Хяме и Саво. Умерших стали хоронить с предметами на кладбищах. Саамские языки постепенно распространились вглубь страны.
В XI и XII веках Финляндия вошла в сферу влияния католической церкви и христианства. Православное христианство в Карелии пришло с востока в XII веке, и в то же время возросло влияние Новгорода.

#### Крестовые походы в Финляндию
Конец железного века в Финляндии называют периодом крестовых походов. Он начинается примерно в 1025 или 1050 годах и заканчивается в Западной Финляндии примерно в 1150 или 1200 годах, а в Карелии — примерно в 14 веке. Во времена крестовых походов широко распространилось влияние католической церкви. Южные, восточные и северо-восточные берега Балтийского моря ещё в начале XII века были языческими, но уже сто лет спустя, когда народы этих регионов попали под влияние иноземных завоевателей, христианство стало там господствующей религией.
В рамках Балтийских крестовых походов (в связи с завоеванием Эстонии) немцы и датчане также действовали на финском побережье, хотя в самой Финляндии они так и не закрепились. Датчане совершали крестовые походы в Финляндию как минимум в 1191 и 1202 годах. Шведы в Средние века также совершали экспедиции в Финляндию; в более поздней историографии их ошибочно назвали крестовыми походами. Первый крестовый поход в юго-западную Финляндию был совершён, возможно, в 1150-х годах. Второй крестовый поход начался, вероятно, в 1238 или 1249 году; согласно Ээрикинкронике, рассказывающей об экспедиции, он был направлен против жителей Хяме. Третий крестовый поход — и, возможно, единственный настоящий крестовый поход шведов в Финляндию — был совершён против карелов в 1293 году.

### Историческое время

#### Средние века (1300—1500)

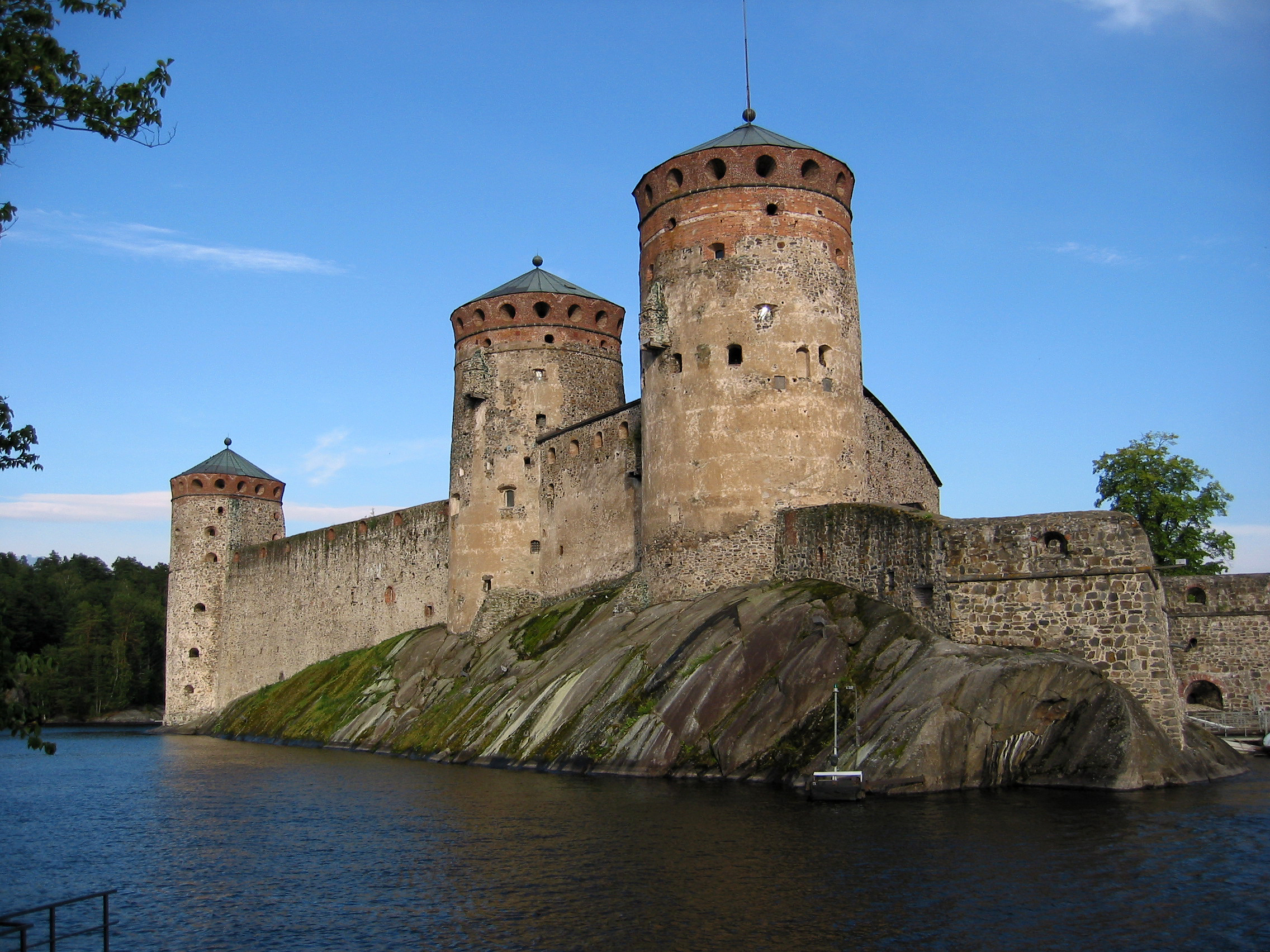
Олавинлинна была построена в 15 веке в Савонлинне

Считается, что финское историческое время и средневековье началось с рождения первых литературных источников. Самый старый известный письменный источник о Финляндии — это письмо Папы «Gravis admodum» от 1171 или 1172 года. Епископ католической церкви, епископ Турку, действовал в Юго-Западной Финляндии, возможно, с начала XIII века. Епископ Финляндии впервые упоминается в списке шведских епископов в 1253 году.
Граница между Швецией и Новгородом и одновременно восточная граница Финляндии была определена в 1323 году в Ореховском мире. В результате Карелию разделили между Швецией и Новгородом. Церковь, шведская миграция, законодательство и администрация, включая налогообложение, уездную администрацию и замки, более тесно связали новые области со Швецией. Строительство замков Турку и Хяме началось около 1280 года, Выборгского замка на месте разрушенной карельской крепости — в 1293 году, а в 1300 году освящён Кафедральный собор Турку.
В Средние века Ганзейский союз контролировал торговлю в Балтийском море. В XIV веке торговля между ганзейскими городами северной Германии и Финляндией проходила в основном через Таллин. С конца XIV по XVI век Финляндия входила в состав Кальмарского союза со Швецией.

#### 1500—1600-е годы
В начале XVI века климат снова стал охлаждаться. В конце XVI—XVII веков многие дома и деревни на юге Финляндии были заброшены. В то же время финские поселения распространились на новые территории в Остроботнии и Саво. Население Финляндии в XVI веке оценивалось в 210 000—350 000 человек.
Во время правления Густава Ваасы в Швеции возникло сильное центральное государство. Во время Реформации католическая вера сменилась учением Мартина Лютера, который проповедовал непосредственное обращение верующих к Библии. Первые переводы религиозных книг на финский язык дали первоначальный импульс развитию финского литературного языка. В 1584 году вышел перевод «Нового Завета» на финский язык, сделанный реформатором церкви Микаэлем Агриколой. В основу современного финского языка легло сочетание ряда финских диалектов, прежде всего Западной Финляндии.
Во времена великих держав Швеции удалось расширить свои территории вокруг Балтийского моря в ходе войн. По Столбовскому миру в 1617 году Ингерманландия и уезд Кякисалми, в который входили Ладожская Карелия и Северная Карелия, были присоединены к Швеции.

#### 1700-е годы
Позиции Швеции ослабли в XVIII веке во время Северной войны. В битве при Нарве в 1700 году Швеция победила, но в последующие годы российскому императору Петру I удалось отвоевать Ингерманландию у Швеции. В 1721 году война завершилась Ништадтским мирным договором после перехода Финляндии к России. Финляндия, которая была занята Россией во время войны, в основном была возвращена Швеции, но юго-восточная часть страны была присоединена к России примерно вдоль нынешней границы. Во время Русско-шведской войны 1741—1743 годов Финляндия была повторно оккупирована, и восточная граница Швеции переместилась к реке Кюмийоки. Несмотря на войны, вторая половина XVIII века была временем относительных развития и процветания для страны, в отличие от предыдущего века.

### Великое княжество Финляндское (1809—1917)

«Suomenmaan kartta» 1881 года. Участок карты, выделенный белым цветом — проект выхода Финляндии к Северному Ледовитому океану

В 1807 году Россия, по условиям Тильзитского мира, стала союзницей Французской империи в борьбе против Великобритании и её союзников. Одним из союзников Великобритании была Швеция. Россия была обязана вынудить Швецию присоединиться к т. н. «континентальной блокаде» — блокаде Британских островов. Великобритания, в свою очередь, предложила Швеции платить по миллиону фунтов стерлингов за каждый месяц войны, сколько бы она ни шла, а также высадить в Швеции британский экспедиционный корпус. Король Густав IV Адольф демонстративно вернул Александру пожалованный им высший орден Российской Империи, орден Андрея Первозванного. Густав IV Адольф заявил, что не может носить такой же орден, как и Наполеон Бонапарт, так как это его унижает.
Поскольку дипломатические усилия России не принесли результатов, в начале 1808 года российские войска начали наступление в Юго-Восточной Финляндии и уже летом того же года Александр I объявил о завоевании Финляндии. 15 марта 1809 года российский император подписал Манифест о государственном устройстве Финляндии, которым сохранил на её территории, по части внутренних дел, действие шведского законодательства, о чём на следующий день было объявлено на открытии первого сословного собрания представителей народов Финляндии, однако военные действия продолжались с существенными перерывами до лета 1809 года и закончились заключением 5 сентября во Фридрихсгаме мира между Россией и Швецией, по которому Швеция уступила России Финляндию и часть Вестерботнии до рек Торнео и Муонио (современные общины Торнио, Юлиторнио, Пелло, Колари, Муонио и Энонтекиё).
Начиная с 1840-х годов, во времена правления Николая I в княжестве стали проводиться реформы в области просвещения. Отныне в местных школах разрешалось преподавание на финском языке. Было получено высочайшее соизволение на издание религиозной, исторической и экономической литературы на национальных языках. Эта политика проводилась и при императоре Александре II. В 1858 году появился первый лицей, где преподавание велось на финском языке.
С 1860-х годов в Великом княжестве происходил устойчивый культурный подъём, прогрессивные силы местной интеллигенции добивались придания финскому языку статуса государственного, что было сделано Александром II. Помимо того, на законодательном уровне было признано равноправие шведского и финского языков в суде и администрации.
6 (18) сентября 1861 года вышел первый номер шведской газеты «Barometern». Это была первая газета на шведском языке, регулярно издаваемая как в Великом княжестве Финляндском, так и в Российской империи. Уже в первые годы своего издания финский Barometern становится «либеральным идеалом» жителей Великого княжества, говорящих на шведском языке.
В 1863 году в Гельсингфорсе после продолжительного перерыва вновь созывается Финляндский сейм. Было положено начало реформам, укрепившим автономный статус Великого княжества Финляндского.
Начавшийся в 1899 году непопулярный процесс насильной русификации нисколько не привёл к намеченной цели, но лишь способствовал усилению борьбы за независимость и росту протестных настроений в многонациональном обществе Финляндии.

### Революции 1917 года

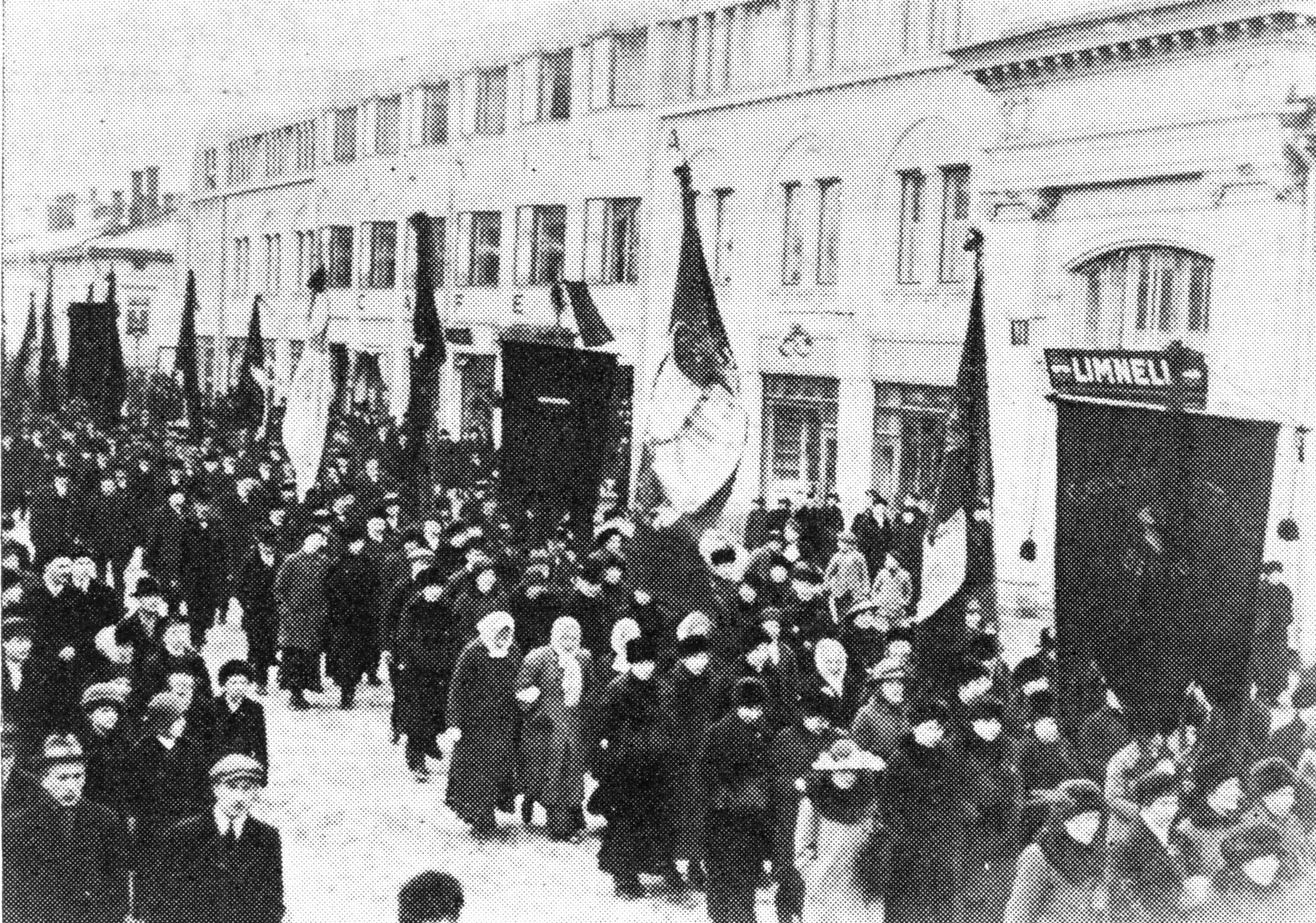
Протестная демонстрация рабочих в Турку 29 марта 1917

В 1917 году после Февральской революции и падения самодержавия в России власть перешла ко Временному правительству, которое пошло навстречу общественному мнению. В Финляндии был обнародован манифест, отменявший все меры интеграции, осуществлявшейся с 1899 года. Были возобновлены привилегии Финляндии, утраченные после революции 1905 года. Был назначен новый генерал-губернатор и созван сейм. Однако, после провозглашения сеймом в одностороннем порядке независимости Финляндии во внутренних делах, решением Временного правительства России от 18 июля 1917 года одобренный сеймом закон о восстановлении автономных прав Финляндии был отклонён, сейм — распущен, а его здание было занято российскими войсками, однако находившиеся в Великом княжестве части российской армии уже не имели контроля над ситуацией. Полиция была распущена и перестала поддерживать порядок, в результате чего в стране усилились беспорядки. В целом, к лету 1917 года идея независимости получила значительное распространение.
Октябрьская революция 1917 года, свергнувшая Временное правительство, позволила Финскому сенату 4 декабря 1917 года подписать Декларацию независимости Финляндии, которая была одобрена парламентом 6 декабря. Таким образом, была провозглашена независимость Финляндии, которая была одновременно объявлена республикой (Финская Республика).
18 (31) декабря 1917 года Постановлением СНК РСФСР было предложено «признать государственную независимость Финляндской республики».

### Независимая Финляндия (с 1917)

Карта Финляндии конца 1939 года, составленная Аэрографическим отделом ВВС РККА. Сиреневым цветом нанесена граница между СССР и Финляндской Демократической Республикой (марионеточным государством, созданным 1 декабря 1939 года на оккупированной Советским Союзом во время советско-финской войны 1939—1940 годов территории Карельского перешейка), согласно Договору о взаимопомощи и дружбе от 2 декабря 1939 года

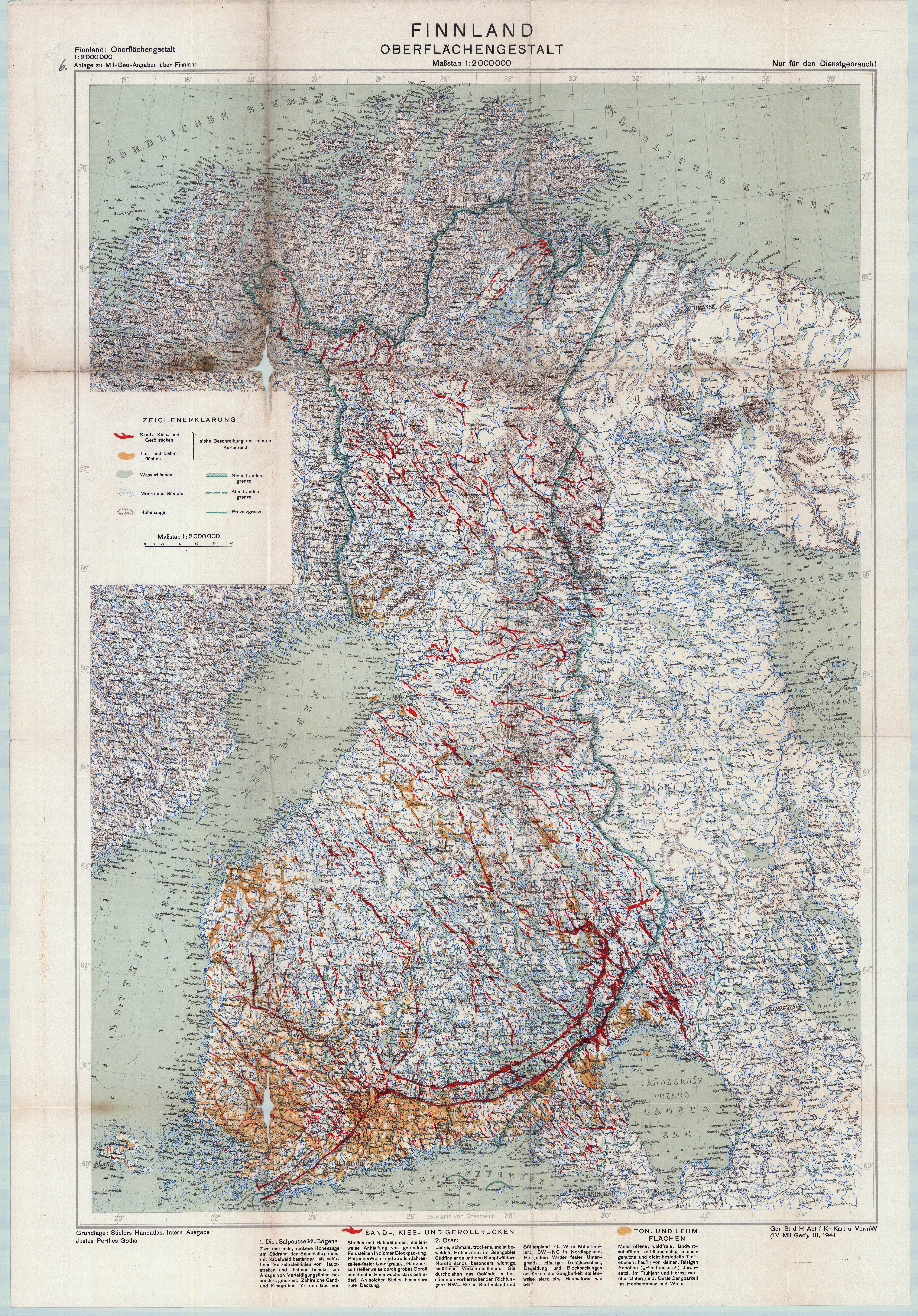
Немецкая карта Финляндии 1941 года. Сплошной зелёной линией обозначена граница Финляндии и СССР по состоянию на март 1941 года, прерывистой линией — старая граница (до «зимней» войны 1939—1940 годов). Красным цветом отмечены месторождения песка, гравия и щебня; жёлтым — глины. На карте нет базы Северного флота — город Полярное (бывший Александровск)

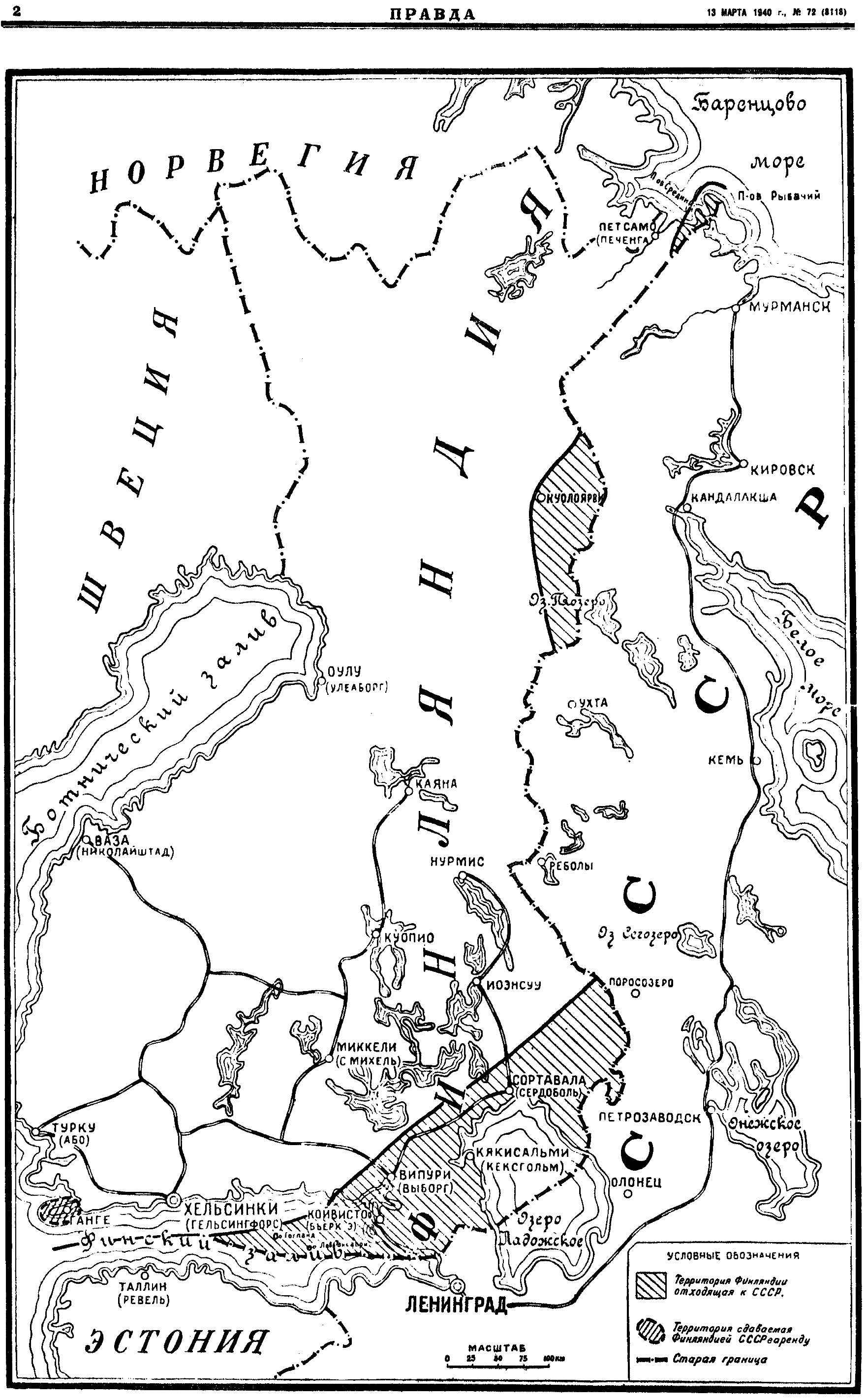
Новые границы Финляндии и СССР с 12 марта 1940

В декабре 1917 — январе 1918 годов обострилась борьба «красных», поддерживаемых Российской Советской Республикой, и шюцкором («охранными отрядами») — самодеятельной боевой организацией, впервые возникшей в революцию 1905 года («Союз силы»), запрещённой в 1909 году правительством России и возродившейся в 1917 году на прежних принципах, но под новым именем. Это противостояние переросло в революцию и гражданскую войну. В ходе революции «красными» было провозглашено Революционное правительство Финляндии, принявшее название Совет народных уполномоченных Финляндии, который поддержала Российская Советская Республика. Совет народных уполномоченных Финляндии контролировал южную территорию республики. Остальная территория была под контролем прежнего Финляндского сената. Эту сторону называют «белой» («белофиннами»). Костяк будущей её армии составили представители шюцкора. Белые были поддержаны кайзеровской Германией, которая направила в Финляндию свои войска (после окончания гражданской войны они были оставлены в Финляндии). Решающий перелом в Финляндской гражданской войне произошёл 3 апреля 1918 года, когда под Хельсинки высадился германский экспедиционный корпус под командованием генерала Рюдигера фон дер Гольца.
На протяжении 108 дней гражданской войны в Финляндии погибло около 35 000 человек. Даже после её окончания белый террор против социал-демократов и поддерживающих их не прекратился. Всего было арестовано свыше 80 000 подозреваемых в симпатиях к левым, из которых 75 000 были заключены в концентрационные лагеря. Из-за пыток и античеловеческих условий содержания умерло 13 500 человек (15 %), в дополнение к 7370 непосредственно казнённым.
В результате гражданской войны 1918 года и проводимых победившими силами финляндских «белых» политических репрессий, в парламенте Финляндии было сформировано правящее большинство, исключавшее участие левых фракций. В парламенте, созванном в мае 1918, из 92 депутатов-социал-демократов 40 скрывались в России, а около 50 было арестовано. На первое заседание прибыло 97 правых депутатов и лишь один социал-демократ Матти Паасивуори. Парламент получил прозвище «парламент-культя» (фин. tynkäeduskunta). Максимальное количество депутатов было 111, при положенных 200. Из-за неполного представительства решения парламента были особенно спорными.
Среди депутатов парламента были особенно популярны монархические идеи, монархическая форма правления была распространена в Европе, это же предполагало законодательство Финляндии, унаследованное от шведского периода. В результате, 9 октября 1918 Финляндия была объявлена королевством (фин. Suomen kuningaskuntahanke, буквально: «Проект королевства Финляндии»), а королём был избран муж сестры германского императора Вильгельма II принц гессенский Фридрих Карл (Фредрик Каарле в финской транскрипции).
Однако всего через месяц в Германии произошла революция, германский император Вильгельм II оставил власть и бежал из страны, а 11 ноября 1918 года было подписано Компьенское мирное соглашение, завершившее Первую мировую войну, в которой Германия проиграла. Влияние Германии в Финляндии ослабло, а избранный король в Финляндию так и не прибыл и вынужден был отречься. 16 декабря германские войска отбыли на родину.
Государством в это время руководили регенты. В период ожидания прибытия избранного короля регентом был действующий фактический руководитель государства, председатель Сената (правительства Финляндии) Пер Эвинд Свинхувуд. После отречения избранного короля от престола 12 декабря 1918 года Свинхувуд объявил парламенту о своей отставке с должности регента. В тот же день парламент одобрил отставку и избрал новым регентом Финляндии генерала Маннергейма. Но юридически Финляндия оставалась королевством. В период регентства Маннергейма шла активная дискуссия по поводу будущего государственного устройства. Правительство представило парламенту два проекта изменений за республику и два за монархию. Законодательно изменение формы правления произошло 17 июля 1919 года после выборов нового состава парламента в марте 1919 года. Длившаяся полтора года неопределённость завершилась, и монархический период, длившийся столетия, тоже. Финляндия стала республикой. 25 июля 1919 года состоялись первые выборы президента Финляндии. Им стал Каарло Юхо Стольберг.
Гражданская война развернулась и в Финляндии, и во всей России. При этом действия финляндских «белых» и «красных» не ограничивались территорией Финляндии. 23 февраля 1918 года, находясь на станции Антреа, обращаясь к войскам, верховный главнокомандующий финской армии генерал Густав Маннергейм произнёс «клятву меча», в которой заявил, что «не вложит меч в ножны, прежде чем последний вояка и хулиган Ленина не будет изгнан как из Финляндии, так и из Восточной Карелии». В конце марта 1918 года в Северную Карелию вошли отряды финских «белых». Там было организовано местное самоуправление под руководством профински настроенных сторонников независимости Карелии. После окончания гражданской войны в Финляндии в мае 1918 года отряды финских «белых» выдвинулись для занятия Восточной Карелии и Кольского полуострова. В результате гражданская война в Финляндии плавно переросла в гражданскую войну в Карелии, получившую название Первой советско-финской войны.
На севере войскам Финляндии противостояли силы Антанты, высадившиеся с марта 1918 года в Мурманске по соглашению с Советским правительством «для защиты Мурманска и железной дороги от возможного наступления германо-финских войск». Из отступивших на восток финских красногвардейцев для действий против связанных с немцами белофиннов 7 июня 1918 года англичане сформировали Мурманский легион во главе с Оскари Токоем. Одновременно с Мурманским легионом в Кеми был создан Карельский легион («Карельский отряд») под командованием Ииво Ахавы.
15 октября 1918 года белофинны заняли Ребольскую волость в Восточной Карелии.
30 декабря 1918 года финские войска под командованием генерала Ветцера высадились в Эстонии, где оказали помощь эстонскому правительству в борьбе с советскими войсками, продолжавшуюся уже в ходе Гражданской войны в России. Окончилась Первая советско-финская война 14 октября 1920 года, когда был подписан Тартуский мирный договор, зафиксировавший ряд территориальных уступок со стороны Советской России (на тот момент Российская Социалистическая Федеративная Советская Республика — РСФСР).

#### Финляндия в 1920-е — 1940-е годы

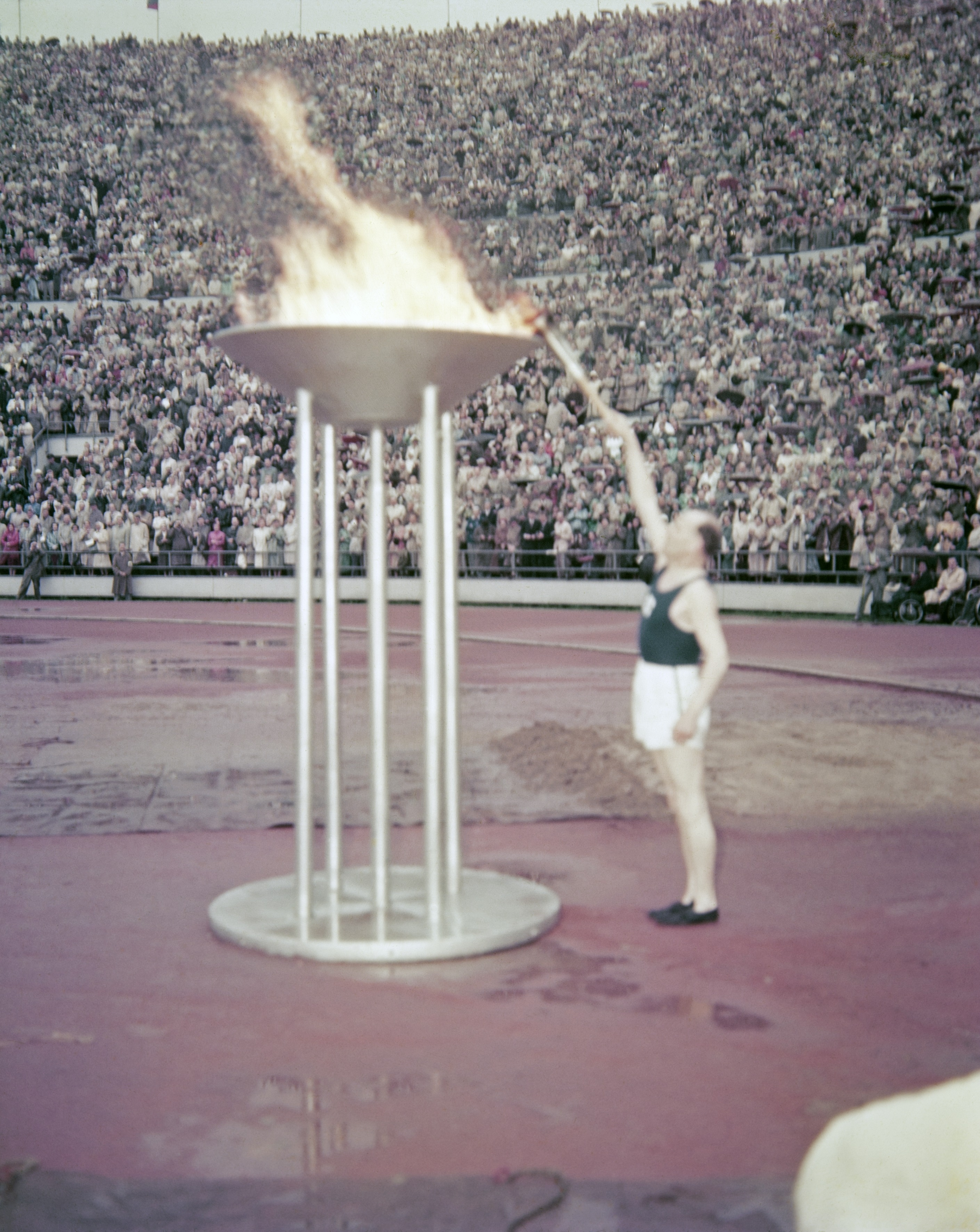
Летние Олимпийские игры 1952 года в Хельсинки. Пааво Нурми зажигает Олимпийский огонь

В последующем, уже 6 ноября 1921 года вторжением финских добровольцев в Восточную Карелию началось Карельское восстание. Финляндия решила поддержать «восстание восточных карел.», поднятое в результате действий финских активистов-агитаторов, действовавших на территории Восточной Карелии ещё с лета 1921 года, а также около 500 финских военных, выполнявших различные командные функции среди восставших. В разгроме белофинских войск приняли участие подразделения красных финнов, эмигрировавших в РСФСР после гражданской войны в Финляндии, в частности, лыжный батальон Петроградской интернациональной военной школы (командир батальона Тойво Антикайнен). Завершилась Карельское восстание (1921—1922) 21 марта 1922 года подписанием в Москве Соглашения между правительствами РСФСР и Финляндии о принятии мер по обеспечению неприкосновенности советско-финской границы.
Зимой 1939 года Советский Союз начал Третью советско-финскую войну. 1 декабря 1939 года в Териоки, на оккупированой советскими войсками части территории Карельского перешейка, было провозглашено создание Финляндской Демократической Республики (ФДР) — марионеточного государства во главе с коммунистом Отто Куусиненом. Был заключён Договор о дружбе и взаимной помощи между СССР и ФДР. Однако мощные приграничные укрепления и грамотные действия финской армии в обороне остановили советское наступление. Советские войска смогли прорвать линию Маннергейма только к весне 1940 года. Тогда финны, желавшие остановить стремительное советское наступление, выступили с предложением о заключении мира. Таким образом, после нескольких месяцев кровопролитных боёв, 12 марта 1940 года в Москве был заключён мирный договор, зафиксировавший ряд территориальных уступок в пользу СССР, а ФДР была распущена. Финляндия потеряла часть своей территории, но сохранила независимость.
После недолгого мира, в 1941 году Финляндия вступила во Вторую мировую войну на стороне стран «оси» (21 июня 1941 года финский флот начал операцию «Регата» по милитаризации Аландских островов и минированию Финского залива). 2 сентября 1944 года, после тяжёлых летних сражений, Финляндия объявила о разрыве отношений с Германией и уже 19 сентября того же года заключила перемирие с Великобританией и СССР. После этого Финляндия вела борьбу уже с германскими вооружёнными силами в финской Лапландии до весны 1945 года.

### Послевоенное развитие
Хотя после окончания войны финское государство на длительное время попало под мощное влияние СССР, в отличие от стран Восточной Европы, Финляндия не была оккупирована советскими войсками, сохранила все основные демократические институты и в целом оставалась западной демократией. Финляндия также избежала советизации своей экономики, что дало ей возможность осуществить быструю индустриализацию и в 1970-е годы достичь того же уровня жизни, что и страны Западной Европы.
В апреле 1948 года Финляндия заключила с Советским Союзом Договор о дружбе, сотрудничестве и взаимопомощи. Благодаря ему стабилизировались отношения между двумя странами на основе сохранения суверенитета Финляндии при подчинении своей внешней политики интересам СССР. Так, при голосованиях в Генеральной Ассамблее и Совете Безопасности ООН делегация Финляндии голосовала либо солидарно с делегацией СССР, либо воздерживалась от голосования.
Тем не менее за сохранение своего суверенитета и внутренней самостоятельности Финляндии пришлось заплатить значительную цену — страна выплатила СССР репарации в сумме 300 миллионов долларов США, окончательно отказалась от своих прав на Карелию, уступила район Петсамо (Печенга), продала небольшой участок земли в Лапландии.
В отличие от внешней политики, торговые отношения двух стран были в целом равноправными. Финляндия поставляла в СССР машины и корабли, получая взамен нефть и другое сырьё.
В 1952 году в Финляндии в Хельсинки прошли Летние Олимпийские игры.
В 1956 году президентом Финляндии был избран Урхо Кекконен. 25 лет его президентства (1956—1981) характеризовались умными сбалансированными действиями: Кекконен хорошо владел внутренней ситуацией в стране; ему также удалось укрепить отношения с Западом, не отдаляясь при этом от СССР.
Распад Советского Союза и последовавший фактический разрыв экономических отношений привёл к очень болезненному для Финляндии экономическому кризису в 1991—1994 годы: в худший период безработица в стране достигала около 20 процентов от всего трудоспособного населения. Финляндия вошла в Европейский союз 1 января 1995 года. 4 апреля 2023 года страна вступила в НАТО.

## Население
| 1950       | 1960       | 1961       | 1962       | 1963       | 1964       | 1965       | 1966       | 1967       |
| ---------- | ---------- | ---------- | ---------- | ---------- | ---------- | ---------- | ---------- | ---------- |
| 4 029 803  | ↗4 429 634 | ↗4 461 005 | ↗4 491 443 | ↗4 523 309 | ↗4 548 543 | ↗4 563 732 | ↗4 580 869 | ↗4 605 744 |
| 1968       | 1969       | 1970       | 1971       | 1972       | 1973       | 1974       | 1975       | 1976       |
| ↗4 626 469 | ↘4 623 785 | ↘4 606 307 | ↗4 612 124 | ↗4 639 657 | ↗4 666 081 | ↗4 690 574 | ↗4 711 440 | ↗4 725 664 |
| 1977       | 1978       | 1979       | 1980       | 1981       | 1982       | 1983       | 1984       | 1985       |
| ↗4 738 902 | ↗4 752 528 | ↗4 764 690 | ↗4 779 535 | ↗4 799 964 | ↗4 826 933 | ↗4 855 787 | ↗4 881 803 | ↗4 902 206 |
| 1986       | 1987       | 1988       | 1989       | 1990       | 1991       | 1992       | 1993       | 1994       |
| ↗4 918 154 | ↗4 932 123 | ↗4 946 481 | ↗4 964 371 | ↗4 986 431 | ↗5 013 740 | ↗5 041 992 | ↗5 066 447 | ↗5 088 333 |
| 1995       | 1996       | 1997       | 1998       | 1999       | 2000       | 2001       | 2002       | 2003       |
| ↗5 107 790 | ↗5 124 573 | ↗5 139 835 | ↗5 153 498 | ↗5 165 474 | ↗5 176 209 | ↗5 188 008 | ↗5 200 598 | ↗5 213 014 |
| 2004       | 2005       | 2006       | 2007       | 2008       | 2009       | 2010       | 2011       | 2012       |
| ↗5 228 172 | ↗5 246 096 | ↗5 266 268 | ↗5 288 720 | ↗5 313 399 | ↗5 338 871 | ↗5 363 352 | ↗5 388 272 | ↗5 413 971 |
| 2013       | 2014       | 2016       | 2017       | 2022       | 2024       |            |            |            |
| ↗5 438 972 | ↗5 470 437 | ↗5 501 043 | ↗5 516 224 | ↗5 563 970 | ↗5 608 218 |            |            |            |

Возрастно-половые пирамиды населения Финляндии в 1972—2020 года. Население финского происхождения изображено в цвете, иностранного — серым цветом

Возрастно-половая пирамида населения Финляндии финского и иностранного происхождения на 2021 год

Возрастно-половая пирамида населения родившегося за границей в Финляндии на 2021 год

Возрастно-половая пирамида потомков иностранцев в Финляндии на 2021 год

Саамы в Финляндии в 1956 г.

По данным Статистического центра на 1 марта 2023 года, население Финляндии составляло 5 568 637 человек. В течение многих лет показатели рождаемости в стране уступают показателям смертности, вместе с тем наблюдается рост населения, который происходит за счёт иммиграции. В декабре 2015 года, впервые с 1990-х годов, отмечено снижение в стране численности финнов (на 704 человека или 0,01 %) и увеличение на 7 % числа иностранцев. 2016 год отмечен самой низкой рождаемостью за всю историю страны с 1917 года.
Возрастная структура населения Финляндии по состоянию на 2020 год: 0-14 лет — 16,41 %; 15-64 лет — 61,33 %; 65 лет и старше — 22,26 %. Средний возраст населения Финляндии по состоянию на 2020 год: всё население — 42,8 лет; мужчины — 41,3 лет; женщины — 44,4 лет. Соотношение числа мужчин и женщин: всё население — 0,97 (2020 год). Ожидаемая продолжительность жизни населения Финляндии по состоянию на 2021 год: общая — 81,55 лет; мужчины — 78,63 лет; женщины — 84,6 лет. Темп прироста населения Финляндии по состоянию на 2021 год — 0,26 % в год. По состоянию на 2021 год, уровень рождаемости составил 10,49 новорождённых на 1000 жителей (184-е место в мире). Суммарный коэффициент рождаемости (СКР) — 1,74 рождений на женщину. Из-за демографического старения населения неуклонно растёт уровень смертности; по состоянию на 2021 год, уровень смертности составил 10,33 умерших на 1000 человек (30-е место в мире). Уровень чистой миграции в Финляндию составил 2,46 мигранта на 1000 жителей (42-е место в мире). По состоянию на 2019 год, средний возраст женщины при первых родах в Финляндии составил 29,4 лет (для сравнения, в Республике Корее — стране с самым низким в мире СКР — 0,84 рождений на женщину на 2020 год, средний возраст женщины при первых родах в 2019 году составлял 32,2 года). По состоянию на 2021 год, 85,6 % населения Финляндии проживало в городах.
По данным исследования, проведённого в 2013 году университетом Оулу и Центром окружающей среды Финляндии, 70 % финнов проживает в городах или окружающих города муниципалитетах, занимающих всего лишь 5 % территории Финляндии.
| Год  | Население | Год  | Население | Год  | Население |
| ---- | --------- | ---- | --------- | ---- | --------- |
| 1750 | 421 000   | 1890 | 2 380 100 | 2021 | 5 548 241 |
| 1760 | 491 000   | 1900 | 2 655 900 | 2022 | 5 563 970 |
| 1770 | 561 000   | 1910 | 2 943 400 |      |           |
| 1780 | 663 000   | 1920 | 3 147 600 |      |           |
| 1790 | 705 600   | 1930 | 3 462 700 |      |           |
| 1800 | 832 700   | 1940 | 3 695 617 |      |           |
| 1810 | 863 300   | 1950 | 4 029 803 |      |           |
| 1820 | 1 177 500 | 1960 | 4 446 222 |      |           |
| 1830 | 1 372 100 | 1970 | 4 598 336 |      |           |
| 1840 | 1 445 600 | 1980 | 4 787 778 |      |           |
| 1850 | 1 636 900 | 1990 | 4 998 478 |      |           |
| 1860 | 1 746 700 | 2000 | 5 181 115 |      |           |
| 1870 | 1 768 800 | 2010 | 5 375 276 |      |           |
| 1880 | 2 060 800 | 2020 | 5 533 793 |      |           |

Плотность населения Финляндии

С начала 2020 года рост населения составил 10 854 человека, рост происходил только за счёт иммиграции (естественная убыль населения составила −9025 человек).
В 2022 году в Финляндии проживало 323 686 человек, имевших гражданство другой страны, кроме Финляндии. 51 819 человек из них — граждане Эстонии, и 33 428 человек — граждане России, 15 322 человека — из Ирака, 12 297 человек — из Китая, 10 487 человек — из Индии, 8 441 человек — из Украины, 8 362 человек — из Афганистана, 8 140 человек — из Филиппин, 8 073 человека — из Таиланда, 7 943 человека — из Швеции, 7 855 человек — из Сирии, 7 757 человек — из Вьетнама, 6 733 человека — из Турции, 6 674 человека — из Сомали, 6 528 человек — из Сербии и Черногории, 123 827 человек — из других стран мира.
Наиболее распространёнными национальностями, получившими финское гражданство в 2021 году, были русские (1 161 человек), иракцы (744 человека), сомалийцы (436 человек), эстонцы (370 человек), сирийцы (360 человек), шведы (282 человека), выходцы из Афганистана (227 человек), тайцы (209 человек), украинцы (171 человек), иранцы (155 человек), другие национальности (2 528 человек).
Согласно опросу, проведённому в 2013 году газетой Helsingin Sanomat, 52 % финнов считали, что приезд иммигрантов в страну нужно ограничить (в 2011 году таковых было 46 %).
С января по июнь 2013 года в страну прибыло 1400 человек, ищущих убежища (по числу просителей на первом месте выходцы из Ирака, на втором — России и на третьем — Афганистана). В стране также находятся 700 человек, получивших решение о депортации.
Самые крупные национальные меньшинства в Финляндии — карелы, финские шведы (около 291 000), цыгане, финские евреи, финские татары и саамы (около 10 000 человек). Несмотря на то, что русскоязычных жителей в Финляндии насчитывается более 70 тысяч человек, эта группа не признана официально национальным меньшинством. Русскоязычное население Финляндии состоит из большого количества разных групп — от русскоязычных жителей Эстонии, переехавших в Финляндию, до бизнес-эмигрантов и специалистов разных отраслей из Санкт-Петербурга.
Самой большой русскоговорящей группой являются ингерманландские финны и их потомки. Большинство русскоговорящих жителей Финляндии владеют также финским языком.
Проводимая в стране активная интеграционная политика по отношению к иностранцам не избавляет, тем не менее, от наблюдающихся на бытовом уровне признаков расизма, дискриминации на рабочем месте, распространению слухов в соцсетях о преступности среди иностранцев. Исследование, проведённое в 2014 году среди школьников 38 стран выявило, что финские мальчики отрицательнее всех относятся к иммигрантам. По состоянию на конец 2022 года, в Финляндии проживало 476 857 человек иностранного происхождения, что составляло 8,57 % от общей численности тогдашнего населения страны.

### Языки

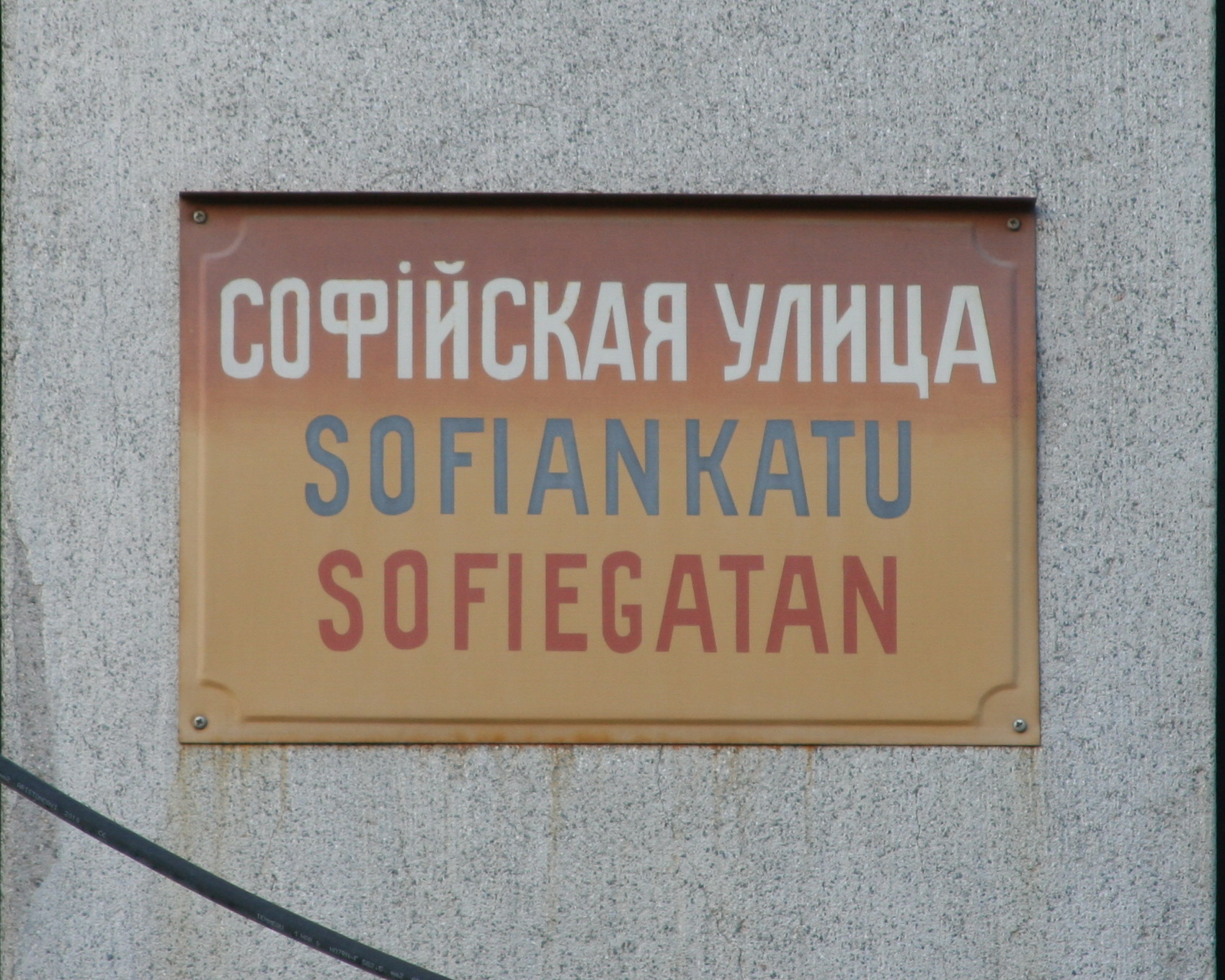
Табличка с названием улицы на трёх официальных языках периода 1903—1917 годов. В этот период Финляндия столкнулась с попыткой русификации страны

До 1809 года шведский язык был единственным официальным языком Герцогства Финляндского. После присоединения территории Финляндии к Российской империи и основания Александром I Великого княжества Финляндского, шведский оставался официальным и основным языком страны, однако русский язык иногда использоваться наряду со шведским в официальных правительственных документах. После издания императорского указа от 1 августа 1863 года в Великом княжестве Финляндском финский язык впервые получил официальный статус. В ходе русификации Финляндии в 1900—1917 годах русский язык стал третьим официальным языком до 1917 года.

С 1864 по 1903 года названия улиц и официальных учреждений дублировались в следующем порядке: по-шведски, по-фински и по-русски, а с 1903 по 1917 годы — по-русски, по-фински и по-шведски. После обретения Финляндией независимости, согласно особому закону, принятому в 1922 году, в стране до настоящего времени сохранилось употребление двух государственных языков — финского и шведского.

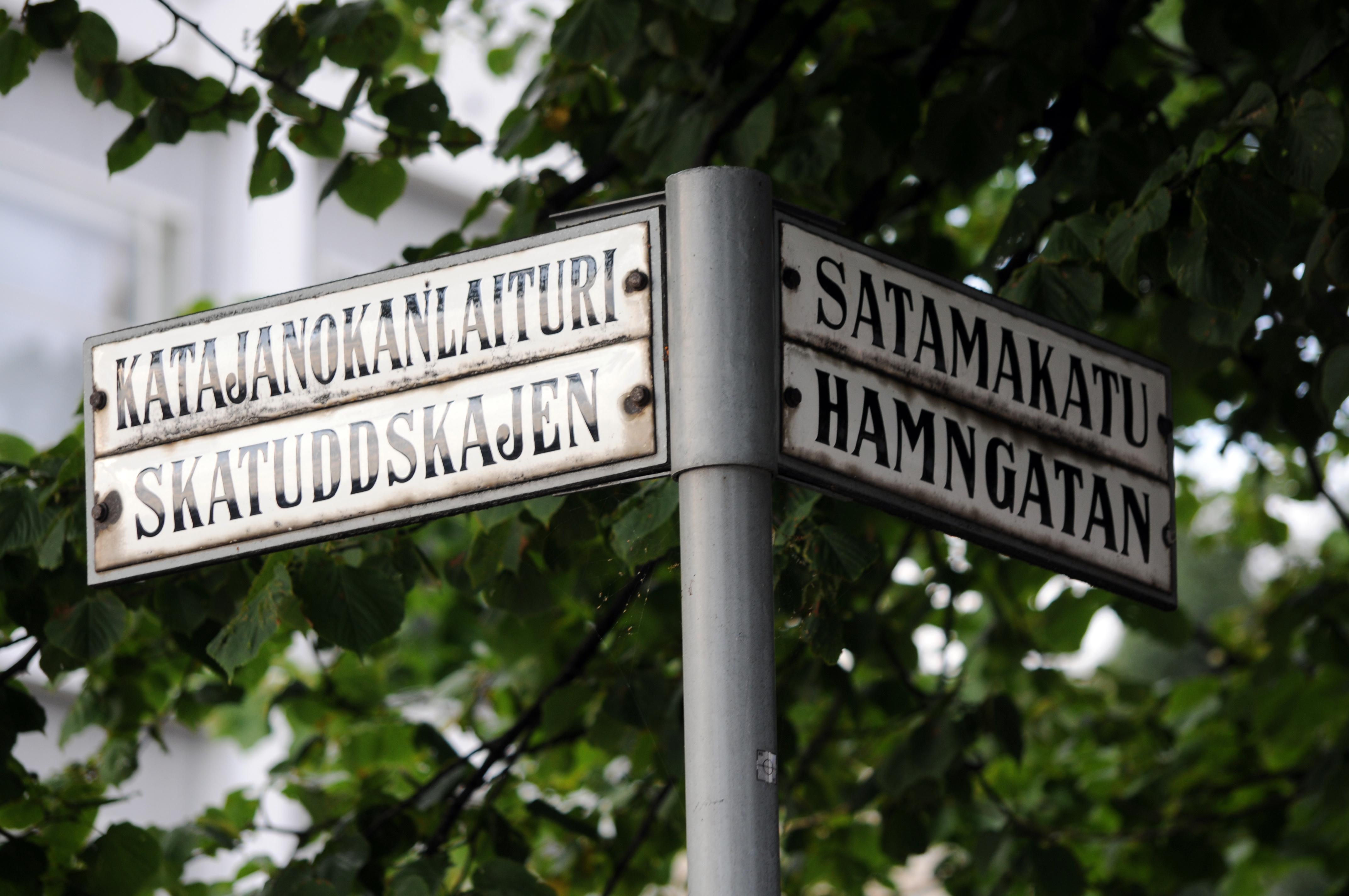
В настоящее время финские названия дублируются зачастую и на шведском языке

Озвученная в 2011—2012 годах инициатива шести муниципалитетов Восточной Финляндии — Тохмаярви, Иматра, Лаппеэнранта, Пуумала, Миккели и Савонлинна, ходатайствовавших о введении 5-летнего экспериментального проекта, в рамках которого в школах этих муниципалитетов было бы возможно заменять изучение шведского языка изучением русского языка, начиная с 7-го класса, не нашла поддержки в правительстве и не была одобрена министерством образования.
В 1992 году в Финляндии вступил в силу «Закон о саамском языке», согласно которому саамские языки (северносаамский, инари-саамский и коллта-саамский) обладают в стране особым статусом: в частности, те решения парламента, декреты и постановления правительства, которые касаются саамских вопросов, должны быть переведены также и на них. С декабря 2013 года национальная телерадиовещательная компания Финляндии Yle начала выпуск теленовостей (Ođđasat) на северносаамском языке; трансляция осуществляется из телестудии в Инари.
В 2010-х годах отмечался рост интереса к изучению финского языка студентами европейских высших учебных заведений.
По состоянию на 2022 год, 85,9 % (4 778 891 чел.) населения Финляндии говорило по-фински, 5,2 % (287 052 чел.) населения говорило по-шведски, 0,04 % (2 035 чел.) населения говорило на одном из саамских языков, а на других языках говорило 8,9 % (495 992 чел.) населения: на русском — 1,7 % (93 535 чел.), на эстонском — 0,9 % (50 318 чел.); на прочих языках говорило 6,26 % населения Финляндии, в частности: на арабском — 0,7 % (39 069 чел.); на английском — 0,5 % (29 448 чел.); на сомалийском — 0,4 % (24 647 чел.); на персидском — 0,3 % (18 097 чел.); на курдском — 0,3 % (16 603 чел.); на китайском — 0,3 % (15 735 чел.); на албанском — 0,2 % (15 576 чел.); на вьетнамском — 0,2 % (13 138 чел.) и т. д.

### Религии
| Год  | Лютеране | Православные | Другие | Атеисты |
| ---- | -------- | ------------ | ------ | ------- |
| 1900 | 98,1 %   | 1,7 %        | 0,2 %  | 0,0 %   |
| 1950 | 95,0 %   | 1,7 %        | 0,5 %  | 2,8 %   |
| 1980 | 90,3 %   | 1,1 %        | 0,7 %  | 7,8 %   |
| 1990 | 87,8 %   | 1,1 %        | 0,9 %  | 10,2 %  |
| 2000 | 85,1 %   | 1,1 %        | 1,1 %  | 12,7 %  |
| 2005 | 83,2 %   | 1,1 %        | 1,2 %  | 14,5 %  |
| 2011 | 77,3 %   | 1,1 %        | 1,5 %  | 20,1 %  |
| 2012 | 76,4 %   | 1,0 %        |        |         |
| 2013 | 75 %     | 1,0 %        |        |         |
| 2014 | 74 %     | 1,0 %        |        |         |
| 2015 | 72,9 %   | 1,0 %        | 2,49 % | 23,63 % |
| 2020 | 67,8 %   | 1,1 %        | 1,7 %  | 29,4 %  |
| 2021 | 66,6 %   | 1,1 %        | 1,8 %  | 30,6 %  |
| 2022 | 65,2 %   | 1,1 %        | 1,8 %  | 32,0 %  |

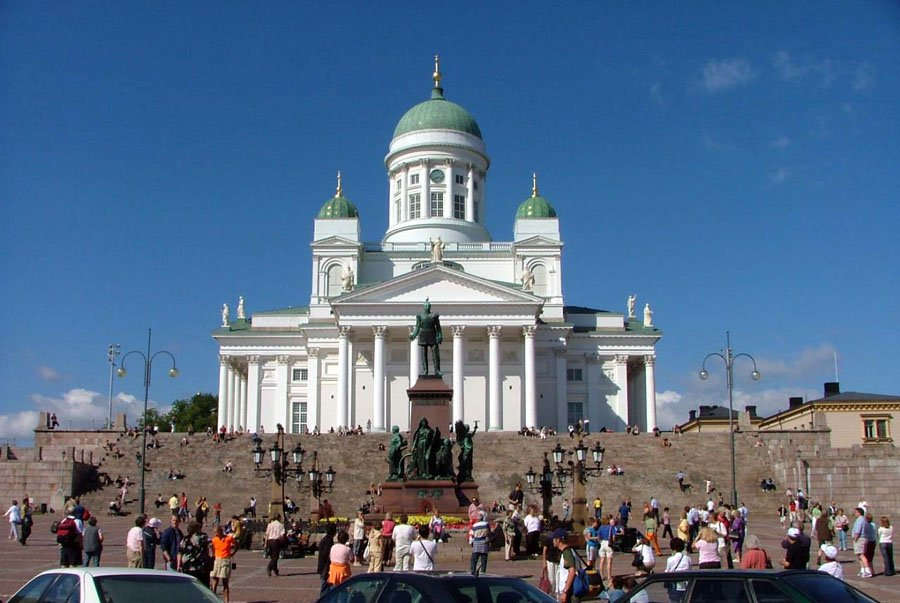
Кафедральный собор лютеранской церкви города Хельсинки на Сенатской площади

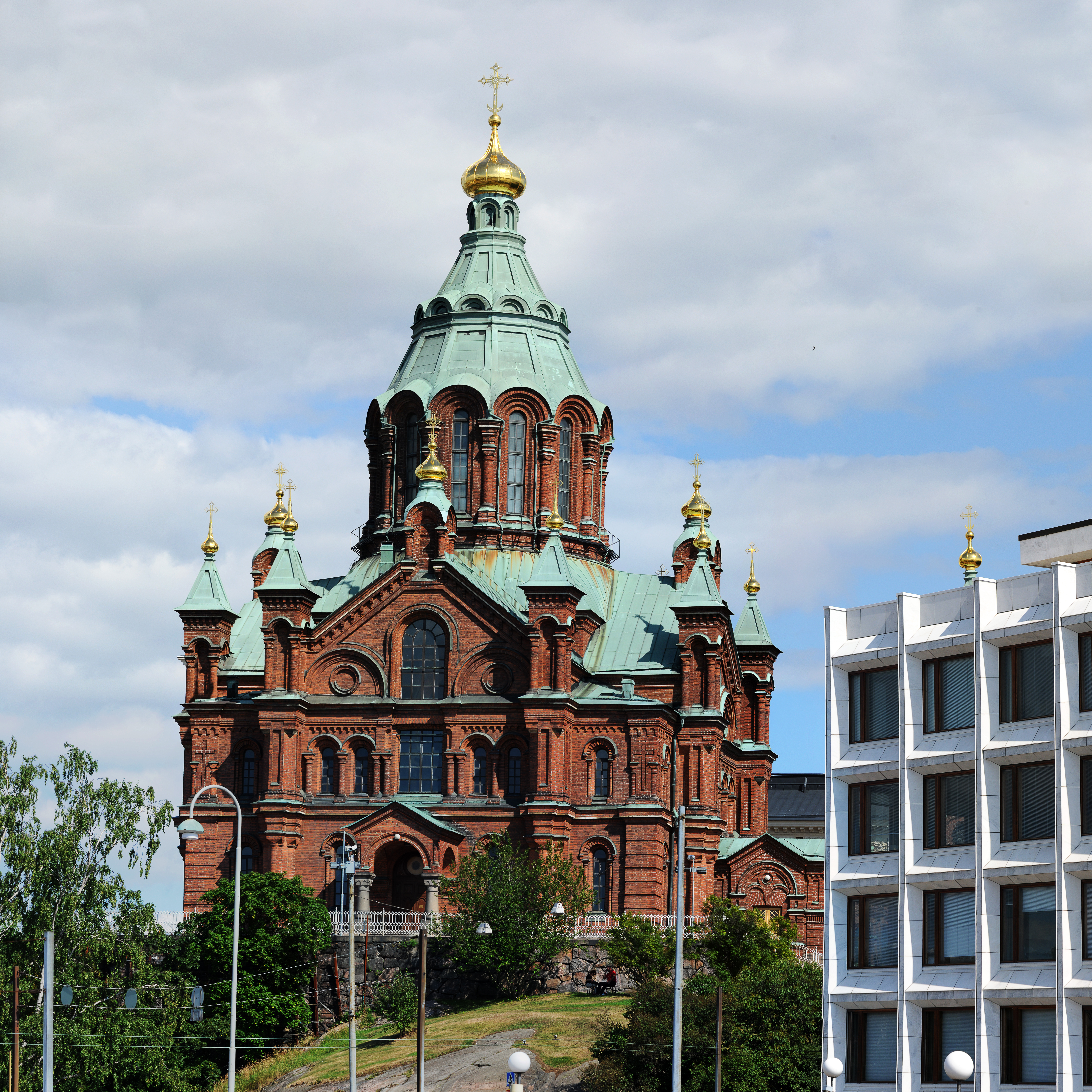
Успенский кафедральный собор православной церкви в Хельсинки

Статистические данные относят Финляндию к странам с наименьшей религиозностью её жителей, хотя согласно Конституции Финляндии евангелическо-лютеранская, а также православная имеют статус государственных церквей. Представители самих церквей употребляют понятие «национальная церковь», а не «государственная». Отношения между церковью и государством регулируются особыми соглашениями, а деятельность самих церквей — особым законодательством. Государственная церковь имеет право на особый церковный налог (собирается при помощи государственных налоговых структур на основе добровольного вхождения граждан в ту или иную церковную структуру).
На 2014 год к лютеранской церкви принадлежали 74,0 % населения страны, к православной около 1 %. К другим церковным деноминациям на 2009 год принадлежали 1,4 %, а 19,2 % жителей не имели религиозной принадлежности. Среди лютеран Финляндии достаточно большой процент составляют лестадиане.
На 2013 год в стране действовали 304 общины Свидетелей Иеговы, в которых было зарегистрировано около 19 тысяч человек, а собрания посещало более 26 тысяч адептов организации. С 1985 года, особой поправкой в законодательстве, адепты-мужчины были освобождены от воинской обязанности в вооружённых силах страны, но в настоящее время (2018) рассматривается вопрос о её отмене. В 2014 году, по запросу Общества поддержки жертв религии, МВД и Минюст Финляндии проводили ряд министерских проверок на предмет законности деятельности правовых комитетов Свидетелей Иеговы.
На 2013 год в Финляндии проживало около 50 тысяч мусульман, большая часть которых — иммигранты и их дети. В 2016 году число исповедующих в Финляндии ислам впервые превысило число православных. В стране действуют более 40 мусульманских молитвенных помещений, запланировано строительство первой мечети в Хельсинки.
Со второй четверти XIX века в стране сформировалась также финская еврейская община с действующими синагогами в Турку и Хельсинки.
Исследования 2015 года отмечают рост среди учащихся финских лицеев и училищ экстремистских настроений в виде ненависти или нетерпимости, основанной в том числе и на религиозной идеологии. С 2016 года действует проект Radinet про де-радикализации общества.
В 2022 году 65,2 % населения Финляндии принадлежало к евангелическо-лютеранской церкви, православных было 1,1 %, приверженцами другой религии были 1,8 %, не религиозны — 32,0 %.

## Государственный строй

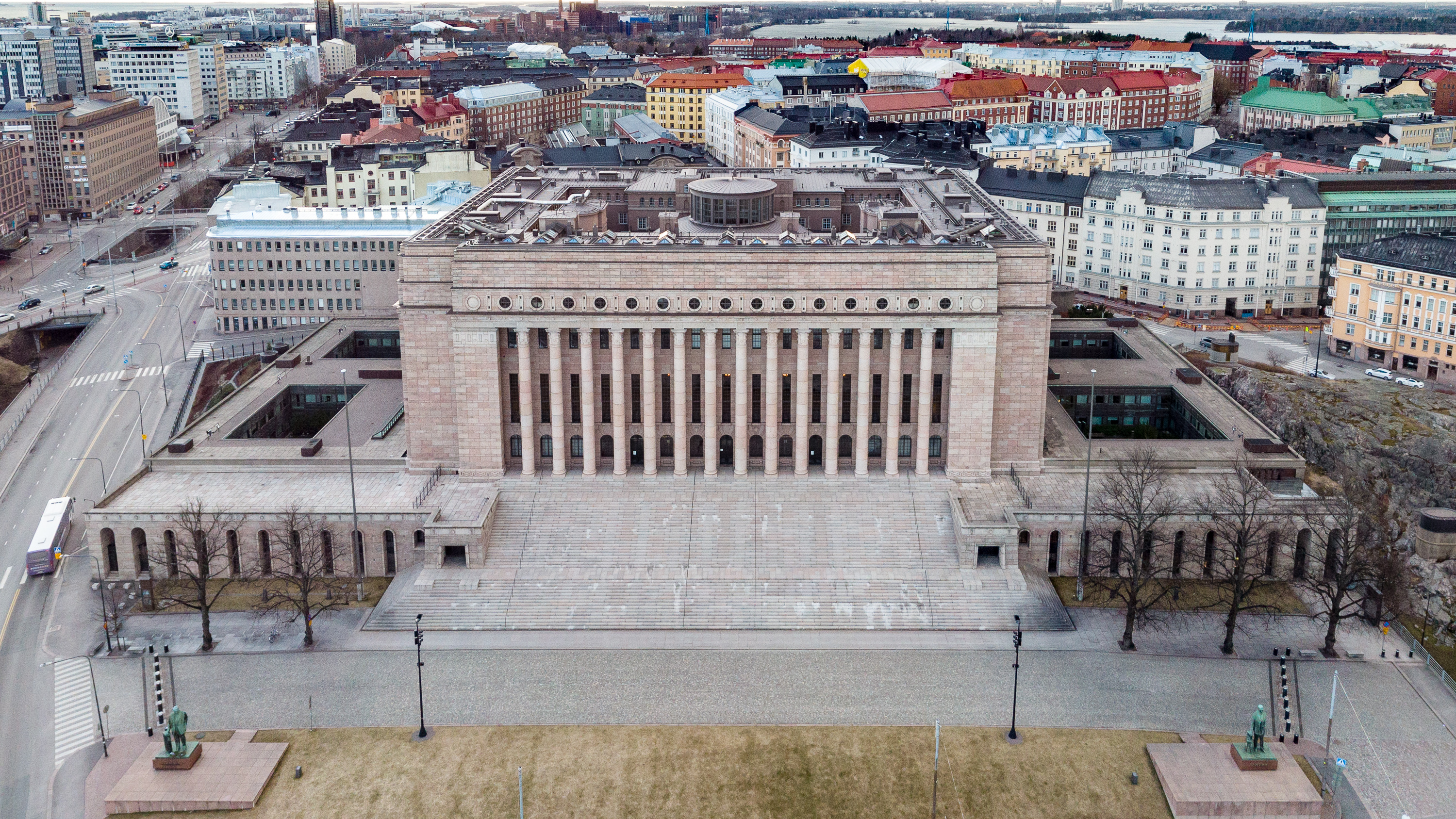
Здание Эдускунты

Глава государства — президент, избираемый народом в 2 тура сроком на 6 лет, законодательный орган — сейм (фин. Eduskunta, швед. Riksdag), избираемый народом по пропорциональной системе по многомандатным округам по методу д’Одта сроком на 4 года, исполнительный орган — Государственный совет, состоящий из государственного министра и министров, назначаемый президентом и несущий ответственность перед сеймом. Кроме того, парламентариями принимаются к рассмотрению законопроекты, поддержанные в ходе так называемой гражданской инициативы, для чего необходимо собрать минимум 50 тысяч подписей граждан страны.
Наиболее влиятельные политические партии:
- Социал-демократическая партия Финляндии (Suomen Sosiaalidemokraattinen Puolue, Finlands Socialdemokratiska Parti, СДПФ) — левее Финляндского центра, правее Левого союза, член Прогрессивного альянса;
- Национальная коалиция (Kansallinen Kokoomus, Samlingspartiet) — правее Финляндского центра и ШНП, левее Истинных финнов, член Европейской народной партии;
- Истинные финны (Perussuomalaiset, Sannfinländarna) — правее Национальной коалиции и Христианских демократов;
- Левый союз (Vasemmistoliitto, Vänsterförbundet) — левее СДПФ;
- Финляндский центр (Suomen Keskusta, Centern i Finland) — правее СДПФ, левее Национальной коалиции, член Либерального интернационала;
- Шведская народная партия (Ruotsalainen kansanpuolue, Svenska folkpartiet, ШНП) — правее СДПФ, левее Национальной коалиции, член Либерального интернационала;
- Христианские демократы (Kristillisdemokraatit, Christdemokraten) — правее Финляндского центра и ШНП, левее Истинных финнов;
- Зелёный союз (Vihreä liitto, Gröna förbundet).

Крупнейший профцентр — Центральная организация профсоюзов Финляндии (Suomen Ammattiliittojen Keskusjärjestö).

## Судоустройство
Судебная система Финляндии разделена на суд, занимающийся обычными гражданскими и уголовными делами, и административный суд, отвечающий за дела между людьми и административными органами государства. Финские законы основываются на шведских, а в более широком смысле — на гражданском праве и римском праве. Судебная система состоит из местных судов, региональных апелляционных судов и высшего суда. Административная ветвь состоит из областных административных судов (alueelliset hallinto-oikeudet) (до 1999 года — губернские административные суды (Lääninoikeus)) и Верховного административного суда (Korkein hallinto-oikeus). Высшая судебная инстанция — Верховный Суд Финляндии (Korkein oikeus), суды апелляционной инстанции — надворные суды (Hovioikeus), суды первой инстанции — суды тингов (Käräjäoikeus) (до 1993 года — уездные суды (Kihlakunnanoikeus)), орган для суда над должностными лицами — Государственный Суд (Valtakunnanoikeus), высший орган прокурорского надзора — канцлер юстиции (Oikeuskansleri).

## Административно-территориальное деление

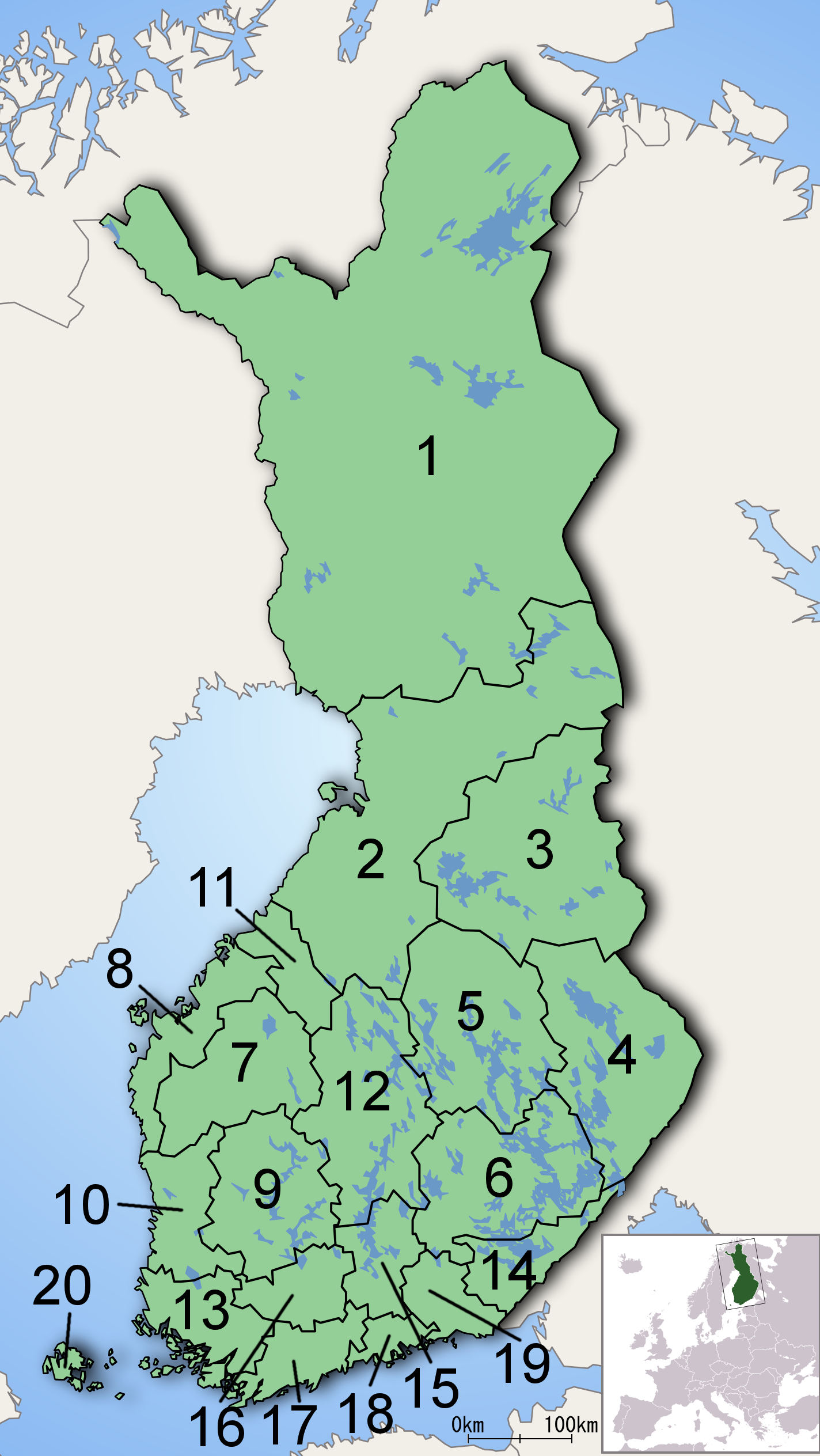
Провинции / области Финляндии (на 2010 год)

Территория Финляндии делится на регионы (фин. maakunnat / швед. landskap), регионы на города (фин. kaupunki / швед. stad) и коммуны (фин. kunta / швед. kommun) (из-за слияний их число почти каждый год сокращается; в 2010 году было 342, в 2011 насчитывалось 336), крупные города на городские части (фин. kaupunginosa / швед. stadsdel).
Регионы управляются агентствами регионального управления (фин. aluehallintovirasto / швед. regionförvaltningsverk).
Представительные органы городов — городские думы (фин. kaupunginhallitus / швед. stadsfullmäktige), избираемые населением, исполнительные органы городов — городские правления (фин. kaupunginhallitus / швед. stadsstyrelse) (до 1978 года — магистрат (фин. maistraatti / швед. magistrat), состоявший из коммунального бургомистра (фин. kunnallispormestari / швед. kommunalborgmästare) и ратманов (фин. neuvosmies / швед. rådman)), во главе с бургомистрами (фин. pormestari / швед. borgmästare) или городскими директорами (фин. kaupunginjohtaja / швед. stadtdirektör).
Представительные органы коммун — коммунальные думы (фин. kunnanvaltuusto / швед. kommunalfullmäktige, ранее в мелких коммунах — коммунальное собрание — фин. kuntakokous / швед. Kommunalstämma), избираемые населением, исполнительные органы коммун — коммунальные правления (фин. kunnanhallitus / швед. kommunstyrelse), во главе с бургомистрами (фин. pormestari / швед. borgmästare) или коммунальными директорами (фин. kunnanjohtaja / швед. kommundirektör).
Коммуны объединены в 19 провинций / областей / регионов (фин. maakunta либо фин. provinssi / швед. provins), управляемых региональными советами. Их названия: Лапландия, Северная Остроботния, Кайнуу, Северная Карелия, Северное Саво, Южное Саво, Южная Остроботния, Остроботния, Пирканмаа, Сатакунта, Центральная Остроботния, Центральная Финляндия, Варсинайс-Суоми, Южная Карелия, Пяйят-Хяме, Канта-Хяме, Уусимаа, Кюменлааксо, Аландские острова. Деятельность властей провинции, их полномочия, отношения с центральной властью и органами Европейского Союза регулируются законом № 602 «О региональном развитии» от 12 июля 2002 года
До 2010 года территория страны делилась на губернии (ляни), которые управлялись губернскими правлениями (фин. lääninhallitus) во главе с губернаторами (фин. maaherra), назначаемыми президентом.
Кроме того, коммуны в пределах провинций могут объединятся в подпровинции (фин. seutukunta / швед. ekonomisk region), использующиеся в полицейских целях и для сбора статистических данных. Их количество также сокращается и с 2011 года составляет 70 (67 на материковой Финляндии и 3 на Аландских островах). Общегосударственных законов, регулирующих деятельность на уровне под-провинций, не существует.
Часть территории Финляндии, в основном в шхерных районах, используется военно-морским флотом и закрыта для посещения.

### Города

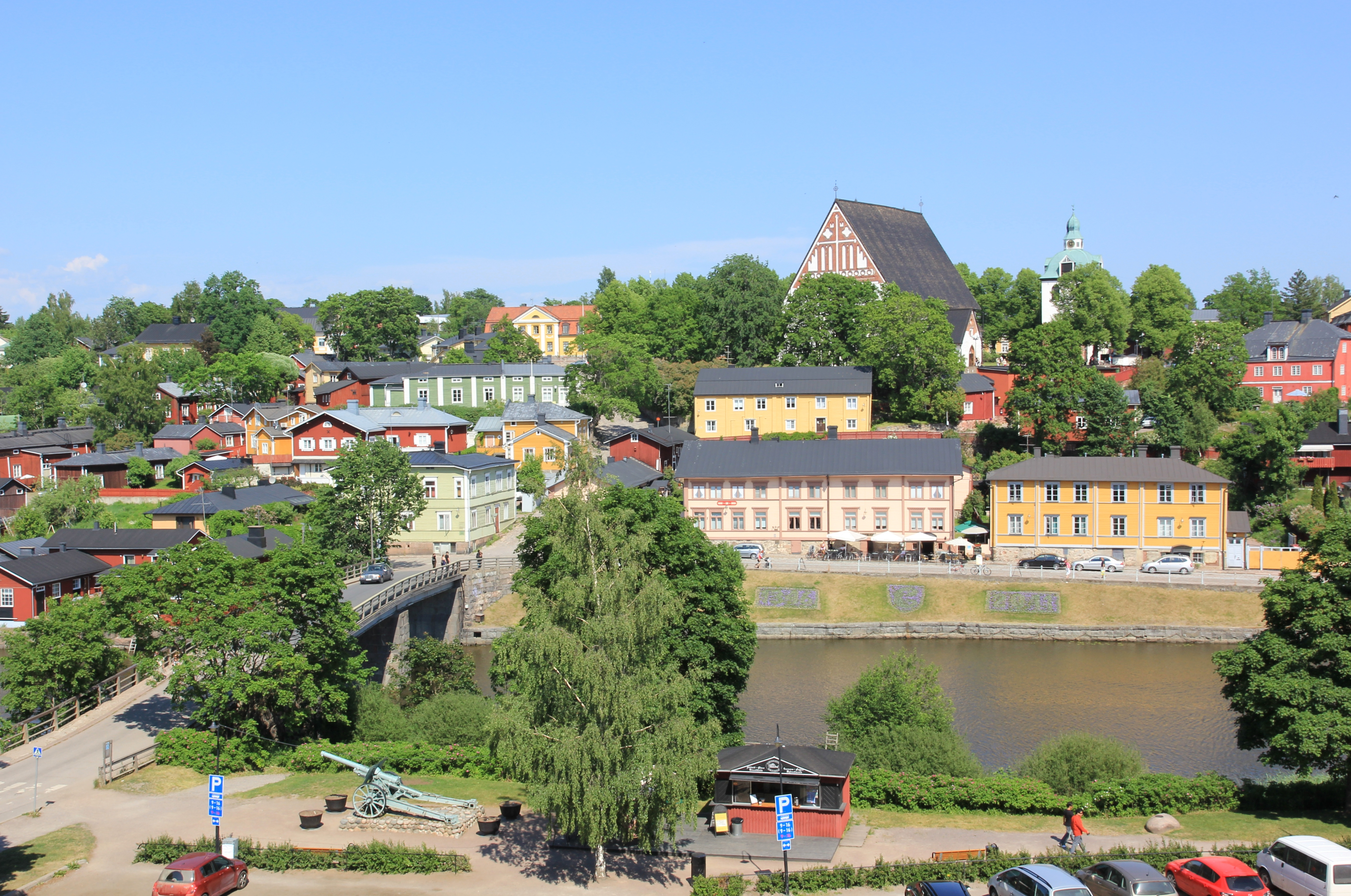
Город Порвоо

## Внешняя политика
В 2015 году МИДом Финляндии запланированы к закрытию посольства в Люксембурге, Словакии и Словении, а временное представительство Финляндии в Ливане преобразовано в посольство. К началу 2016 года Финляндия была представлена представительствами в 89 иностранных государствах.
Из-за вторжения России на Украину, а также воинственной риторики представителей власти России 11 мая 2022 года Финляндия подписала оборонительный пакт с Великобританией. 18 мая страна подала заявку о вступлении в НАТО. 4 апреля 2023 года Финляндия стала членом НАТО.

## Вооружённые силы

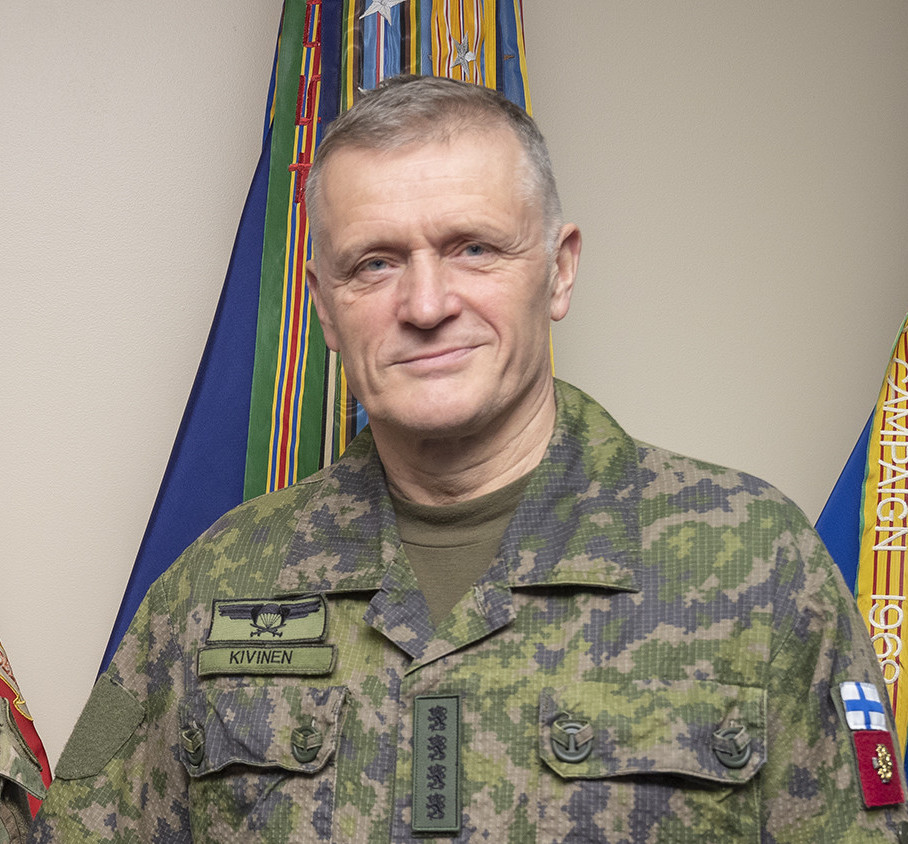
Командующий Силами обороны Тимо Кивинен (с 2019)

Силы обороны Финляндии состоят из кадровых служащих (8,7 тысяч профессионалов), а также призывников-срочников (в январе и июле призывается около 12 тысяч новобранцев, включая 250—300 женщин). Вся структура подчинена командующему силами обороны, который, в свою очередь, подотчётен президенту республики. С 1 августа 2019 года командующим Силами обороны Финляндии является генерал Тимо Кивинен. Бюджет оборонительных сил Финляндии составляет чуть менее 3 млрд евро в год. На 2014 год вооружённые силы насчитывали 31 генеральскую должность, из которых к 2015 году, в связи с общим сокращением персонала, осталось 28.
После Второй мировой войны Финляндия стабильно придерживалась внеблокового статуса. Вопрос о вступлении в НАТО в Финляндии периодически поднимался правыми силами. В 2022 году руководство страны всерьёз задумалось о перспективе войти в состав НАТО после начала вторжения России на Украину. На данный момент осуществляется программа военного сотрудничества со многими странами, входящими в блок НАТО.
Так как население всей страны чуть больше 5,5 миллиона человек, по большей части комплектация Вооружённых сил Финляндии призывная. Все граждане Финляндии мужского пола с 18 до 30 лет, признанные годными, подлежат призыву либо на военную, либо на альтернативную службу. Срок службы составляет от шести до 12 месяцев (альтернативная невоенная служба). В последние годы наблюдается рост так называемых тотальных отказников (в 2011 — 21, в 2012 — 41 человек), которым военную или альтернативную гражданскую службу заменяют контролируемым домашним арестом. Жители Аландских островов в армию не призываются. С 1995 года в армии могут служить в качестве добровольцев женщины. В 2014 году ~4 тысячи солдат прервали срок службы (из них 3 тысячи по причинам психических и поведенческих расстройств — депрессии, подавленности, проблем с адаптацией, алкогольной и наркотической зависимости). Действует Союз призывников, отстаивающий права военнослужащих-срочников.

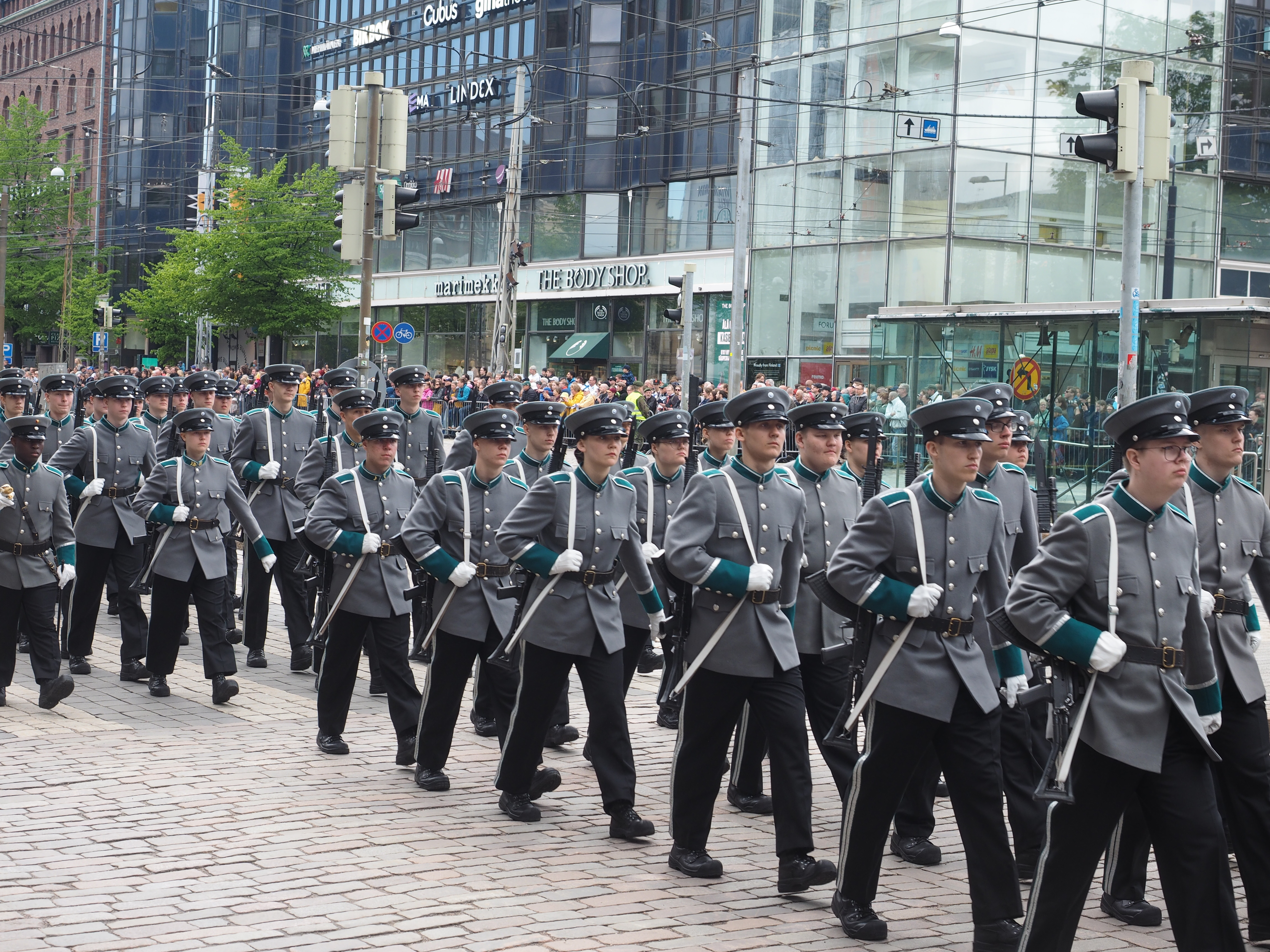
Военный парад в Хельсинки

В период холодной войны Финляндия могла мобилизовать в случае военных действий до 490 тысяч резервистов, но это число уменьшилось в настоящее время до 350 тысяч в связи с сокращением военного бюджета. Возраст мобилизации — 60 лет.
Вооружённые силы обороны Финляндии включают в себя:
- Финляндскую армию (фин. Suomen maavoimat, швед. Finländska armén), состоящая из одной бронетанковой и пяти мотострелковых бригад, бронетанковая бригада состоит из одного бронетанкового батальона, одного артиллерийского полка (без батальонного деления), каждая из мотострелковых бригад состоит из одного пехотного батальона и одного артиллерийского полка (без батальонного деления);
- Финляндский флот (фин. Suomen merivoimat, швед. Finländska marinen), состоит из одной эскадрильи противоминной обороны и двух эскадрилий надводных кораблей;
- Финляндские воздушные отряды (фин. Suomen ilmavoimat, швед. Finländska flygvapnet), состоящие из трёх эскадр.

Пограничная охрана Финляндии входит в подчинение министерства внутренних дел, но может быть включена в вооружённые силы в случае необходимости.
В настоящее время происходит сокращение финансирования, численности личного состава (за 2008—2012 года кадры сокращены более чем на 10 %) и гарнизонов Сил обороны Финляндии. В целях экономии предполагается сокращение срока службы по призыву на две недели, а также допускается возможность увольнения кадровых военных, то есть офицерского состава, чего раньше не предлагалось никогда.

## Полиция

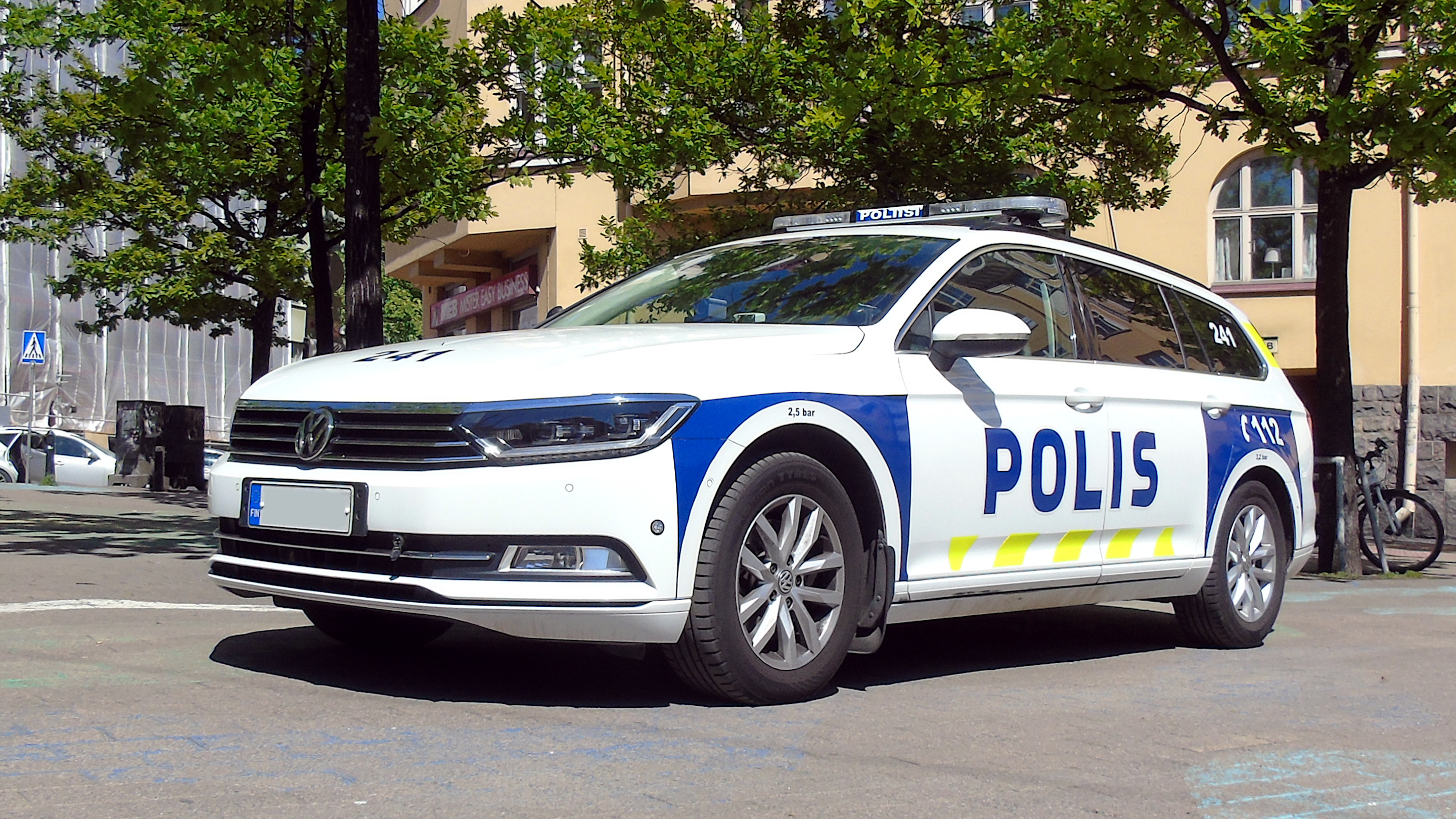
Полицейская машина

Полиция Финляндии подчиняется министерству внутренних дел, а общее количество занятых в полицейском ведомстве составляет 10,9 тысячи человек, из которых непосредственно полицейских в 2014 году было 7,5 тысячи (в 2012 году — 7,7 тыс.). На одного полицейского приходится ~681 человек из гражданского населения страны.
Ежегодно примерно 800 полицейских становятся объектами заявлений граждан о совершении преступления. Из этого числа, около 100 полицейских попадают под следствие. По данным прокурора Ансси Хиивала, полицейские подозреваются в основном в применении насилия или вождении в состоянии алкогольного опьянения в свободное от службы время. С 2013 по 2015 годы было отмечено снижение доверия финнов к полиции в области коррупции.
В 2013 году, для предотвращения ряда преступлений (наркоторговля и др.), полицией было получено ~2 тыс. разрешений на применение секретных методов электронной слежки в связи с чем прослушивались телефоны 770 человек.
С 2015 года полицейские машины по всей Финляндии оснащены устройствами, считывающими автомобильные регистрационные номера и позволяющими установить прошла ли машина техосмотр, уплату налогов, скорость и метод вождения машины.
Для контроля за территорией, транспортными средствами и людьми полицией применяются квадрокоптеры и дроны. В эксплуатацию также введены бронированные полицейские машины «Морра» (Mörkö) для использования во время массовых беспорядков.

### Преступность
В 2012 году в Финляндии было совершено около полумиллиона преступлений.
В 2014 году было зафиксировано 9789 преступлений, связанных с незаконной транспортировкой наркотиков, что на 10 % меньше, чем в 2013 году, однако количество тяжких наркотических преступлений выросло с 202 в 2013 году до 300 в 2014 году. Общее число выявленных наркопреступлений в 2015 году составило 23 478 случаев.
В 2015 году отмечалось увеличение доли иностранцев (20—25 %) в общей статистике по изнасилованиям в стране.
В 2016 году отмечалось общее снижение числа преступлений.

### Пенитенциарная система

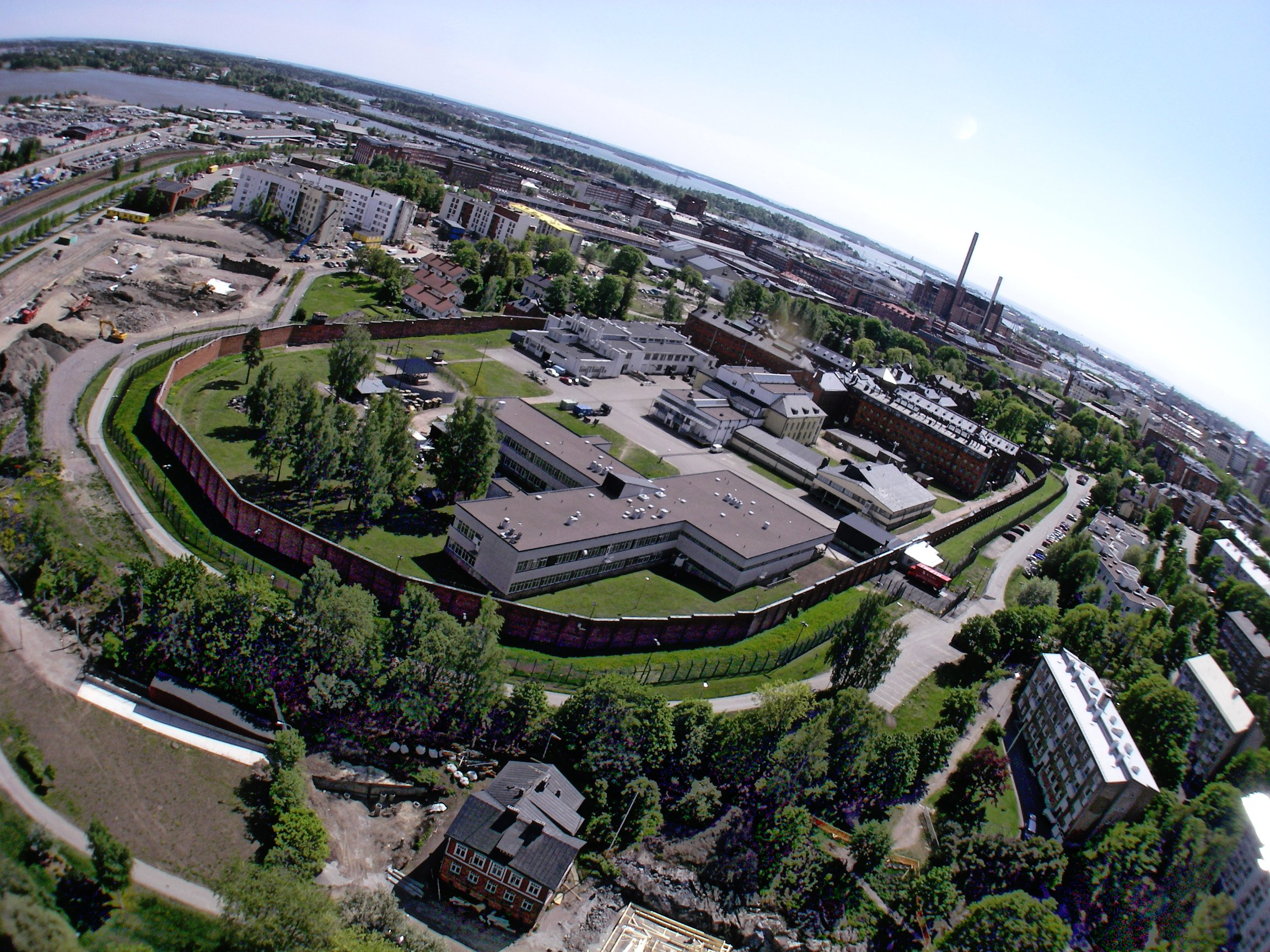
Тюрьма в Хельсинки

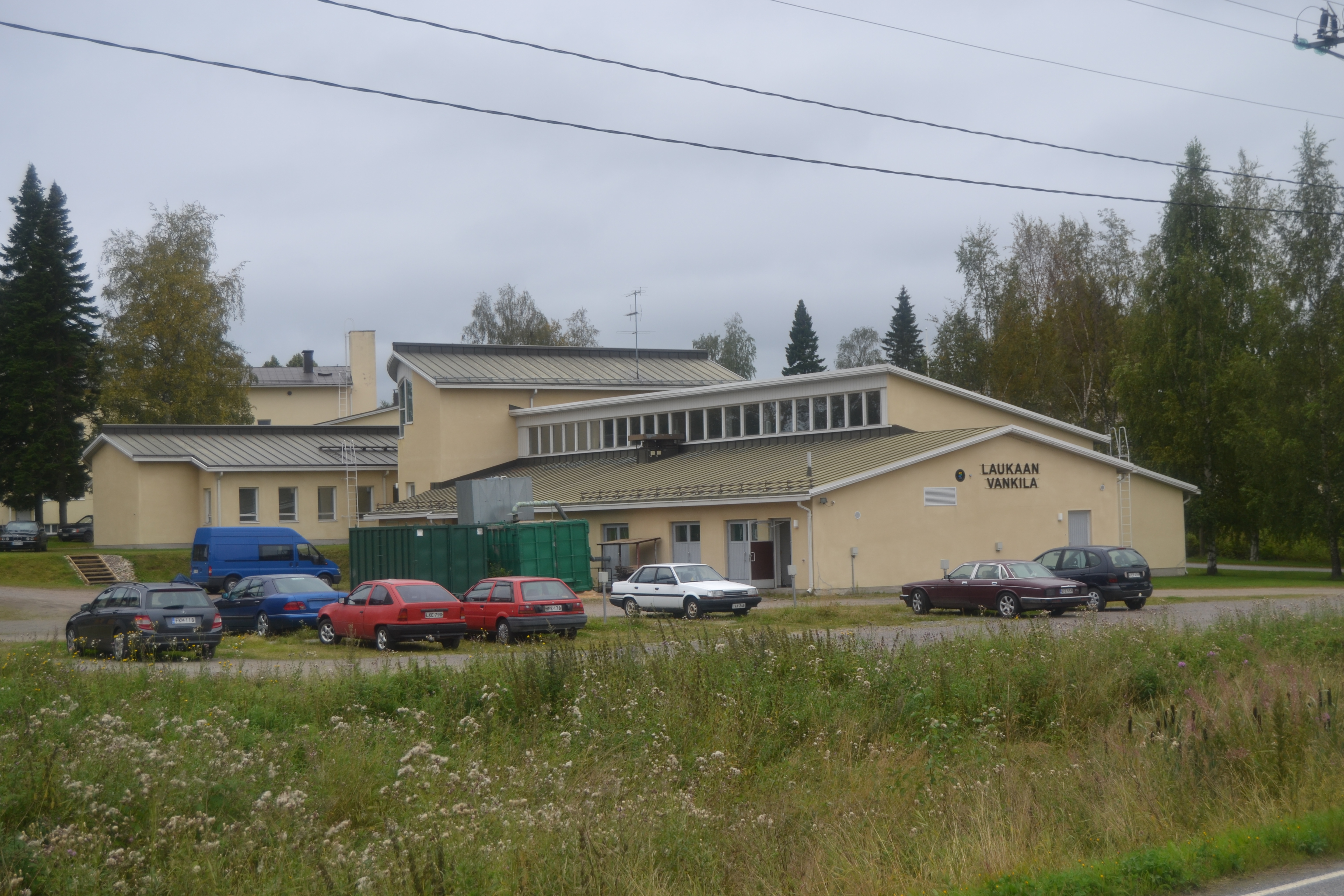
Тюрьма в Лаукаа

В 2014 году, по версии независимой организации World Justice Project, Финляндия занимала четвёртое место в рейтинге правовых государств, а финское уголовное правосудие было признано лучшим в мире.
В 2013 году в финских тюрьмах содержалось 3200 заключённых, которые в среднем отбывали десятимесячный срок. Несмотря на хорошую безопасность, отмечается ряд случаев насилия среди отбывающих наказание.
В 2014 году в стране насчитывалось рекордное количество отбывающих «пожизненное» (с 12-летнего срок увеличился в последние годы до 14 лет и 4 месяцев) заключение за предумышленное убийство — 211 человек (в 2000 году пожизненно заключённых было 59 человек, а в 1990-х годах — меньше тридцати). За непредумышленное убийство в течение прошлого десятилетия в среднем приговаривали на девять лет лишения свободы. В 1980-х годах лишь 10 % убивших были осуждены по статье «умышленное убийство», в 2013 году — почти треть. Ряд финских тюрем внедряет обучающие программы для заключённых, рассчитанные на помощь с их реабилитацией после окончания тюремного срока.
В конце 2011 года в Финляндии вступил в силу закон о контролируемом домашнем аресте, при котором лица, приговорённые судом на срок до полугода тюрьмы, могут находиться дома с закреплённым на ноге или руке электронным браслетом, который срабатывает при выходе за оговорённую полицией зону. Дневные расходы на контролируемый домашний арест в три раза меньше, чем содержание заключённого в тюрьме.
За период президентства Тарьи Халонен, последняя удовлетворяла ~22 прошения о помиловании в год. Действующий президент Саули Нийнистё считает практику о помиловании пережитком прошлого и намерен полностью передать институт помилования судебным органам.
В 2015 году Парламент утвердил законодательную поправку, согласно которой оставленные без оплаты штрафы с января 2016 года вновь приведут неплательщика на скамью подсудимых.

## Спецслужбы Финляндии
По утверждению экс-министра обороны Карла Хаглунда, в финском законодательстве на сегодняшний день не прописана ситуация, когда вовлечённая в конфликт Финляндия могла бы действовать невоенными методами, в связи с чем министр предложил разработать методологию и стратегию ведения Финляндией кибервойны. Министр внутренних дел Петтери Орпо также настаивает на обновлении закона Финляндии о разведывательной деятельности по которому полиция и военные получат право на разведку в информационных сетях.

## Экономика
Финляндия относится к числу малых высокоразвитых индустриальных стран. Её доля в мировом производстве невелика — 0,4 %, в мировой торговле — 0,8 %. Валовой внутренний продукт Финляндии в 2002 году составил 140,5 млрд евро. Рост по сравнению с 2001 годом составил 1,7 %.
Финляндия входит в передовую группу стран мира по показателю ВВП на душу населения — 44 492 долларов США (по паритету покупательной способности) или 45 927 долларов США (по номинальному значению) по данным 2017 года.
В январе 2013 года объём экспорта составил 4,6 млрд € (на 3 % больше, чем в январе 2012 года); доля продукции химической промышленности от финского экспорта превысила одну четверть (около 50 % — нефтепродукты); вырос экспорт изделий дерево- и металлообработки; отмечен обвал экспорта мобильных телефонов (с 0,5 млн штук в январе 2012 года до 32 тыс. в январе 2013).
Доходы государства от сбора налогов составляют ~65 млрд евро (по оценкам, Финляндия ежегодно недополучает 4,6—7,7 млрд евро из-за неуплаты налогов; на долю обанкротившихся фирм и других компаний, уклоняющихся от налогов, приходится около 4,1 млрд евро) Доходы государства от акцизов на сладости в 2013 году составили ~78 млн евро.
По состоянию на второй квартал 2016 года средний размер оплаты труда в Финляндии составляет 2509 € (нетто) и 3380 € (брутто) в месяц.
Преимущества: промышленность, ориентированная на экспорт и качество. Развитый сектор хай-тек (картографический сервис Here, интернет-услуги). Первое место в мире по производству бумаги. Быстрое восстановление объёмов экспорта после рецессии. Низкая инфляция, временами ниже 2 % в год. Растущая инвестиционная привлекательность. Ворота к российской и прибалтийской экономике. Часть зоны евро. Усиленный рост экономики.
Слабые стороны: сильная рецессия в 1991—1993 годах, реальный ВВП снизился на 15 %. Быстро стареющее население, ранний выход на пенсию. Большие госдолги и внешний долг; высокая безработица (10 %). Неразвитый внутренний рынок; периферийное расположение в Европе.
С 2023 года министром внешней торговли Финляндии является Вилле Тавио.
В 2009 году полиция провела 611 расследований экономических преступлений, в 2013 году их было 326. Та же тенденция заметна и в судебных приговорах: в 2010 году суд выдал 416 запретов на предпринимательскую деятельность, а в 2013 году — 342. На 2014 год в Финляндии действует около 1000 запретов на занятие бизнесом, при этом ежегодно на его нарушении попадаются от 30 до 40 бизнесменов.
По оценкам 2014 года, ежегодный ущерб для государства от компьютерных проблем на рабочих местах госслужащих достигает 275 млн евро.
В 2013 году, на основании отчёта органа Совета Европы по борьбе с коррупцией GRECO, а также исследованиях немецкого отделения компании Ernst & Young, Финляндия оставалась одной из наименее коррумпированных стран Европейского Союза.
В 2012—2014 годах рейтинговые агентства Standard & Poor’s, Moody’s и Fitch Ratings на основании ежегодного инспектирования ряда крупных компаний и государственных структур, присваивали Финляндии высший рейтинг по долгосрочным кредитам (AAA). Лишь в октябре 2014 года агентство Standard & Poor’s понизило рейтинг страны до AA+, обосновав решение слабыми перспективами роста национальной экономики, Moody’s в 2016 понизило рейтинг до Aa1, а Fitch Ratings в  2025 с AA+ до AA.
В ежегодном рейтинге Всемирного экономического форума Финляндия в 2013 году занимала третье место (после Швейцарии и Сингапура) по конкурентоспособности, а в 2014 году — четвёртое.
Согласно исследованию, проведённому в 2014 году ОЭСР, финская школьная система является самой экономически эффективной среди промышленно развитых стран.

### Сельское хозяйство

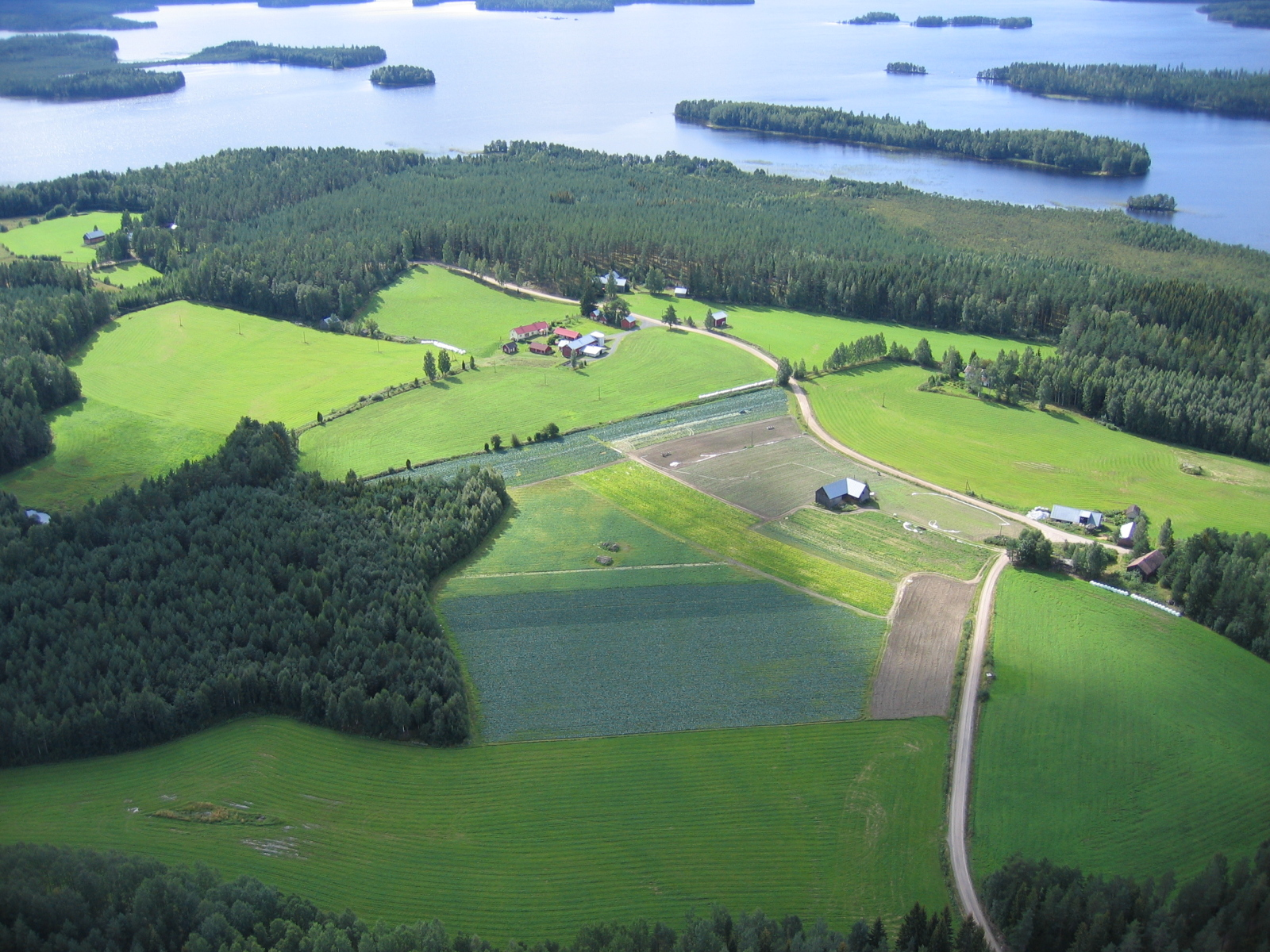
Фермерское хозяйство в Мянтюхарью

Финляндия относится к одной из самых северных аграрных стран. Сельскохозяйственные угодья занимают 8 % от всей территории страны, а пахотные земли исчисляются 2 млн гектаров. Большая часть ферм — это небольшие хозяйства с площадью пахотных земель меньше 10 гектар, но прослеживается тенденция в сторону увеличения размера фермерских хозяйств. Земледелие, так же как и скотоводство, имеет высокую степень механизации.
В связи с вступлением страны в ЕС, только количество птицеферм в стране в период 1995—2012 годы сократилось с 3 тысяч до 350.
Ежегодно на сезонные сельскохозяйственные работы по сбору ягод и грибов привлекается в среднем до 15 тысяч человек, половина из которых иностранцы.
Российское продовольственное эмбарго 2014—2015 годов принесло сельскому хозяйству Финляндии многомиллионные убытки.

### Промышленность
Финские сталелитейные предприятия (Outokumpu, FNsteel и др.) — одни из ведущих производителей нержавеющей стали в мире.
Wärtsilä Oyj Abp — финская публичная машиностроительная компания, которая производит машинное и прочее оборудование для электростанций, работающих на газе, нефти и другом сырьё.
Wärtsilä — одни из самых популярных дизелей на больших морских судах и крупных яхтах.
В июне 2024 года компания Terrafame приступила к добыче природного урана на своей промышленной площадке в Соткамо (рудник на северо-востоке страны), в результате чего Финляндия стала первой страной в ЕС, добывающей уран. Ожидается, что предприятие выйдет на полную мощность к 2026 году, а объём производства урана составит около 200 тонн в год.

### Энергетика
В 2006 году потребление электроэнергии в Финляндии составило около 83,6 млрд кВт·ч, из них около 20 % было импортировано (при этом импорт из России в 2021 году в связи с повышением цен на энергоносители вырос в три раза и достиг 8.2 млрд кВт·ч). С 7 июня 2015 года, в связи с понижением стоимости произведённой в Фенноскандии электроэнергии, Финляндия впервые в истории начала осуществлять экспорт (до 350 мВт-часов) электроэнергии в Россию. Силовой кабель Fenno–Skan связывает энергетические системы Швеции и Финляндии в районе города Раума.
По исследованиям компании Biolan, лишь ¼ финнов доверяют перспективам солнечной энергетики в Финляндии, а развитие этой сферы сдерживается отсутствием дотирования.

#### Атомная энергетика
В 2005 году около 20 % электроэнергии было выработано на атомных электростанциях Ловийса и Олкилуото. В 2017 году доля электроэнергии, произведённой на АЭС Финляндии, составила 33,18 % от общего потребления электроэнергии в стране, атомные станции страны выработали 22,6 млрд кВт·ч электроэнергии. По состоянию на конец апрель 2023 года все две АЭС Финляндии АЭС «Ловииса» и АЭС «Олкилуото» производят более 44 % потребляемой в Финляндии электроэнергии.

### Туризм

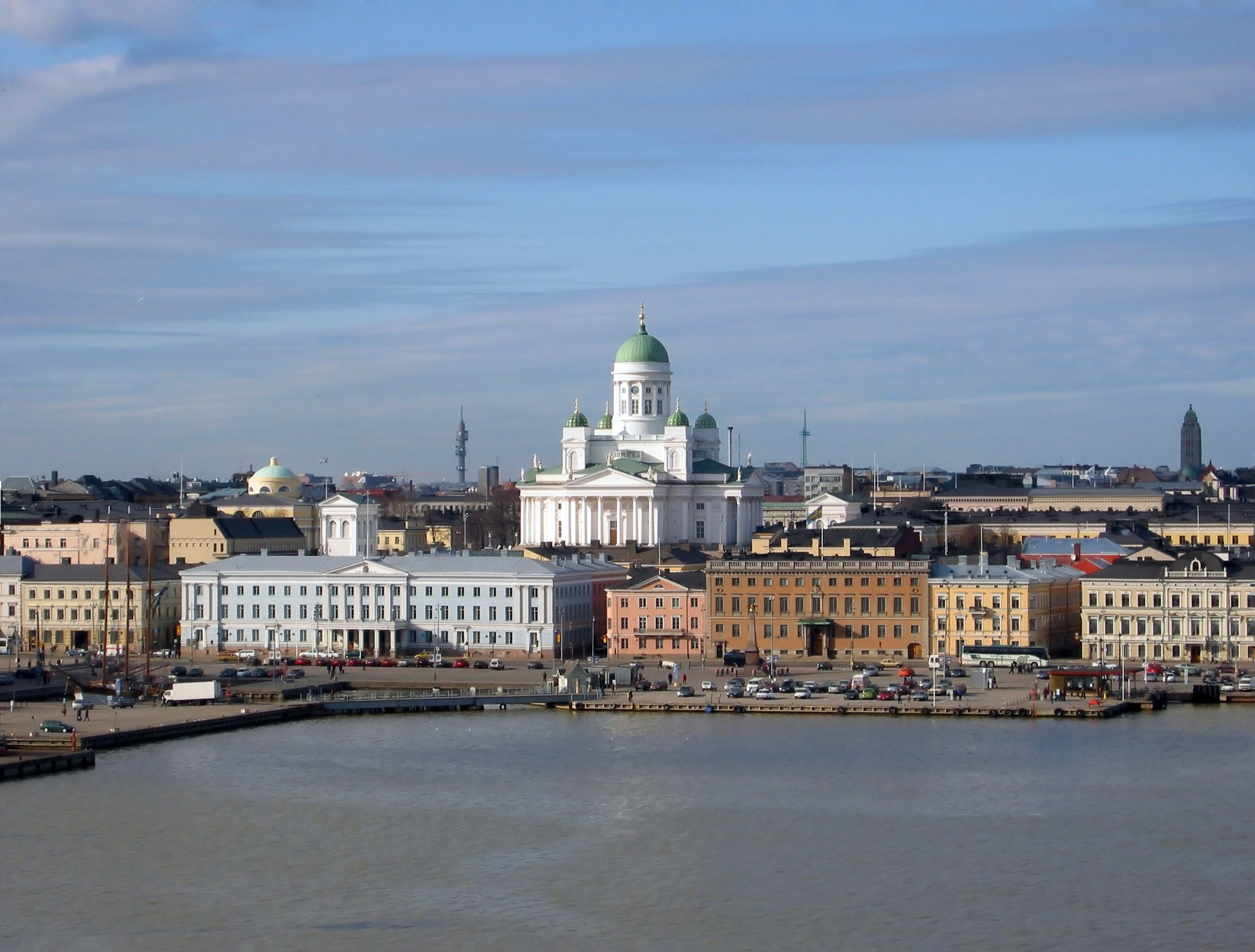
Вид на центр Хельсинки — Южная гавань и Кафедральный собор

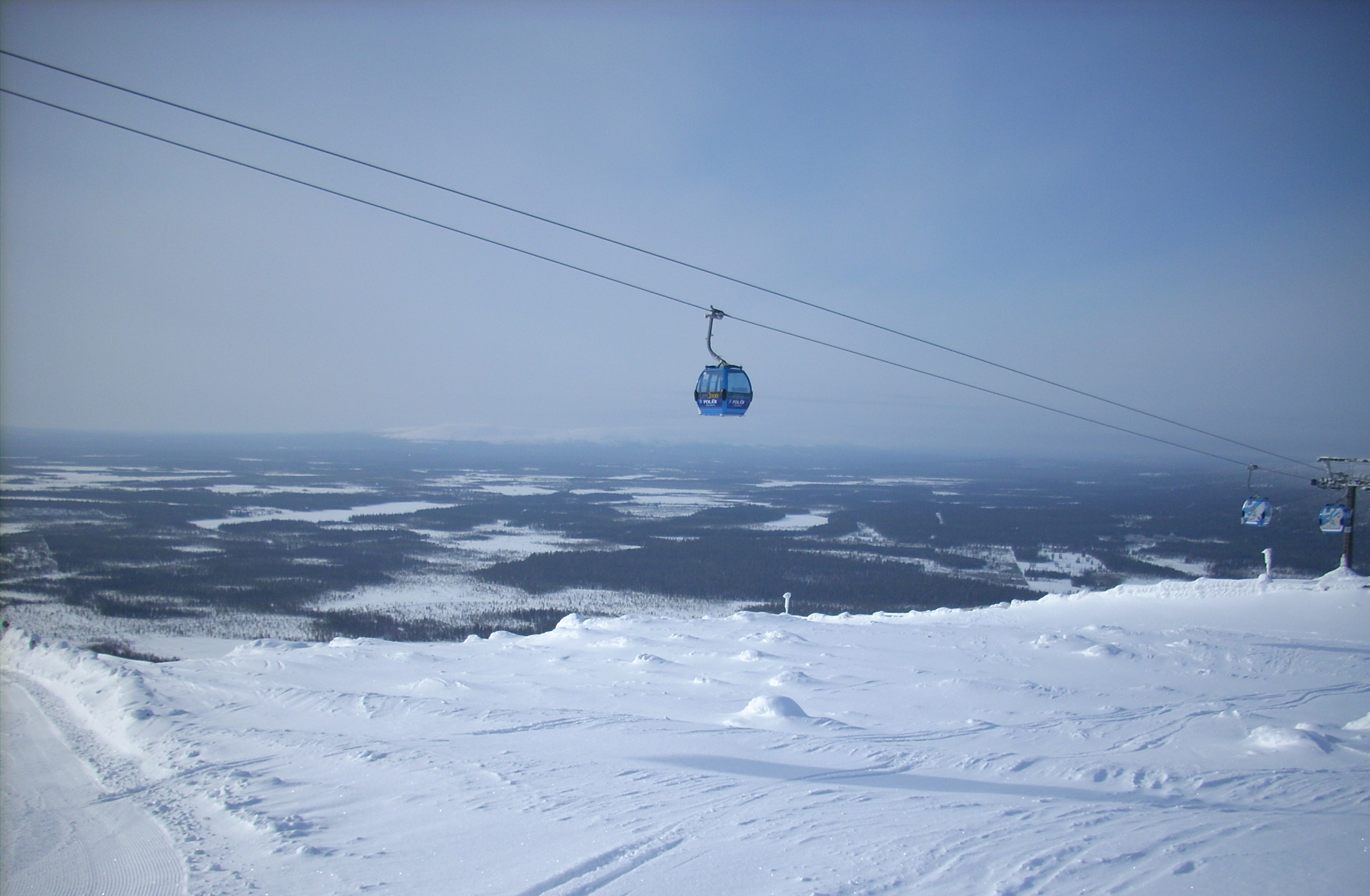
Канатная дорога лыжного курорта Леви

Туризм является одной из составляющих экономики Финляндии: в 2011 году страну посетило 7,3 млн туристов, что на 17 % больше показателей 2010 года. В 2015 году Финляндию посетило 7,4 миллиона иностранных туристов. Одним из самых популярных у иностранных туристов городом является столица Финляндии Хельсинки. Также популярны и другие крупные города: Тампере, Турку, Оулу, Куопио и Порвоо. В период рождественских каникул и Нового года страну посещают до 100 тысяч туристов из России.
По оценкам центра продвижения туризма MEK, развитие туристического бизнеса в стране сдерживается сложившимися у иностранцев стереотипами, что Финляндия далёкая, холодная и дорогая страна, в связи с чем MEK призвал разрушать сложившиеся предубеждения. По данным агентства Eurostat, Финляндия признана одной из самых дорогих стран Европы. Цены в стране выше среднеевропейских на 20 %.
Среди памятников природы Финляндии выделяют гору Аавасакса, расположенную вблизи Полярного круга, озеро Саймаа и другие.
В Финляндии, большей частью в Лапландии, развит зимний туризм — спуски для любителей горнолыжного спорта и сноуборда, походы на снегоходах, езда на собачьих и оленьих упряжках.
В Кеми каждую зиму строят огромную снежную крепость LumiLinna с Ледяным отелем. Салла, Рука близ Куусамо, Суому близ Кемиярви, Саариселькя, Леви, Химос и Юлляс известны своими горнолыжными спусками.
В связи со спросом на услуги здравоохранения отмечается рост числа российских туристов, приезжающих в Финляндию на лечение и оздоровительные мероприятия.
Отдельную категорию составляет религиозный туризм (или паломничество) в целях которого — посещение расположенных в Финляндии христианских центров, одними из которых являются Ново-Валаамский и Линтульский монастыри. В год монастыри посещает до 15 тысяч туристов из России, что составляет 1/7 всех посетителей, а решением гильдии финских журналистов, пишущих о туризме, Ново-Валаамский монастырь был избран как лучший туристический объект Финляндии 2012 года.
По появившейся с мая 2015 года единой музейной карте (продаётся в кассах музеев и действует в течение года), можно посетить более 200 музеев страны.

### Налогообложение
С января 2015 года на сайте Налогового управления действует электронный портал, посредством которого неравнодушные граждане могут сообщать информацию о случаях нарушения налогового законодательства (за шесть месяцев поступило около 3,5 тысячи заявлений). Кроме того, на середину 2016 года, более половины налоговых деклараций поступили в электронном виде.
По действовавшему до 2016 года положению, Финляндия не имела права взимать налоги с финских пенсионеров, проживавших в Испании, за исключением тех, кто до выхода на пенсию работал в публичном секторе. Проживавшие в Португалии финские пенсионеры в течение первых десяти лет также были полностью освобождены от уплаты налогов. С апреля 2016 года это было упразднено.

## Транспорт

Сеть автомобильных и железных дорог на карте Финляндии

Пассажирские перевозки в Финляндию осуществляются всеми основными видами транспорта — автодорожным, железнодорожным, авиационным и морским.
Автомобильными дорогами Финляндии занимается Управление дорог (фин. Tiehallinto) — ведомство, подчинённое министерству транспорта и связи. На 2014 год допустимое содержание алкоголя в крови водителя составляло 0,5 промилле, но предложена программа по снижению нормы до 0,2 промилле.
Железнодорожная сеть Финляндии управляется государственной компанией Ratahallintokeskus, подчинённой министерству транспорта и связи. С Россией Финляндию ранее связывали два поезда, «Лев Толстой» (Хельсинки-Москва) и Allegro (Хельсинки-Санкт-Петербург). Allegro является высокоскоростным поездом на платформе Pendolino и развивает скорость до 220 километров в час. На территории Финляндии применяется колея с шириной 1524 мм.
Внешние и внутренние авиационные перевозки в Финляндии осуществляют около двадцати авиакомпаний, в том числе две финские: «Finnair» (ранее — «Aero»), финская авиакомпания, контрольный пакет акций которой принадлежит государству, и частная авиакомпания «Finncomm Airlines», которая осуществляет совместные авиаперевозки с «Finnair». В стране 28 аэропортов, крупнейший из которых Хельсинки-Вантаа, расположенный в Вантаа. 25 аэропортами управляет компания «Finavia».
Осуществляется паромное сообщение со Швецией, Эстонией, Польшей, Германией и Россией; экспорт продукции целлюлозно-бумажной, деревообрабатывающей, машиностроительной, химической, лёгкой, пищевой промышленности. Основные внешнеторговые партнёры: страны ЕС, Россия.
За сообщение водным транспортом до 2010 года отвечала Морская администрация Финляндии, с 1 января 2010 года разделённая на две части: Транспортное управление и Управление транспортной безопасности.
В период рождественских праздников и Нового года резко возрастает дефицит билетов на все средства общественного транспорта.

## Связь

### Почта

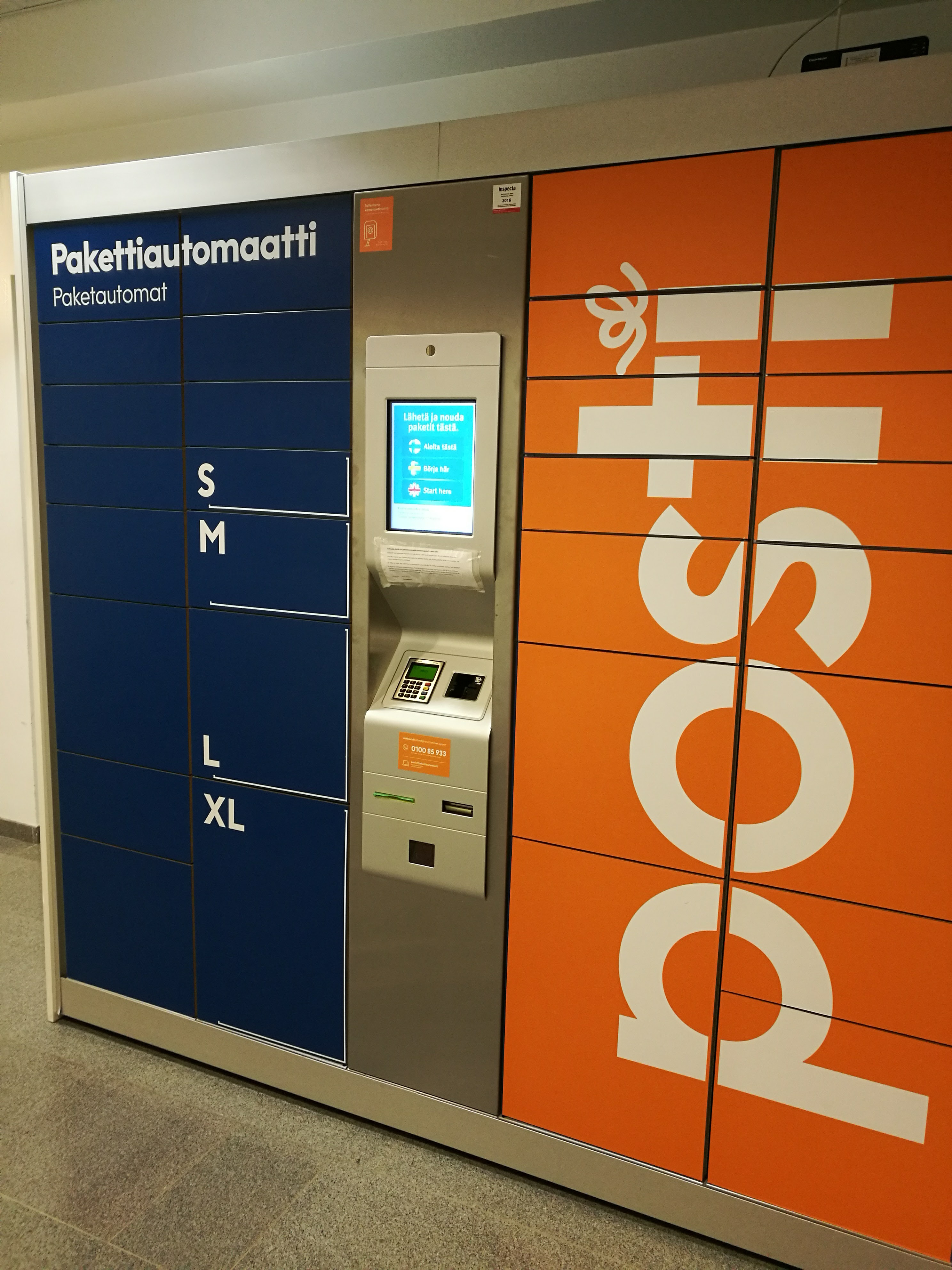
Smartpost

В течение последних лет Почта Финляндии из предприятия, занимающегося только почтовыми услугами, превратилась в предприятие, которое предлагает разнообразные логистические услуги, услуги администрирования данных и материальных потоков. Компания работает на международном рынке.
Для удобства пользователей в ряде крупных городов страны Itella внедрила Smartpost-автоматы для выдачи посылок в стандартизированной почтовой упаковке.
В 2013 году в конкурсе, проведённом союзом почтовых служб стран Европы «Posteurop», финская почтовая марка, на которой запечатлён почтовый автомобиль «Вольво» 1933 года и два водителя, стоящие перед ним, была признана лучшей. Марка была создана Сусанной Румпу и Ари Лаканиеми.

### Телекоммуникации
В Финляндии действуют три телекоммуникационных компании, лидеров рынка сотовой связи — Elisa Oyj (Elisa), Telia Company Oyj (Telia) и DNA Oy (DNA). Исследования, проведённые университетом Аалто в 2013 году показали, что скорости передачи данных мобильных сетей часто не соответствуют заявленным рекламным обещаниям телеоператоров: в крупных городах самой быстрой оказалась мобильная сеть телеоператора DNA, а мобильные сети Elisa и Telia действуют лучше на городских окраинах и в сельской местности.
С июня 2017 года роуминг в странах Европейского союза отменён.

### Интернет
В 2015 году, в рейтинге Всемирного экономического форума, Финляндия была обозначена в качестве лидера по числу мобильных интернет-подключений (на сто жителей — 125 подключений; Япония — 116; Венгрия — 33); вместе с тем, исследователями отмечался низкий уровень оцифровки в стране, однако уже в 2016 году, по оценке, составленном исследовательским институтом финской экономики Etla, страна вышла в лидеры по уровню оцифровки среди 22 стран Европы.
В 2013 году среди граждан Финляндии в возрасте 75—89 лет лишь каждый пятый пользовался интернетом, около 300 тысяч финских пенсионеров не имели компьютера, а у 40 тысяч пенсионеров не было мобильного телефона.
По статистическим данным, в 2013 году финны пользовались поисковой системой Google 30 миллионов раз в день (на 5 миллионов раз больше, чем в 2012).
Ряд компаний открыли в стране свои центры обработки данных: в 2013 году корпорация Google инвестировала в проект в Хамине около 800 млн евро (для охлаждения электронной техники в центре используется морская вода); в 2014 году Microsoft открыл свой центр в регионе Уусимаа; в 2015 году немецкая компания «Hetzner» заявила о намерении инвестировать около 200 млн евро в строительство в городе Туусула своего центра обработки данных.
Разрабатываются планы по прокладке оптоволоконного кабеля из Германии в Финляндию по дну Балтийского моря.

## Социальная сфера
В международном рейтинге социального развития по состоянию на 2020 год Финляндия занимает третье место, при этом наблюдается устойчивое продвижение страны вверх в этом рейтинге: в 2015 году Финляндия занимала 7-е место, в 2019 году — 4-е.

### Жилищный фонд

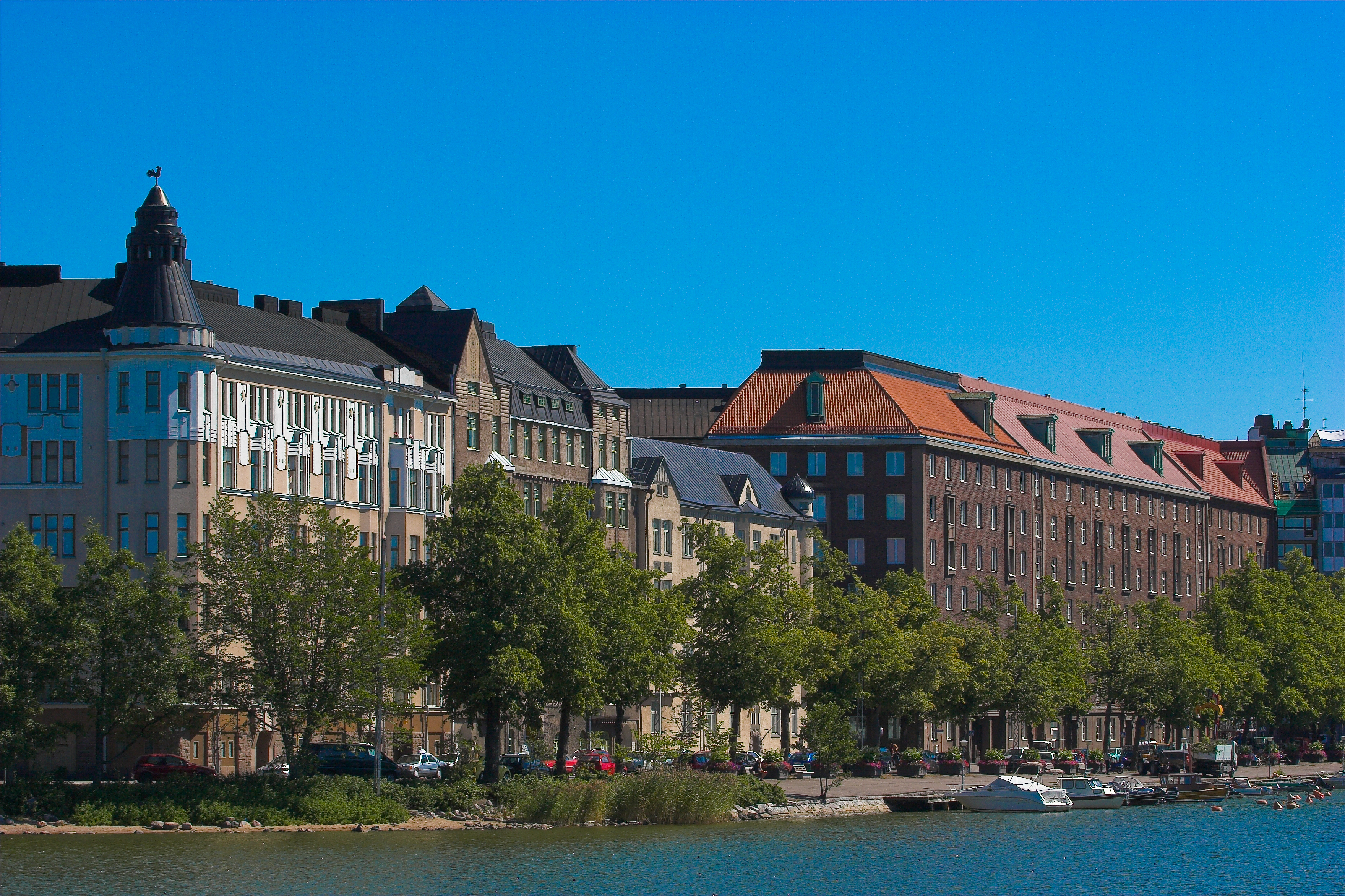
Жилые дома в Хельсинки

В 2011 году в стране насчитывалось 1 459 705 зданий, из которых 1 245 671 (85,3 %) — жилые строения. Частных отдельных домов — 1 111 378 (76,1 % от всех зданий); рядных одно- и двухэтажных домов (сосед только сбоку) — 77 060 (5,3 %); многоэтажек — 57 233 (3,9 %). В среднем, обеспеченность жильём граждан Финляндии в 2015 году составляла 40 м² (в Хельсинки — 34 м²).
В августе 2012 года средняя цена на жильё в старом многоэтажном доме в столичном регионе составляла около 3300 € за один м², а в других городах — 2100 €. В феврале 2013 года рост стоимости составил в Хельсинки 4,3 % (3501 € за один м²), а по стране — 1,4 % (2185 € за один м²). В 2014 году по прогнозу экономического исследовательского центра Pellervo (PTT) рост цен на жильё составит 2,5 %. По данным Статистического центра, аренда квартиры может быть рентабельной только на кратковременный период, в остальных случаях целесообразна покупка жилья.
В 2013 году стоимость земельного участка под строительство жилого дома в столичном регионе составила 720 евро за м², а в других частях страны — 87 евро за м² (общий рост за период с начала 2000-х годов составил: в столичном регионе — 108,9 %, по стране — 52,7 %). По прогнозам Danske Bank, в 2014—2015 годам в Финляндии начнётся новый рост цен на жильё.
В последнем квартале 2012 года отмечался рост квартплаты на арендованное жильё (в регионе Хельсинки повышение составило 2 %, в других регионах страны — 3,7 %), а общее повышение квартплаты в 2012 году составило в среднем 4 % (по Хельсинки — 5 %, в Тампере — 2,6 %, в Турку — 3,2 %). Снижение объёмов строительства арендного жилья в хельсинкском регионе вызвало резкую критику правительства Катайнена со стороны оппозиции.
Согласно государственной программе развития жилья для престарелых, по которой 92 % людей в возрасте более 75 лет должны проживать дома, получая услуги на дому, до 2030 года должно существовать миллион беспрепятственных квартир в городах для возрастающего количества пожилых людей (на 2013 год таких квартир было всего 300 тысяч).

### Семья

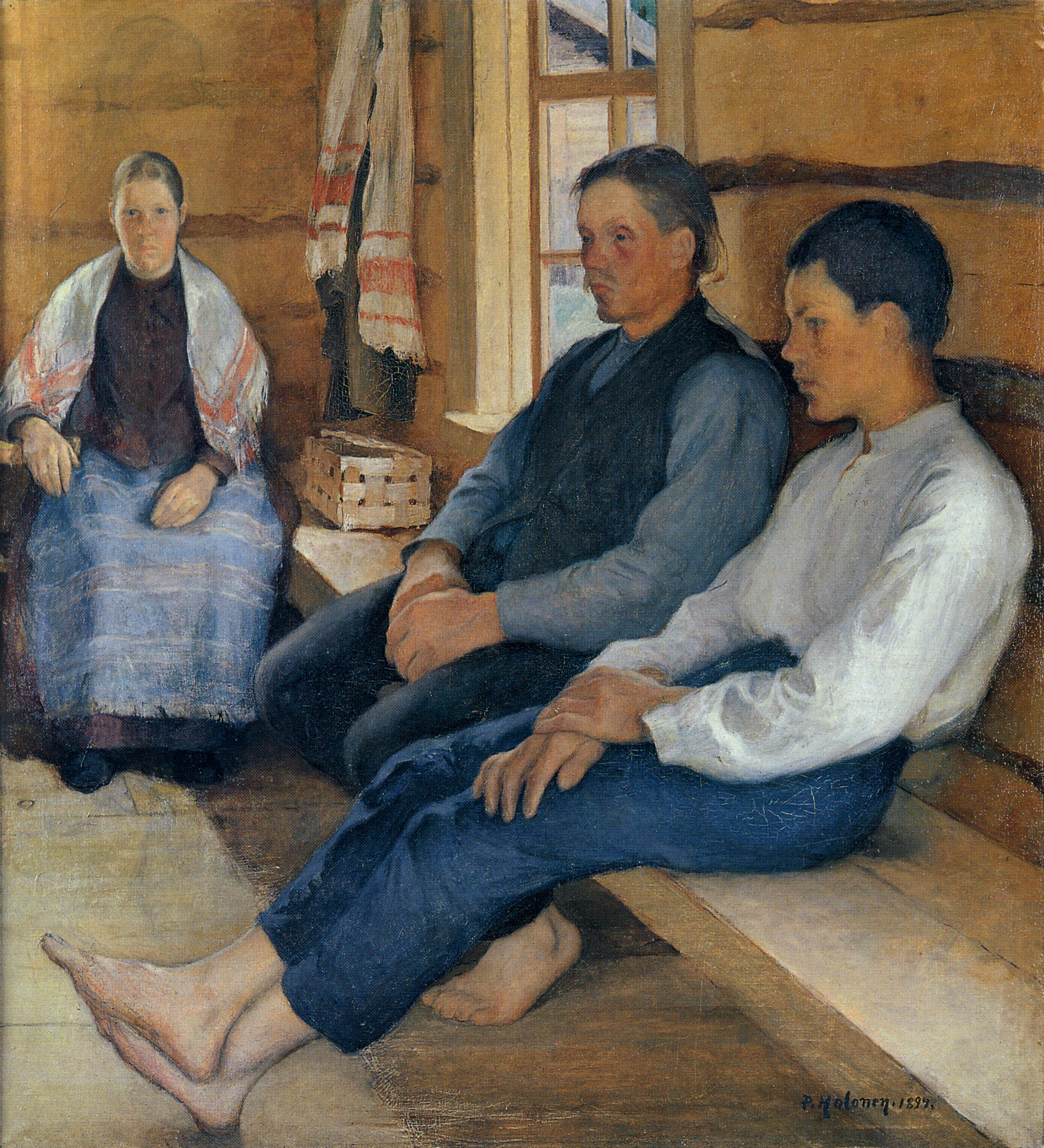
«Выходной день в новом доме» (худ. Пекка Халонен, 1894)

Типичная финская семья — это живущие в брачном союзе мужчина и женщина. Средний размер финской семьи на конец 2018 года — 2,75 человека (в 1990 году финская семья в среднем состояла из трёх человек). Около 1 015 000 человек проживают одни.
По данным Статистического центра, в конце 2018 года в Финляндии насчитывалось 1 469 000 семей, но их число начало снижаться ещё в 2017 году, а в 2018 году уменьшилось на 2800 (на 2013 год в стране было заключено 25 тысяч браков и 14 тысяч расторгнуто).
В период с 1995 по 2014 годы в Финляндии вступило в брак в общей сложности 1 138 несовершеннолетних, большая часть из которых — девочки. Из них около 30 человек были на момент замужества в возрасте 14—15 лет. По Закону о браке, несовершеннолетним требуется разрешение Министерства юстиции.
На 2013 год в Финляндии числилось 26 тысяч семей, в которой один или оба родителя — выходцы из России или бывшего СССР (на втором месте по стране происхождения родители из Швеции и на третьем — из Эстонии).
Число семей с детьми в 2018 году сократилось с предыдущего года до 562 000.
Параллельно с сокращением числа семей, увеличивается доля бездетных пар. В 2018 году число бездетных пар, живущих в гражданском браке, увеличилось на 2 530 по сравнению с 2017 годом, а число бездетных супружеских пар увеличилось на 1 900.
На конец 2009 года в Финляндии было 12 % неполных семей, где один из родителей мать-одиночка или отец-одиночка; 1244 человека числилось состоящими в однополых гражданских партнёрствах (в 2013 году число таких союзов снизилось до 405; в них воспитывалось около 600 несовершеннолетних детей).
В случае развода и обострения межличностных отношений, в стране действует так называемый «запрет на приближение».
В ноябре 2014 года парламент Финляндии одобрил инициированный гражданами страны законопроект, легализующий в стране однополые браки и предоставляющий однополым супругам право на совместное усыновление детей. В феврале 2015 года президентом страны Саули Ниинистё было утверждено внесение соответствующих изменений в закон о браке Финляндии. Закон вступил в силу 1 марта 2017 года.
Согласно рейтингам международной организации «Спасите детей» (за 2013 и 2014 годы) Финляндия является лучшей страной мира для матери и ребёнка (в 2012 году страна занимала шестую позицию). Материальное положение семей с детьми в Финляндии было одно из лучших в Европе, но, несмотря на это, 102 тысячи детей проживали в 2014 году в семьях с низкими доходами.
По мнению экспертов, на выбор имени новорождённым детям влияют модные тенденции в культуре, а также закономерности финского языка.
В 2016 году, с принятием нового законопроекта, была повышена плата за услуги детского сада.
По оценкам 2015 года, половая активность финнов за последние годы снизилась и семейные пары занимались сексом в среднем 1—2 раза в неделю. Две трети финских мужчин и одна треть женщин используют продукцию порноиндустрии.

### Здравоохранение
Финляндия первая в мире страна, где было введено понятие права пациента в 60-х годах XX века. Эти права на самом деле применяются в жизни, значительно усложняя работу врача и облегчая участие в лечении пациента. Например, скрыть диагноз от пациента в Финляндии невозможно и даже преступно; в то же время у пациента есть и право не знать о своём диагнозе, о чём он должен уведомить врача.

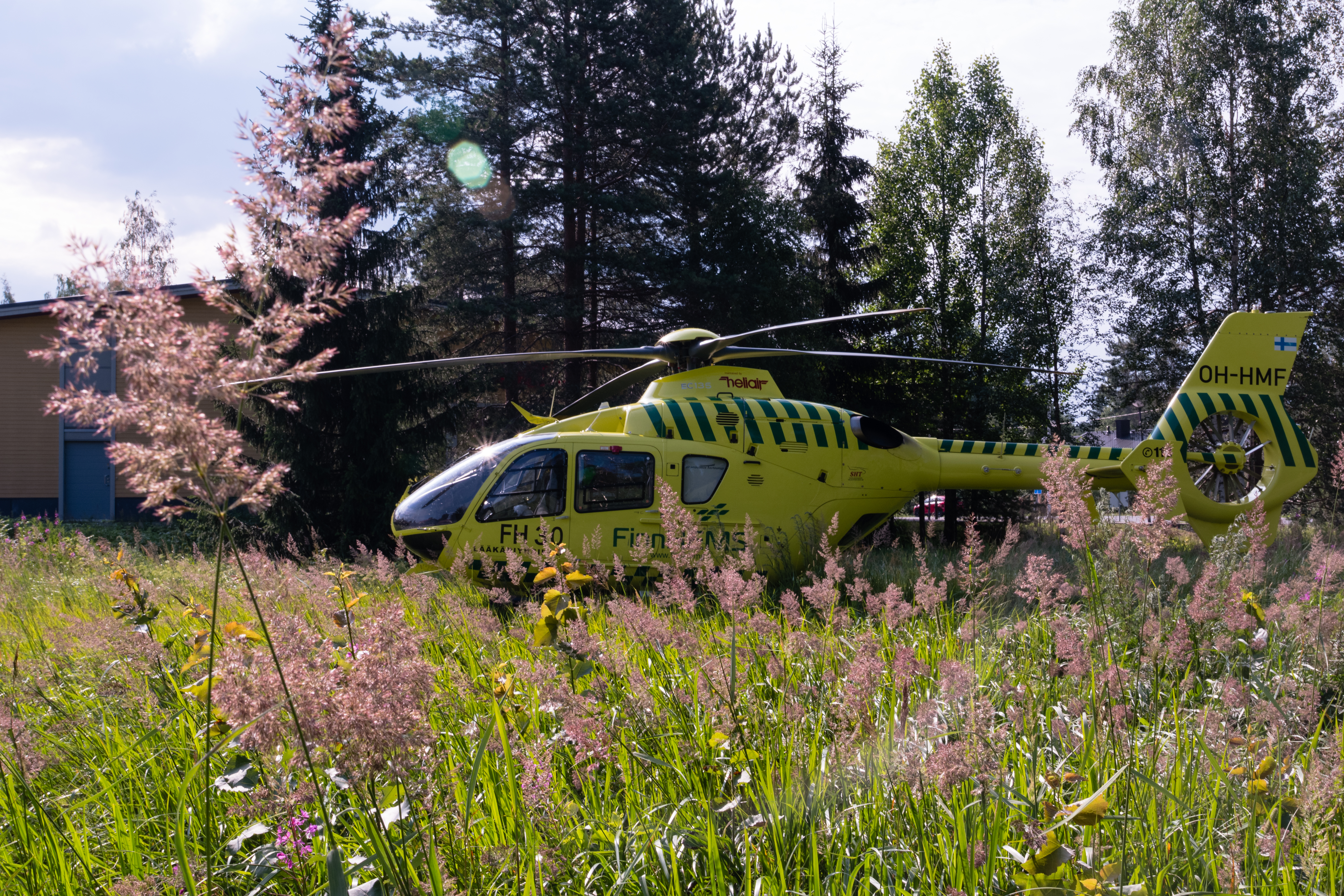
Медицинский вертолёт в Турку

Медицина в Финляндии является доказательной, то есть применяются только те методы лечения (и диагностики), эффективность которых доказана научным методом; разрабатывается законопроект о запрете применения методов нетрадиционной медицины на маленьких детях и серьёзно больных пациентах.
На 2010 год медицина практически бесплатна для жителей страны. Почти все затраты на лечение компенсируются из государственного бюджета. Инсулин и другие лекарства, необходимые при хронических заболеваниях, бесплатны для граждан Финляндии.
С января 2014 года, в связи с новой директивой ЕС, иностранные работники из третьих стран, которые заключили трудовой договор на срок не менее 6 месяцев, будут иметь право на те же медицинские и социальные услуги, что и граждане Финляндии, а также смогут получать ежемесячное пособие на ребёнка. Новые правила не будут распространяться на иностранных студентов из третьих стран.
Магнитный и компьютерный томографы имеются в каждой районной больнице (примерно один томограф на каждые 20 тысяч жителей).

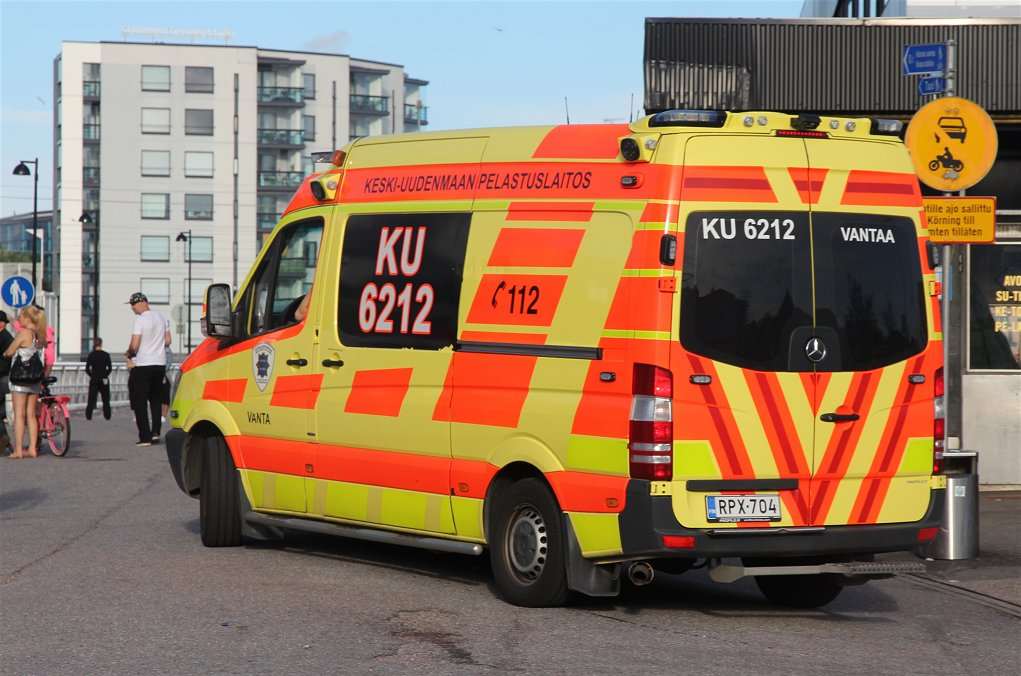
Машина экстренной медпомощи

С октября 2010 года в Финляндии вступил в силу новый закон о курении, полностью запрещающий продавать или передавать иным способом табачные изделия лицам моложе 18 лет. Было также запрещено приобретать табачные изделия через интернет. В магазинах табачные изделия нельзя выставлять на вид — курильщики должны выбирать сигареты по каталогу, называя номер. В связи с популярностью татуирования, с 2013 года министерство здравоохранения Финляндии рассматривает возможности расширить контроль за нанесением татуировок.
Одной из причин, по которой в Финляндии на протяжении 2000-х годов не снижается число абортов среди женщин 25-34-летнего возраста, называется продолжающееся снижение доходов населения, а большое число абортов среди подростков — пробелы воспитания в области сексуального здоровья.
В соответствии с инструкциями, в срочных случаях «Скорая помощь» в Финляндии должна доезжать до пациента не более, чем за 8 минут. С 2013 года за работу службы «Скорой помощи» будут отвечать не муниципалитеты, а медицинские округа.

### Образование
Финское население высоко образовано. К концу 2020 году 3 469 000 человек, или 74 % населения Финляндии в возрасте 15 лет и старше получили образование выше, чем основное общее. Согласно исследованиям, проведённым в 2013 году ОЭСР, взрослые финны стали вторыми в мире (после жителей Швеции и Японии) по уровню знаний, в частности, это касается чтения и арифметики, а также умения пользования компьютером при решении различных задач, однако уровень IQ населения Финляндии не поднимается с 1997 года, а навыки чтения сильно ослабевают (среди финских учащихся четвёртых классов мотивация к чтению находится на предпоследнем месте среди школьников 45 стран).
Законодательство Финляндии гарантирует своим гражданам всеобщее среднее образование (посещение школы не является непременным условием, и около 200 детей обучаются на дому).

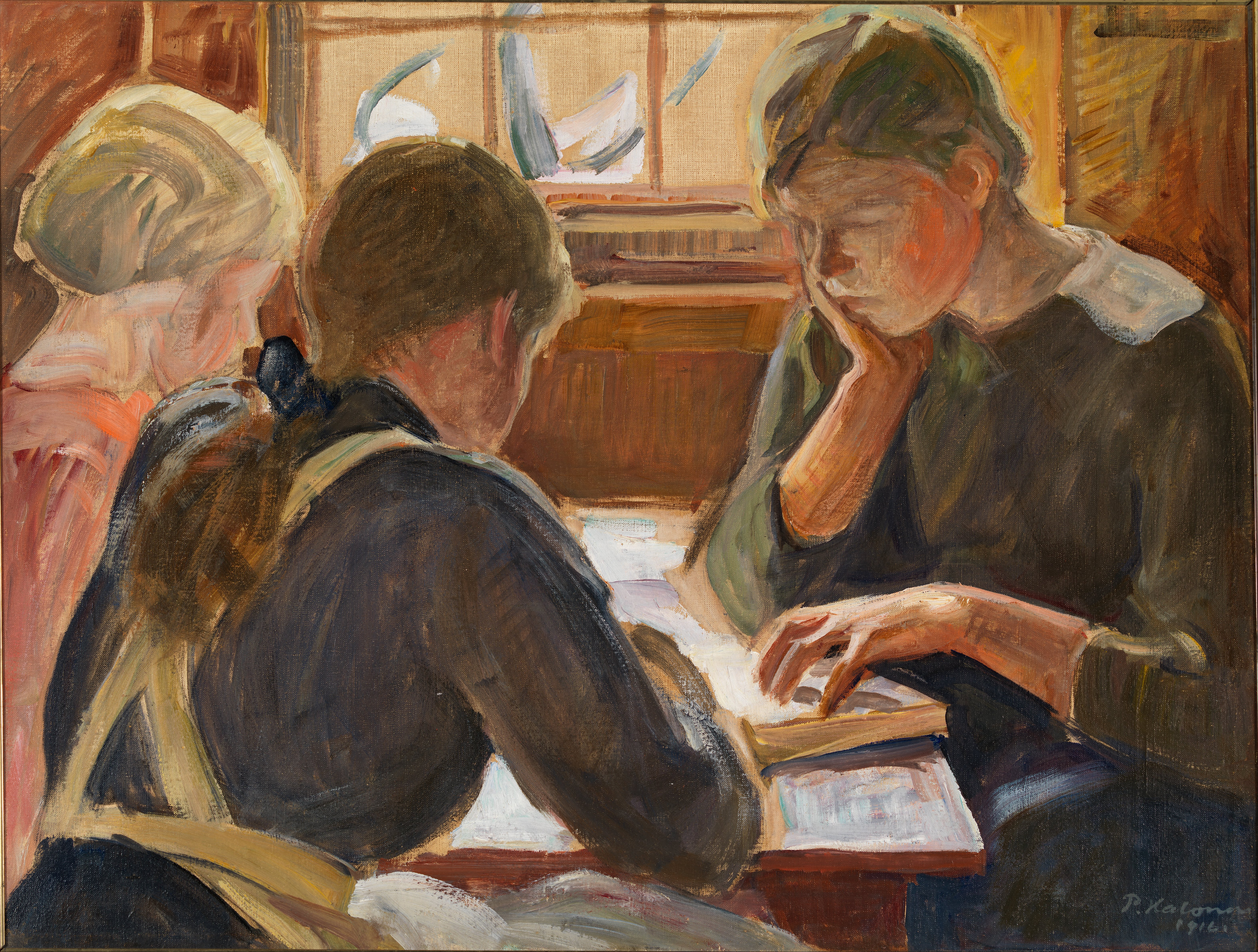
«Дети за чтением» (худ. Пекка Халонен, 1916)

Общеобразовательная школа предполагает девять лет обучения, а дети начинают ходить в неё с семи лет. Школьный учебный год длится 188 дней и муниципалитеты самостоятельно распределяют их между осенним и весенним полугодиями; чаще всего первое полугодие длится 89 учебных дней, а весеннее — 98. Занятия начинаются с августа и заканчиваются в конце мая. Школы уделяют внимание обеспечению безопасности детей и учебного процесса.
Ребёнок ходит в ближайшую к дому школу, но отмечается тенденция среди родителей отдавать детей в более престижные с их точки зрения учебные заведения. Если до школы больше двух с половиной километров, то по закону школьника (до 6-го класса) обязаны доставлять туда и обратно на такси за счёт муниципалитета. В школе бесплатно выдают учебники и все канцелярские принадлежности и обучают финскому языку, математике, природоведению, домоводству. Обучение основам религии (лютеранства или православия) происходит только с согласия родителей и в соответствии с вероисповеданием. Атеисты имеют право разрешить преподать ребёнку светскую этику, а в случае возражения дети освобождаются от любого из курсов. Библиотечные полки стоят в коридоре, и доступ к ним свободный. Исследователи отмечают, что каждый десятый финский школьник подвергается издевательствам по месту учёбы. В августе 2013 года министр образования Криста Киуру заявила, что имеет намерение издать новый закон, с помощью которого возможно будет регламентировать размеры школьных классов.

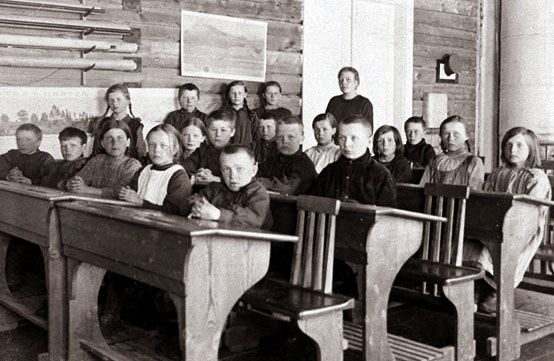
Финские школьники в 1924—1926 годах

Оценки в младших классах не выставляются; используется градация в словесной форме: отлично, хорошо, переменчиво и «требуется тренировка». Начиная с 4-го класса оценки ставятся в интервале от 4 до 10 баллов. Также есть оценки за поведение — умение работать в группе и одному, воспитанность, и стремление влиять на других в лучшую сторону.
С 3 класса к предметам добавляется первый иностранный язык — английский. С 5 — второй (немецкий-французский) по выбору и желанию. Иноязычному ребёнку (например, из семьи иммигрантов) полагается с первого класса изучение родного языка. С 7 класса начинают учить второй государственный язык — шведский (см. Обязательный шведский).
В младших классах предметы объединяют (химию с физикой и биологией, язык с литературой) и домоводство преподают всем без различия пола. В финской школе очень много пишут: всевозможные эссе призваны научить ребёнка иметь своё мнение по каждому вопросу и излагать его литературным языком.
После окончания школы человек до 18 лет обязан продолжить учёбу в гимназии, обучение в которой заканчивается сдачей экзамена на аттестат зрелости, или поступить в средне-профессиональное учебное заведение.
На 2013 год в Финляндии действовали 25 высших учебных заведений: десять университетов, ещё десять специализированных институтов (в них изучаются технологии, бизнес и экономика, искусство), также к университетам причислена военная академия. В 2014 году министерство образования увеличило квоту университетов на 3 тысячи штатных учебных мест, однако сокращение с 2015 года финансирования ВУЗов на 280 миллионов евро в год, привело к сокращению штатов преподавателей университетов на 5200 человек. Среди университетов старейшим и наиболее известным является Хельсинкский университет.
В Финляндии существует значительное количество программ как для тех, кто планирует обучение на бакалаврской ступени, так и на следующих ступенях. Программы представлены на финском, шведском и английском языках.
Высшее образование, как и начальное, полностью бесплатно для граждан страны, для иностранцев из стран ЕС и Европейской экономической зоны, а также студентов по обмену. Для других групп студентов с 2016 года будет введено платное обучение, стоимость которого составит ~4 тысячи евро в год. Ряд студентов берёт банковские денежные кредиты на своё обучение в вузах.

### Трудоустройство
В апреле 2020 года в Финляндии было зарегистрировано 433 тысячи безработных (в 2010 году безработица среди финнов составляла 8,7 %; среди русскоязычных — 28 %, а лидирующие позиции по безработице в Финляндии занимали иммигранты из Сомали, Ирака и Афганистана — более 50 %). За период с 2012 по 2013 годы уровень безработицы среди людей с высшим образованием, особенно в сфере естественных наук и технологий, вырос на 30 %. Специалисты не отмечают тенденции к снижению числа безработных в стране. Министр труда Лаури Ихалайнен призвал финских мужчин более активно осваивать традиционно женские профессии в социальной сфере, образовании и здравоохранении, спрос на которые сохраняется.
| Показатель        | 1989  | 1994     | 2013     | 2014     | 2015     | 2016     | 2020     |
| ----------------- | ----- | -------- | -------- | -------- | -------- | -------- | -------- |
| В процентах       | 3,1 % | ↗ 16,6 % | ↘ 9 %    | ↘ 9 %    | ↗ 11,8 % |          |          |
| Число безработных | -     | -        | 236 тыс. | 241 тыс. | 329 тыс. | 366 тыс. | 433 тыс. |

Вступившая в силу с 2013 года инициатива о новых «общественных гарантиях» молодёжи, одобренная правительством, на основании которой власти обязаны давать обязательства по трудоустройству или месту учёбы всем молодым людям в возрасте до 25 лет, столкнулась со значительными трудностями в больших городах, где ежегодные пики числа безработных приходятся на май-июнь, когда выпускники вузов встают на учёт в качестве безработных в центрах занятости.
На октябрь 2013 года средняя заработная плата работающего финна составляла в госсекторе 3647 евро, в муниципальном секторе — 2932 евро и в частном секторе — 3279 евро. По сравнению с 2003 годом, зарплаты госслужащих выросли в среднем на 44 %, а в муниципальном и частном секторе — 35 %. Отмечено, что разница в зарплатах в Финляндии между мужчинами и женщинами увеличивается с возрастом: в возрастной группе до 30 лет мужчины и женщины получают одинаковую зарплату (или же разница составляет максимум 10 %); среди сорокалетних и выше разница вырастает до 15—20 %, а в отдельных случаях и до 40 %.
Согласно данным Статистического комитета, разница в доходах финских граждан начала резко расти в середине 1990-х годов, а своего пика она достигла в 2007 году. На 2013 год доходы самых богатых сократились на 5,9 % из-за уменьшения прибыли с продаж и дивидендов, в то время как доходы самых бедных увеличились на 2,6 % благодаря индексации социальных льгот и снижению налогов.

### Пенсионная система
В 2014 году, по данным рейтинга пенсионных систем Melbourne Mercer Global Index, Финляндия заняла четвёртое место. Инвестиции ряда финских страховых компаний находятся в Китае (у Varma — 1 %, у Ilmarinen — 5 %).
На начало 2013 года 870 тысяч домохозяйств в стране состояли из пенсионеров; средняя пенсия равнялась 1600 евро (при том, что пенсии отдельных экс-руководителей биржевых компаний составили от 0,4—0,6 млн евро в месяц).
В 2012—2013 годах средний возраст граждан Финляндии при выходе на пенсию составил 60,9 лет. Согласно проекту новой пенсионной реформы, с 2017 года возрастной барьер при выходе на пенсию планируется поэтапно довести до 65 лет, что было одобрено парламентской комиссией. По данным Ведомства здравоохранения и социального развития THL, из числа финнов, которым исполнилось 80 лет, только каждый шестой живёт в доме или пансионате для престарелых, а 85,8 % — проживают дома. Часть из них получает уход на дому. Только за каждым двадцатым (5,4 %) ухаживает родственник или супруг, оформивший попечительство (фин. omaishoito).
В 2013 году пенсионерами стало 73 тысячи человек. Прогнозируется, что сохраняющаяся тенденция сокращения общего трудового стажа приведёт в будущем к наличию в стране до полумиллиона пенсионеров с минимальной пенсией.
В 2016 году министром труда и юстиции Яри Линдстрёмом было предложено отправить на пенсию всех долгосрочных безработных старше 60 лет, чей статус безработного составляет более пяти лет, что было одобрено правительством.

## Наука
Ведущим в Финляндии НИИ является государственный Центр технических исследований ВТТ, в котором работают 2500 учёных и специалистов в 9 городах. Бюджет ВТТ в 2006 году несколько сократился и составил 216 млн евро (2005 год — 225 млн евро). Финансирование со стороны государства также несколько снизилось — 76 млн евро и составляет 35 % бюджета ВТТ (2005 год — 78 млн евро).
Академия Финляндии (АФ) находится в административной структуре министерства образования и также как Текес не имеет в своём составе научно-исследовательских подразделений. АФ выступает в качестве координатора международного сотрудничества Финляндии, прежде всего по линии Евросоюза и Европейского научного фонда. Основными направлениями деятельности АФ являются выработка направлений научной политики страны, повышение авторитета научной работы и эффективности внедрения результатов научных исследований.
Финансирование научно-исследовательских работ по линии АФ в 2006 году составило 15 % от общих расходов на НИОКР и распределялось: университеты — 80 %; НИИ — 10 %; иностранные организации — 8 %;
В Финляндии уделяется большое внимание развитию технопарков, которые рассматриваются в качестве одного из важнейших элементов инновационной инфраструктуры страны, способствующего углублению сотрудничества государственных исследовательских центров и университетов с промышленностью.
Наибольшее количество технопарков расположено в столичном регионе Хельсинки — 3 технопарка, в Тампере — 3 и в Сейняйоки — 2. Крупнейшим технопарком является научно-исследовательский комплекс в столичном регионе Хельсинки «Отаниеми», который расположен в Эспоо с ВТТ и Хельсинкским технологическим университетом, в котором обучаются 14 тыс. студентов.

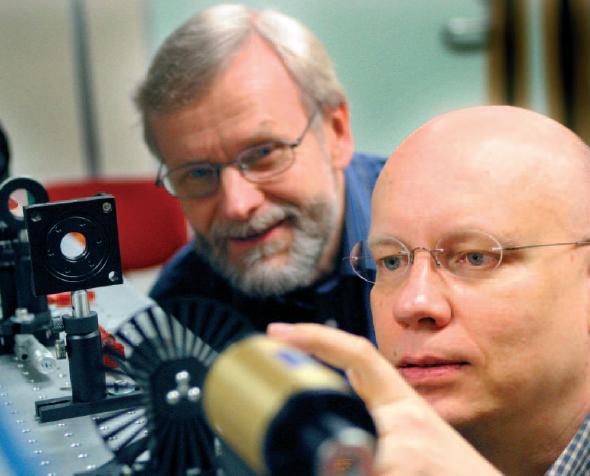
Профессора Рольф Хернберг и Мартти Кауранен в Технологическом университете Тампере

Финляндия достаточно эффективно использует финансовые возможности ЕС для проведения как собственных, так и международных НИОКР. В Финляндии из всего количества научных исследований свыше 2 % финансируются по линии ЕС.
В рамках бюджета ЕС на научно-исследовательскую деятельность в 2002—2006 годах Финляндия участвовала в 400 европейских проектах последующим крупным научно-исследовательским направлениям, на которые было выделено 146 млн евро.
Финляндия активно участвует в международном сотрудничестве в области инноваций по линии сети Центров ЕС по продвижению инноваций IRC (Innovation Relay Centers), с целью развития и распространения инновационных технологий. Финская национальная сеть Центров по продвижению инноваций — IRC Finland была создана под руководством Текес и включает в себя 7 технологических компаний в крупнейших городах страны: Хельсинки, Эспоо, Турку, Тампере, Оулу и Куопио.
В 2012 году Финляндия заняла третье место (среди 142 стран) в области развития информационных технологий. В стране 80 % домашних хозяйств имеют компьютер (16-е место в рейтинге); 87 % населения регулярно пользуется Интернетом (7-е место в мире); Wi-Fi пользуются 61 % населения.
На законодательном уровне в стране максимально снижено количество подопытных животных при научных экспериментах.

### Вычислительные мощности
По состоянию на июнь 2022 года в Каяани находится один из финских научных IT-центров, в нём установлен один из суперкомпьютеров ЕС, проекта EuroHPC JU, суперкомпьютер LUMI. В июне 2022 года «LUMI» стал самым быстрым суперкомпьютером в Европе и ЕС, и третьим в мире в рейтинге Top500. По состоянию на ноябрь 2022 года «LUMI» занимает третье место в мире в рейтинге Top500 и имеет заявленную производительность в 309,10 петафлопс, а пиковую — 428,70 петафлопс при среднем энергопотреблении порядка 6 МВт.

## СМИ
Финляндия, наряду с Норвегией и Японией, находится на позиции лидеров по совокупному тиражу газет в отношении численности населения, хотя уровень популярности печатных изданий за последние годы значительно снизился. На 2011 год в стране издавалось более двух тысяч журналов, а их совокупный тираж составлял более пятнадцати миллионов экземпляров.
Согласно исследованиям прошлых лет, девять из десяти человек в Финляндии в возрасте от 12 до 69 лет читали газеты каждый день, но данные 2015 года показали снижение показателя (с осени 2014) читаемости печатных газет на 3 %, а журналов на 2 %. На основании опроса Института исследования медиа (KMT) в 2014 году ½ финнов при чтении газет и журналов использовали различные гаджеты, а чтение газет на смартфоне увеличилось почти в три раза в период с 2012 по 2014 годы.
На 2014 год в Финляндии издавалось около 200 газет, ¼ из которых печатается не менее четырёх раз в неделю, а 30 газет выходят ежедневно. Общий тираж газет составляет 4,25 млн экземпляров. На долю партийной печати из них приходится 40 %. В 2015 году исследователи из Лаппеэнрантского технологического университета отметили отсутствие разнообразия и похожесть содержания финских газет.
Самая крупная финноязычная газета — независимая «Хельсингин Саномат», выходящая ежедневно тиражом в 338 тысяч экземпляров и объёмом до 100 страниц. Следующими по популярности являются «Aamulehti» и «Turun Sanomat». Крупнейшими газетами на шведском языке являются «Hufvudstadsbladet» и «Åbo Underrättelser». Издаются также государственные газеты «Вираллинен лехти» (Virallinen lehti) на финском и «Оффициелла тиднинген» (Officiella tidningen) на шведском языках, а также собрание финляндских административных постановлений (Suomen säädöskokoelma, Finlands författningssamling).
С 2010 по 2015 годы в «Индексе свободы прессы», составляемом международной организацией «Репортёры без границ», Финляндия занимала первое место, однако в конце 2016 года была подвергнута критике со стороны этой международной организации, выразившей обеспокоенность позицией Yleisradio в связи со скандалом, связанным с новостями о премьер-министре Юхе Сипиля и возможной ангажированности премьера в вопросе финансирования деятельности рудника Terrafame. В 2019 году в индексе свободы прессы Финляндия заняла второе место (после Норвегии).
По опросам, проведённым компанией «Taloustutkimus» в декабре 2014 года, следует, что лишь 40 % русскоязычных граждан Финляндии полностью доверяют финским СМИ, а 47 % не определились со своей позицией.

## Радио и телевидение
Теле- и радиовещание ведёт государственное акционерное общество «Илейсрадио» (Yleisradio — «Радио») (телевещание по двум основным программам, радиовещание — по двум основным финнояызчным и одной основной шведоязычной программе) и частные теле- и радиокомпании.
В настоящее время все, кто имеет дома телевизор, обязаны платить сбор за пользование им в размере примерно 250 евро в год. С 2013 года этот сбор будет заменён телевизионным налогом, который должны будут платить все постоянно проживающие на территории Финляндии, кроме лиц, не имеющих доходов. Размер налога будет зависеть от доходов, и составлять от 50 до 140 евро с человека в год.

## Культура

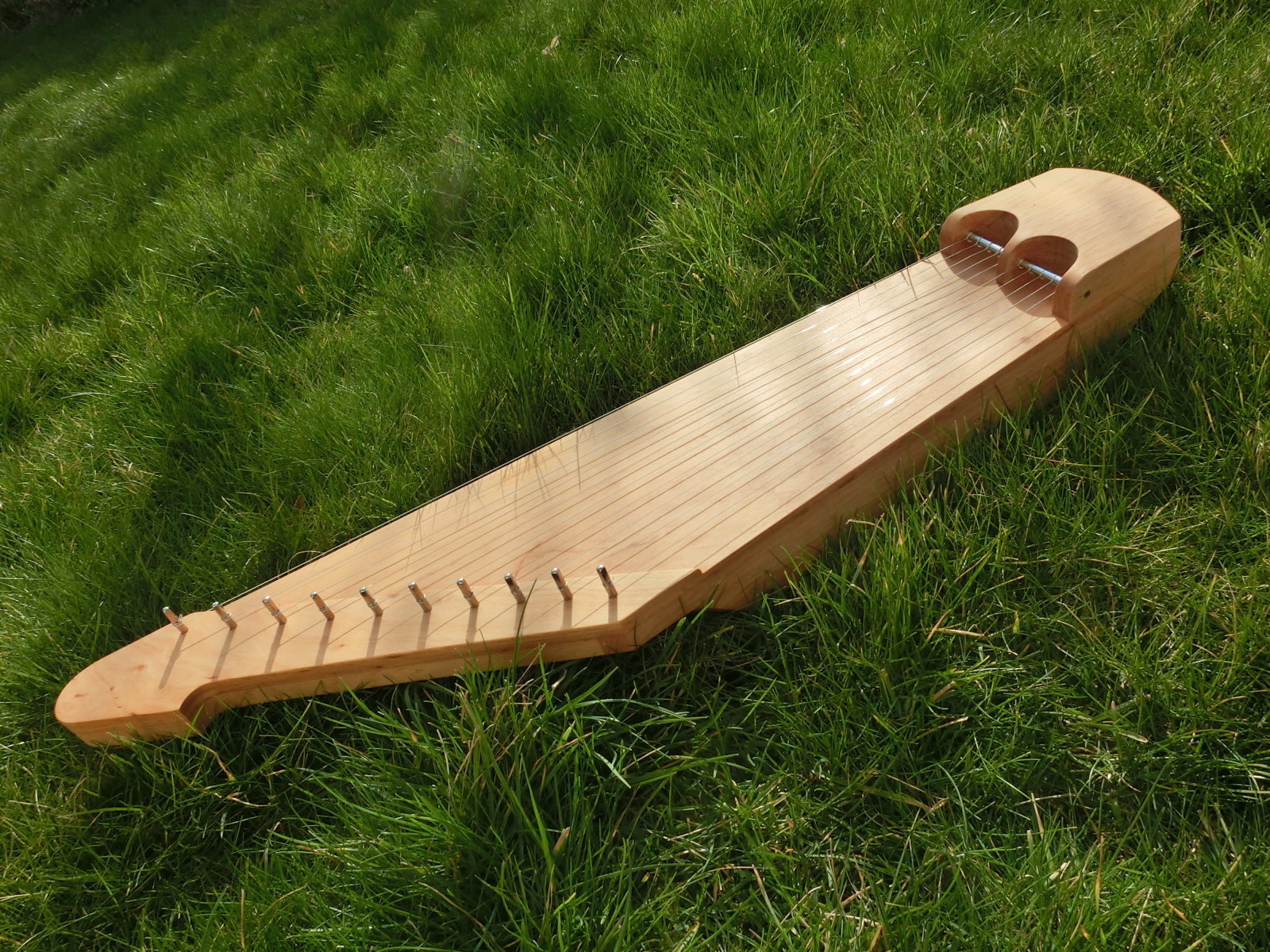
Кантеле — национальной музыкальный инструмент Финляндии

Финляндия является одной из трёх стран, удостоившихся титула «столица дизайна» (2012), а наиболее известными финскими дизайнерскими марками являются: Marimekko, Fiskars, Aarikka, Arabia, Nokia и другие. Деятельность художников поддерживается в стране системой многочисленных грантов.

### Литература

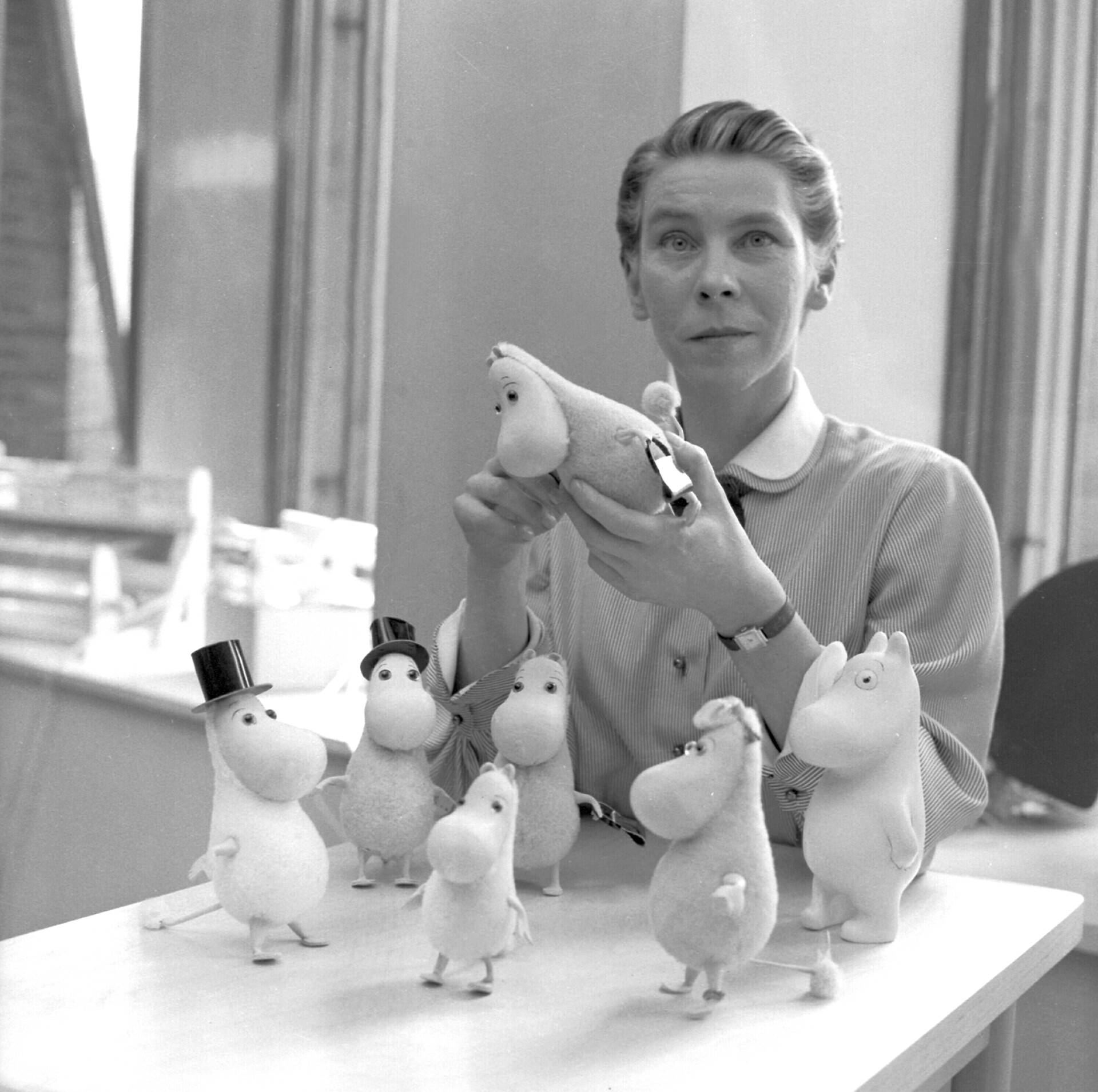
Туве Янссон — создательница муми-троллей и одна из самых переводимых финских писательниц

### Кинематограф

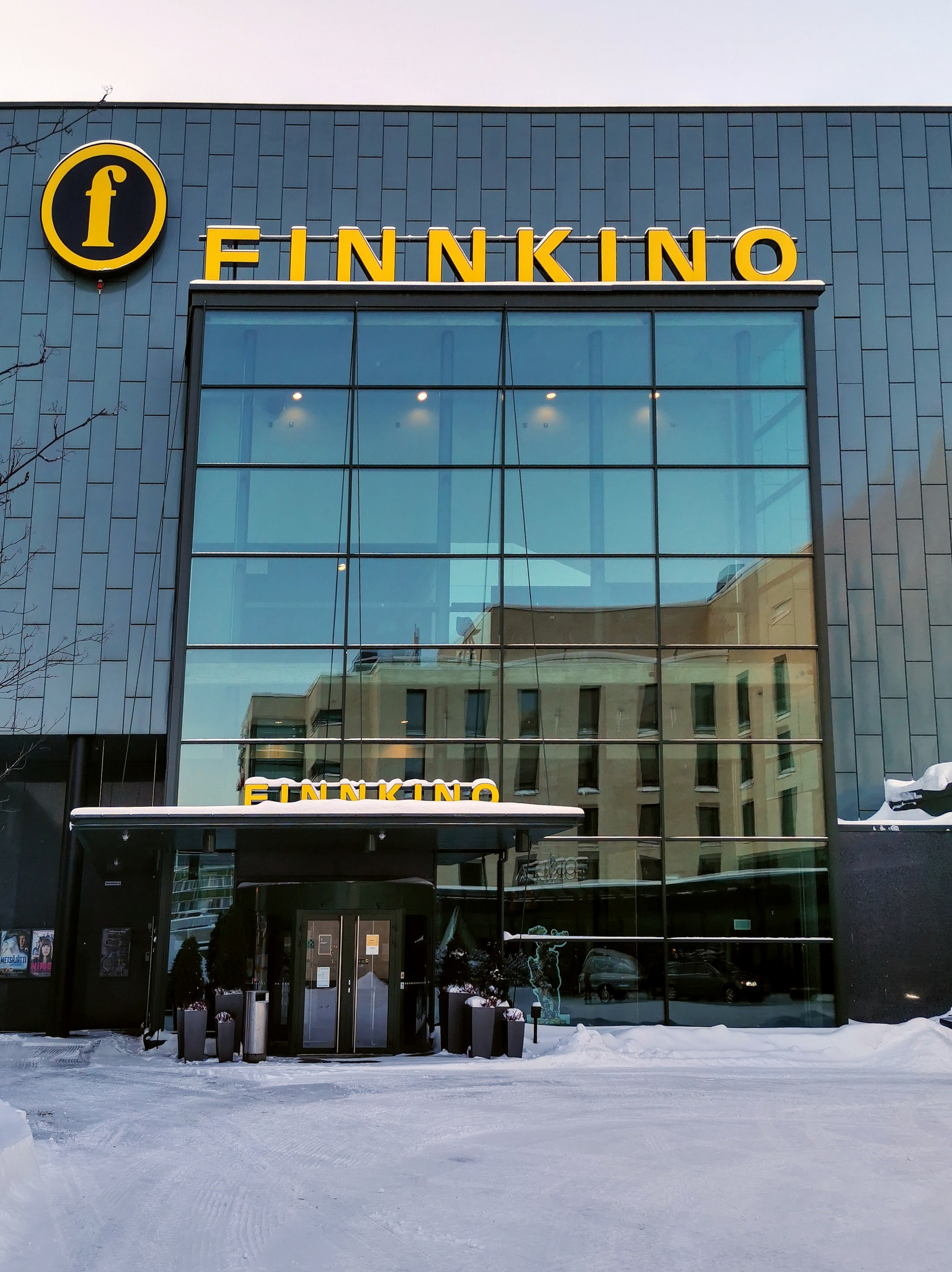
Finnkino Plaza в городе Оулу

В 1904 году в Великом княжестве Финляндском впервые началась съёмка кинохроники, а в 1906 году была создана национальная производственная фирма Apollo, учреждённая Карлом Стольбергом.
В 1907 году, с участием актёров Финского национального театра был снят первый национальный короткометражный художественный фильм «Тайные самогонщики» (режиссёры — Луис Спарре и Теуво Пуро).
В 1913 году появился первый полнометражный художественный фильм «Сюльви» (по пьесе Минны Кант «Сюльви», режиссёр — Теуво Пуро). В периоды с 1909 по 1911 и с 1917 по 1918 годы фильмы в Финляндии не выпускались. В 1919 году основана новая производственная фирма, положившая начало экранизации произведений финской национальной литературы — «Анна Лийса» (по комедии М. Кант «Анна Лийса», 1922, режиссёры — Пуро и Ю. Снельман), «Старый барон из Раутакюла» (по новелле С. Топелиуса, 1923), «Сапожники Нумми» (по комедии А. Киви, 1923, режиссёр — Э. Кару). В 1920-е годы были созданы новые фирмы «Комедия-фильм», «Фенника-фильм» и «Акила-Суоми-компания».

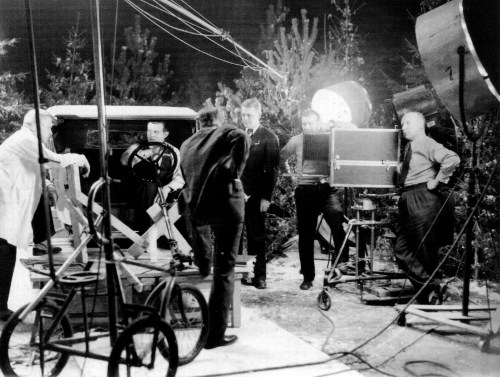
Съёмки в 1936 году

Пробы в области анимации были предприняты в Финляндии в 1914 году Эриком Васстрёмом, но его работы сохранились лишь в отдельных рисунках. Самым старым из сохранившихся мультфильмов является работа режиссёра Ялмара Лёфвинга «Несколько метров ветра и дождя» (фин. Muutama metri tuulta ja sadetta), представленная зрителю в 1932 году. Первый полнометражный финский мультфильм «Семеро братьев» увидел свет в конце 1970-х годов. С 2000-х годов искусство мультипликации стали преподавать в учебных заведениях Турку.
В 1933 году Эркки Кару основал самую крупную в стране фирму Suomen Filmiteollisuus. Среди лучших финских фильмов этого периода — «Юха» (1937), «Путь человека» (1940), поставленные режиссёром Нюрки Тапиовара.
С 1931 года выходит журнал Kinolehti. В 1952 году основан Союз киноработников Финляндии.

### Кухня
Исследования 2009—2011 годов, проведённые при координации специалистов из университета Восточной Финляндии, выявили закономерность, что соблюдение традиционного для северных стран рациона питания, включающего цельные злаки (особенно рожь), овощи и корнеплоды, ягоды, выращенные в Финляндии фрукты (яблоки), масло капусты полевой (фин. rypsiöljy), нежирные молочные продукты и три раза в неделю рыбу, снижает вероятность воспалительных процессов в организме, что в свою очередь уменьшает риск заболеваний атеросклерозом, болезнью Альцгеймера и некоторых видов раковых опухолей.
По опросам общественного мнения 2017 года, коричная плюшка признана в Финляндии самым популярным угощением к кофе.

### Культурная дипломатия
Помимо Министерства культуры и спорта, в Финляндии существует разветвлённая сеть институтов и департаментов, отвечающих за развитие сотрудничества между государствами и регионами в сфере культуры и науки.